# Polski Fiat 125p
Polski Fiat 125p – samochód osobowy klasy średniej, produkowany w Polsce w warszawskiej Fabryce Samochodów Osobowych od 1967 do 1991 roku, na podstawie licencji włoskiej firmy FIAT. Po wygaśnięciu licencji w 1983 roku nazwę zmieniono na FSO 125p. Spotykane są też oznaczenia FSO 1300/1500. Potocznie nazywany Dużym Fiatem.
Samochód został wprowadzony jako następca dla Warszawy 223/224. Konstrukcyjnie był połączeniem włoskich modeli: Fiat 125 i starszego 1300/1500. Produkcję rozpoczęto 28 listopada 1967. Napęd stanowiły benzynowe silniki R4 OHV o pojemności 1,3 i 1,5 litra, w późniejszym czasie dodatkowo przejęto gamę jednostek napędowych z Poloneza. Powstały także krótkie serie z silnikami wysokoprężnymi i benzynowymi DOHC. Moment obrotowy przenoszony był przez: suche jednotarczowe sprzęgło, 4-biegową ręczna (od 1985 5-biegową) skrzynię biegów, dwuczęściowy wał napędowy i tylny most na koła tylne. Samochód dostępny był początkowo jako 4-drzwiowy sedan, w 1972 roku do oferty dołączyła wersja kombi, trzy lata później pick-up. Przez cały okres polskiej produkcji przeprowadzane były liczne modernizacje modelu, najbardziej widoczna z nich przygotowana została dla rocznika 1975, zmieniono wówczas znacznie wygląd nadwozia i kabiny pasażerskiej. W roku 1978 pojawił się jego następca – Polonez, oba modele produkowane były jednak równocześnie aż do zakończenia produkcji modelu 125p 29 czerwca 1991 roku. Łącznie powstało 1 445 699 egzemplarzy modelu, z czego 586 376 sztuk trafiło na eksport. Logotyp opracował ok. 1975 Roman Duszek.

## Historia modelu

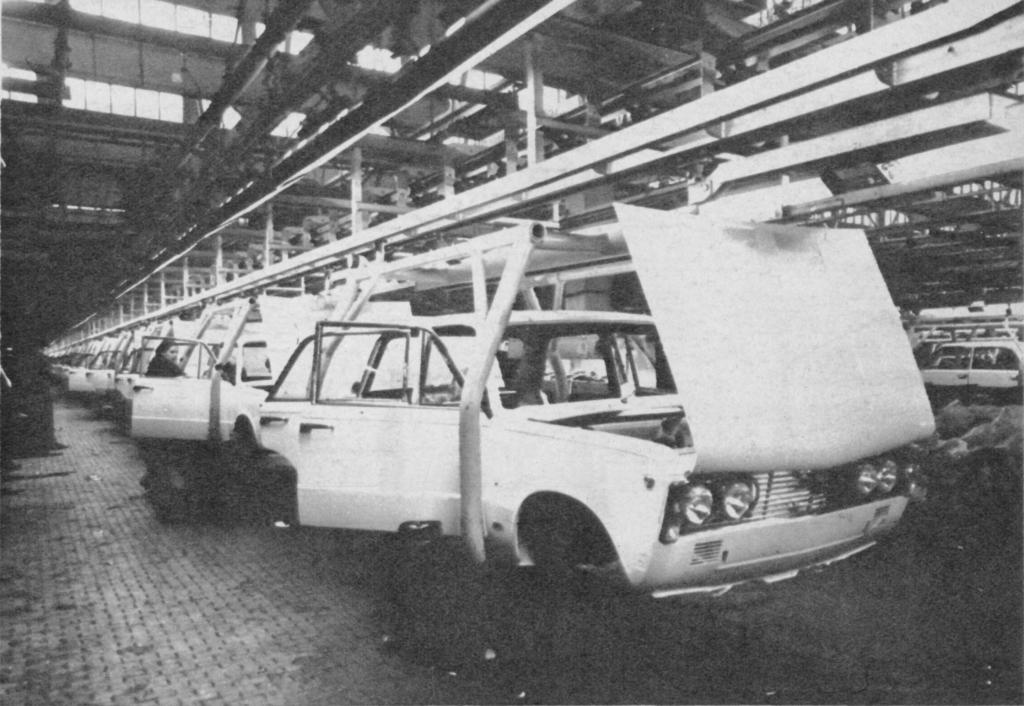
Linia produkcyjna FSO – początek lat 70.

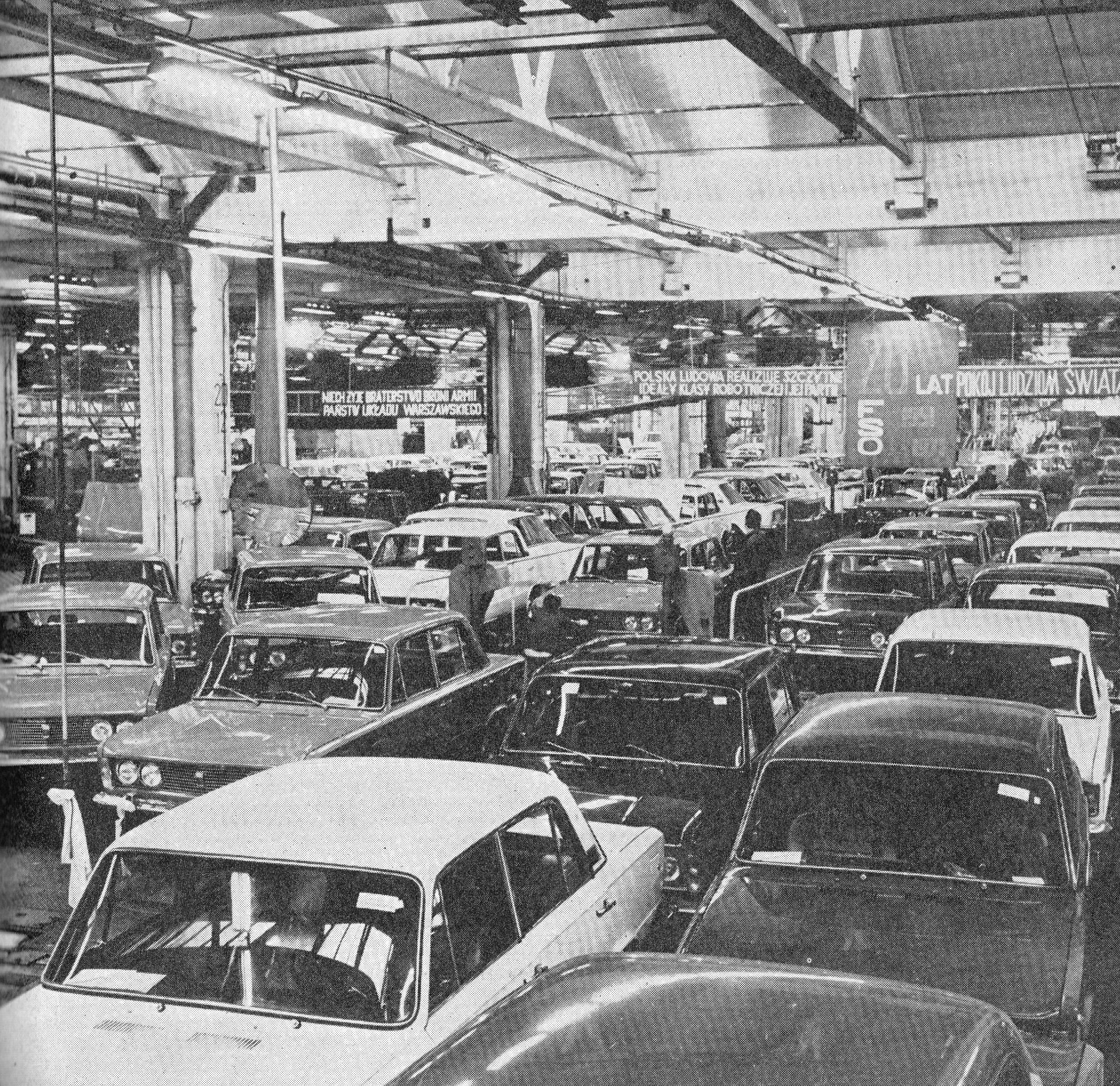
Wyprodukowane Fiaty 125p w fabryce, ok. 1971

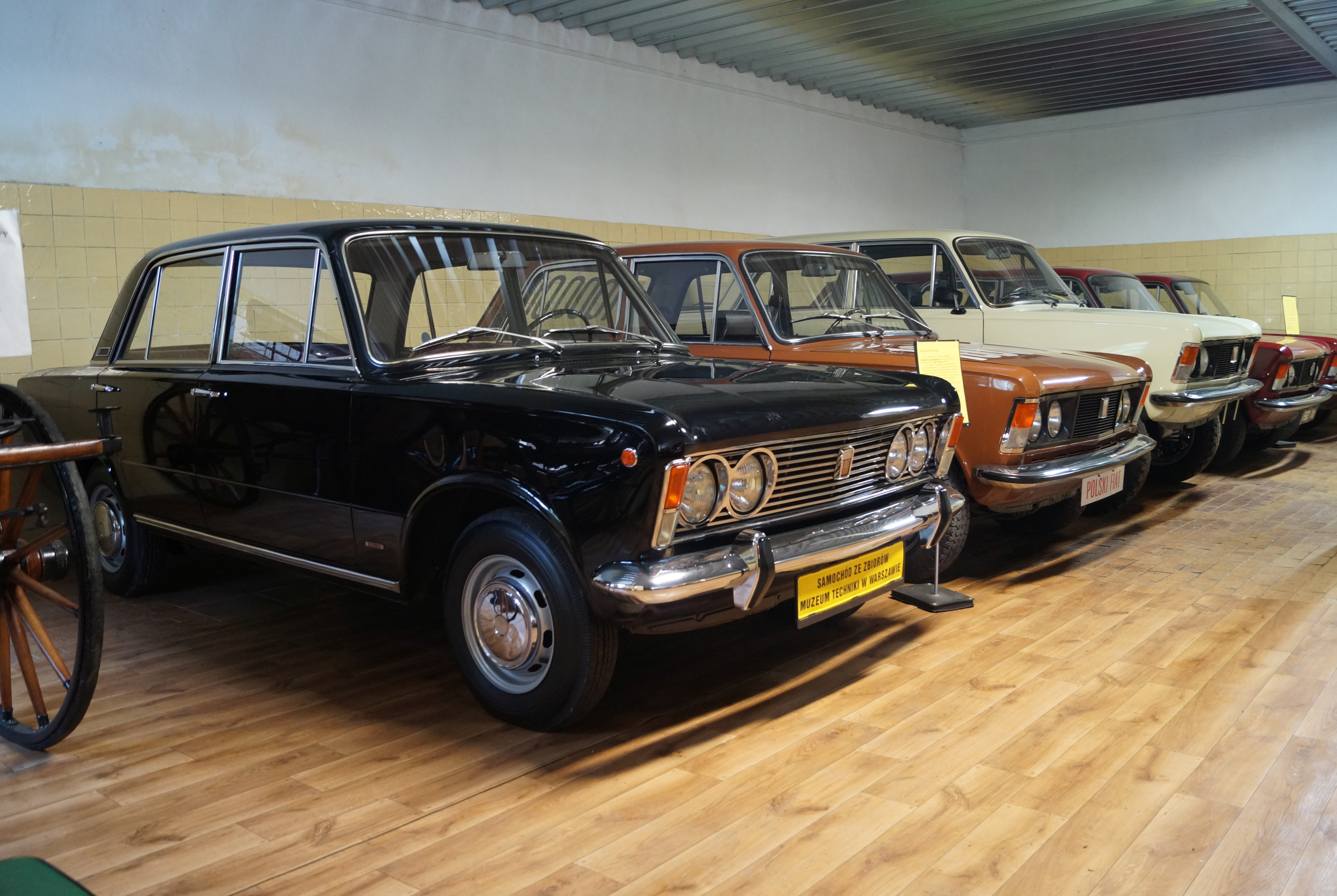
Polskie Fiaty 125p w Muzeum Hutnictwa i Przemysłu Maszynowego w Chlewiskach

Powrót marki Polski Fiat nastąpił po 26-letniej przerwie, po przedwojennym Polskim Fiacie 508. W połowie 1965 roku ówczesny dyrektor naczelny Zjednoczenia Przemysłu Motoryzacyjnego, Tadeusz Wrzaszczyk, wraz z najbliższymi współpracownikami – zastępcą do spraw technicznych Andrzejem Jedynakiem, zastępcą do spraw eksportu Andrzejem Góreckim oraz ówczesnym dyrektorem FSO, Witoldem Dryllem – przystąpili do działań mających na celu rozbudowanie Fabryki Samochodów Osobowych na Żeraniu i uruchomienie w niej produkcji nowego samochodu. Produkowana od 1951 roku Warszawa stała się, mimo przeprowadzonych modernizacji, pojazdem przestarzałym. Rozważane były dwie opcje: rozwój nowych, własnych produktów FSO, ewentualnie wykupienie licencji na samochód zagraniczny. Mimo stworzenia prototypów Warszawy 210 i Syreny 110, zdecydowano się na drugi wariant. Wiązało się to z m.in. możliwością pozyskania nowych technologii produkcji. Negocjacje prowadzono z Renault i Fiatem. W tym czasie obydwie firmy rozpoczęły ekspansję na obszar państw socjalistycznych, co doprowadziło do powstania marek Dacia i Łada. Oferta Francuzów została odrzucona ze względu na niekorzystne warunki. 
W dniu 22 grudnia 1965 roku zawarta została między Fiatem a Motoimportem – centralą handlu zagranicznego reprezentującą wówczas polski przemysł motoryzacyjny (której działalność przejął następnie utworzony w 1968 roku POL-MOT) – umowa licencyjna na uruchomienie w Fabryce Samochodów Osobowych na Żeraniu produkcji nowego samochodu osobowego. Wybór padł na samochód, którego część mechaniczna wywodziła się z produkowanego w Turynie Fiata 1300/1500. Umowa zawarta z Fiatem weszła w życie w lutym 1966 roku, a jej zatwierdzenie przez Radę Ministrów nastąpiło dwa miesiące później. Łączny koszt zakupu licencji i maszyn wyniósł 2,764 mld złotych oraz 32,450 mln dolarów. Początkowo planowano wprowadzenie pojazdu w całości opartego na Fiacie 1300, jednakże 21 maja 1966 roku podpisano aneks do umowy, na mocy którego strona włoska przekazała licencję na produkcję samochodu z nadwoziem oraz układem hamulcowym z najnowszego wówczas Fiata 125, który na rynku miał zadebiutować w 1967 roku. Polski pojazd nie miał więc odpowiednika wśród produkowanych w Turynie, co ułatwiło uzyskanie ważnych dla strony polskiej uprawnień eksportowych na rynki zachodnie oraz uprawniało do używania marki Fiat w nazwie modelu.
Licencyjny samochód z Żerania został wypuszczony tylko kilka miesięcy później od włoskiego 125. Towarzyszyła temu poważna reorganizacja polskiego przemysłu motoryzacyjnego, polegająca głównie na specjalizacji zakładów kooperujących z FSO. Wzorem producentów zachodnioeuropejskich zrezygnowano z produkcji całego samochodu w jednym zakładzie, poszczególne podzespoły wytwarzane były przez osobnych podwykonawców. W kwietniu 1966 roku rozpoczęło pracę biuro Motoimportu w Turynie, miało ono za zadanie koordynację współpracy technicznej i handlowej między zainteresowanymi przedsiębiorstwami polskimi, a biurami Fiata. W drugiej połowie 1966 roku rozpoczęła się przeprowadzana na szeroką skalę akcja szkoleniowa polskich techników w zakładach Fiata i jego kooperantów.

### PF 125p (1967-1973)

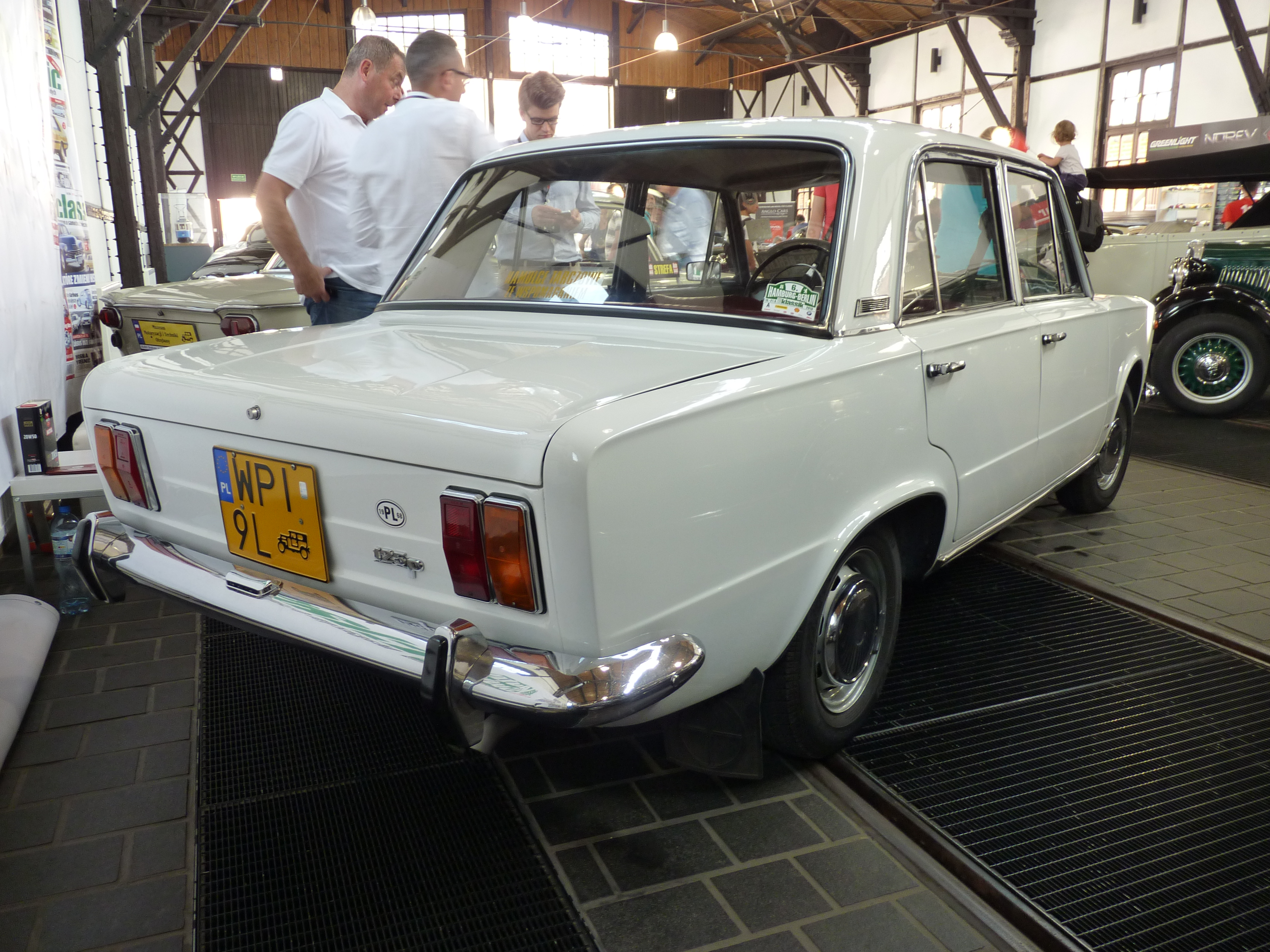
Polski Fiat 125p z lat 1968-1973

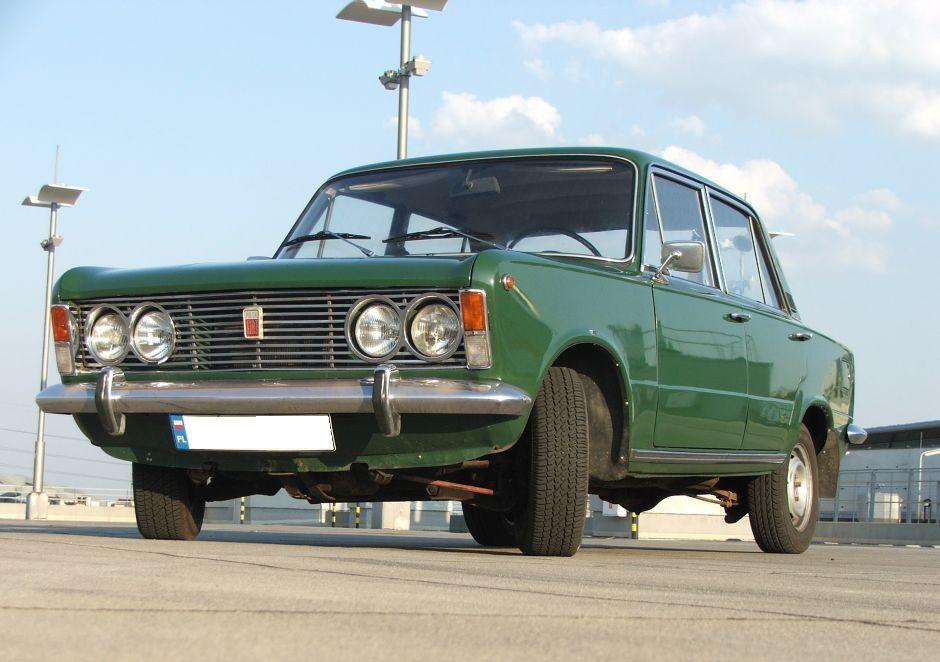
Polski Fiat 125p MR'72

Wkrótce rozpoczęto proces modernizacji warszawskiej fabryki. Do produkcji nowego samochodu potrzebne były nowoczesne i precyzyjne maszyny. Zostały one zakupione od renomowanych europejskich i amerykańskich producentów. Przy realizacji licencji brało udział ponad 150 przedsiębiorstw z branży elektronicznej, hutniczej, motoryzacyjnej czy też chemicznej.
Na podstawie zawartej umowy, Fiat przygotował dla Polski model 125p. Był to średniej klasy sedan wyposażony w klasyczny układ napędowy – wzdłużnie zamontowany z przodu silnik napędzał koła tylne. Nadwozie 125p przejęto z Fiata 125 – z drobnymi zmianami w przetłoczeniach, elementach ozdobnych czy wykończenia wnętrza (m.in. deska rozdzielcza wywodziła się z modelu 1300/1500). Polski 125p różnił się od włoskiego zewnętrznie okrągłymi kloszami reflektorów zamiast kwadratowych, inną atrapą chłodnicy z nierdzewnej stali w pasie przednim, brakiem chromowanych listew bocznych nadwozia, okrągłymi kierunkowskazami po bokach błotników przednich zamiast w formie strzałek i innym przetłoczeniem na masce silnika i klapie bagażnika. Zastosowano też początkowo wystające klamki z Fiata 124 zamiast kasetowych, jak we włoskim Fiacie (zamieniono je na kasetowe w 1973 roku). Jednostki napędowe, skrzynię biegów oraz układ przeniesienia napędu zaadaptowano z poprzednika Fiata 125, czyli modelu Fiat 1300/1500. Drążek zmiany biegów we włoskim Fiacie od początku znajdował się w podłodze. Polski samochód różnił się od włoskiego także zbiornikiem paliwa umieszczonym pod bagażnikiem zamiast po prawej stronie bagażnika, przez co bagażnik był szerszy, ale płytszy, o nieco mniejszej pojemności 360 l wobec 380 l (w obu wersjach koło zapasowe umieszczono pod podłogą bagażnika). W konsekwencji, polski samochód różnił się usytuowaniem wlewu paliwa, zasłoniętego klapką (po lewej stronie tyłu nadwozia zamiast po prawej). W polskim Fiacie zastosowano w tylnym zawieszeniu początkowo resory czteropiórowe zamiast dwupiórowych (zmienione w 1973 roku); włoski samochód miał w zawieszeniu także drążki reakcyjne poprawiające prowadzenie, oraz inne mocowanie tylnego mostu. Samochód w porównaniu w produkowanymi wówczas Warszawami i Syrenami cechował się nowoczesną konstrukcją.
Montaż rozpoczęto 28 listopada 1967 roku. Seryjną produkcję podjęto początkiem następnego roku.
Do napędu użyto czterosuwowego, czterocylindrowego, chłodzonego cieczą silnika rzędowego o pojemności 1,3 litra opracowanego przez Aurelio Lamprediego. Wyposażony był on w rozrząd typu OHV napędzany łańcuchem. Blok silnika odlany został z żeliwa, głowica zaś ze stopów lekkich. Kuty wał korbowy podparto na trzech łożyskach. Samochód wyposażono w instalację elektryczną o napięciu 12 V, ładowanie zapewniał alternator o mocy 580 W. Silnik zblokowany był z w pełni zsynchronizowaną, czterobiegową, ręczną skrzynią biegów. Użyto sterowanego hydraulicznie jednotarczowego sprzęgła suchego. Wybór biegu odbywał się poprzez dźwignię umieszczoną w kolumnie kierownicy. Moment obrotowy przenoszony był na koła tylne poprzez dzielony wał napędowy na most tylny. 
W modelu zastosowano nowoczesne hamulce tarczowe na obydwu osiach. Jednoobwodowy układ sterowany był hydraulicznie, wyposażono go dodatkowo w mechanizm wspomagający. W przedniej osi zastosowano niezależne zawieszenie oparte na podwójnych wahaczach poprzecznych, dodatkowo użyto stabilizatora skrętnego. Zawieszenie tylne było układem zależnym, wykorzystano w nim resory piórowe i amortyzatory teleskopowe.
Wewnątrz kabiny pasażerskiej zastosowano obite sztuczną skórą fotele. Na desce rozdzielczej znajdowało się osiem prostokątnych kontrolek oraz prędkościomierz z charakterystycznym poziomym wskaźnikiem.
W drugim roku po rozpoczęciu seryjnej produkcji, do gamy jednostek napędowych dołączono motor o pojemności 1,5 litra. Była to w zasadzie jednostka 1.3 o powiększonej z 72 do 77 mm średnicy cylindra. Zmodyfikowano także konstrukcję gaźnika oraz wentylatora chłodnicy. Wprowadzone zmiany zaowocowały wzrostem mocy maksymalnej o 10 koni mechanicznych, samochód mógł rozpędzić się do prędkości ponad 150 km/h.
Samochód był wciąż udoskonalany. Już od października 1968 wąskie poziome kratki wentylacyjne na tylnych słupkach zamieniono na szersze. W 1969 roku zastosowano płaskowniki osłaniające miskę olejową silnika, w tym okresie wprowadzono też osłony tylnych tarcz hamulcowych przed zanieczyszczeniami. W 1971 roku wprowadzono bezobsługowy wał napędowy i wzmocniony tylny most (MR 71). Od tego czasu wprowadzono system nazewnictwa poszczególnych roczników Fiata oparty na oznaczeniu MR (model roku). We wrześniu 1971 roku przeniesiono umiejscowienie dźwigni zmiany biegów z kolumny kierowniczej na podłogę (MR 72). Wraz z modelem MR 72 zastosowano w 1972 roku zamknięty układ chłodzenia, dwuobwodowy układ hamulcowy na miejsce jednoobwodowego, wyposażony w korektor dostosowujący siłę hamowania osi tylnej do jej obciążenia, oraz pasy bezpieczeństwa z przodu. Do gamy jednostek napędowych planowano dołączenie nowych odmian dotychczasowo stosowanych silników. Pojazd dostępny był w wersjach: z dachem rozsuwanym, z silnikiem przystosowanym do benzyny o LO 78, z radioodbiornikiem, z dźwignią zmiany biegów w podłodze, z blokadą kierownicy, z ogrzewaną tylną szybą i przystosowanej do strefy zimnej, gorącej bądź o dużym zapyleniu powietrza.

### PF 125p MR 73/MR 74 (1973-1975)

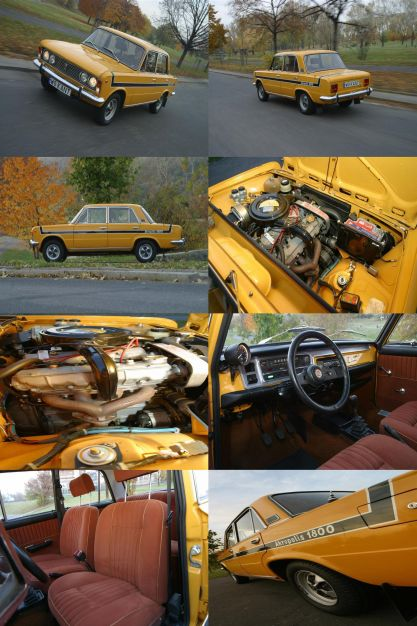
Replika PF 125p 1800 Akropolis

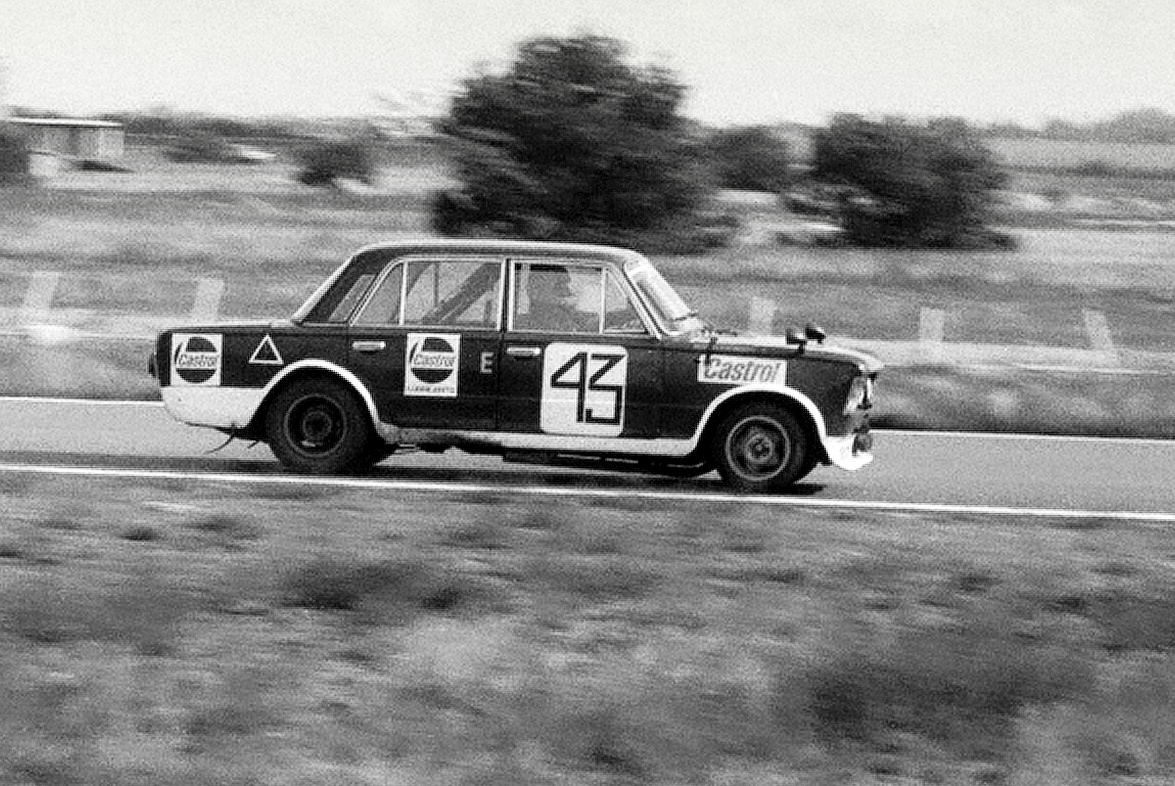
PF125p Akropolis Automobilklubu Śląskiego (Tor „Poznań” 1979)

W 1972 roku produkcję samochodu FSO Syrena przeniesiono z Żerania na Śląsk, do Bielska-Białej. W ten sposób zwolniono powierzchnię Zakładu nr 1. Została ona przeznaczona na produkcję pochodnych od PF 125p: pickupa, kombi i sanitarki. Zmodernizowano także część istniejących już zakładów zajmujących się produkcją modelu. Zaowocowało to wzrostem wydajności fabryki. W tym samym czasie rozpoczęto produkcję wersji kombi. Wzrastać zaczęła liczba samochodów eksportowanych, Polski Fiat 125p został zaprezentowany na wystawie w Nowym Jorku, w 1974 roku rozpoczęto eksport na rynek brytyjski.
W 1973 roku Fiat 125p doczekał się poważniejszych zmian konstrukcyjnych, oznaczonych jako MR 73. Ze względu na obowiązujące wówczas normy bezpieczeństwa zmieniono klamki drzwi na kasetowe, bezpieczniejsze dla pieszych, oraz zastosowano bezpieczne lusterko wewnętrzne. Na zewnątrz, zgodnie ze zmieniającą się modą, chromowaną atrapę chłodnicy zamieniono na czarną, wykonaną z tworzyw sztucznych. Nadwozie częściowo dostosowano do wymagań prób zderzeniowych, a przednie fotele przystosowano do montażu zagłówków. W układzie zawieszenia pojazdu, w ślad za oryginalnym Fiatem 125, czteropiórowe resory z tyłu zastąpiono dłuższymi dwupiórowymi, zastosowano nowe tylne amortyzatory, a tylny most podparto na drążkach reakcyjnych.
Od 1974 roku samochody wyposażano w nowy typ kolumny kierowniczej. Zmniejszono średnicę koła kierownicy i wprowadzono dzieloną kolumnę kierownicy dla zwiększenia bezpieczeństwa kierowcy w razie wypadku. Zastosowano także nowe dźwigniowe przełączniki świateł, kierunkowskazów i wycieraczek (z programatorem). Od grudnia 1973 montowano elektryczny spryskiwacz szyby. Oprócz tego zaczęto montować nowy typ stacyjki z blokadą kierownicy. Prędkościomierz został wyskalowany do 180 km/h.
W tym samym okresie przygotowano dwie limitowane serie 125p, 1600 Monte Carlo i 1800 Akropolis. Zastosowano w nich silniki DOHC przejęte z PF 132p. Motor 1600 generował moc 98 KM co pozwalało na osiągnięcie 165 km/h, 1800 zaś 105 KM co owocowało prędkością rzędu 170 km/h. Samochód wyróżniał się: czarnymi pasami po bokach nadwozia, sportowym kołem kierownicy, obręczami kół ze stopów lekkich, lusterkami bocznymi na przednich błotnikach oraz bogatszym wyposażeniem. Na wersjach tych startowano w rajdach w kraju i za granicą. Produkcję edycji limitowanych zakończono nie wcześniej niż w 1976 roku.

### PF 125p (1975-1982)
W roku 1975 przeprowadzono największą zmianę w historii modelu, nowa wersja została nazwana MR'75. Charakteryzowała się ona zmodernizowaną ścianą przednią nadwozia (nowa atrapa chłodnicy, inne ramki reflektorów, szerokie klosze kierunkowskazów i lamp pozycyjnych) jak i ścianę tylną (w miejsce wąskich pionowych kloszy zastosowano szerokie umieszczone poziomo, nieco zmieniono kształt klapy bagażnika i jej zamek). Samochód wyposażono także w ozdobne listwy po bokach nadwozia i nowe kołpaki oraz ogumowane zderzaki bez kłów. Usunięto boczne lampy kierunkowskazów. Modyfikacjom poddano także wnętrze, zastosowano nowy typ deski rozdzielczej z czarnego tworzywa sztucznego przystosowanej do ewentualnego montażu obrotomierza i radioodbiornika (w większości aut obrotomierz był montowany fabrycznie za dopłatą, także była możliwość nabycia auta z zamontowanym radioodbiornikiem – za dopłatą). Pod deską ulokowano dwie półki na małe przedmioty oraz zamykany schowek. W samochodzie zastosowano także nowy typ urządzenia grzewczego o większej wydajności, wraz z nim zdecydowanie poprawiono system wentylacji wnętrza – dodano nowe dysze nadmuchu powietrza na desce rozdzielczej i zmodernizowano system odprowadzania zużytego powietrza na słupkach tylnych (wysokie chromowane wywietrzniki). Oprócz tego w fotelach przednich zaczęto montować zagłówki regulowane. Pojawiła się opcja montażu podgrzewania szyby tylnej.
Jednostki napędowe otrzymały nowy wałek rozrządu i zmienione nastawy gaźnika co zaowocowało wzrostem mocy maksymalnej o 3,7 kW, silnik 1300 osiągał teraz 65 KM, a wersja 1500 – 75 KM. Dzięki zastosowaniu w konstrukcji m.in. akumulatora w szczelnej obudowie i opon promieniowych, samochód spełniał ówczesne europejskie wymagania homologacyjne. Także w roku 1975 wprowadzona została do produkcji odmiana dostawcza – pick-up.
Pod koniec roku 1976 przygotowano kolejny zestaw modyfikacji dla samochodu. W jego skład wchodziły między innymi: nowy tylny most napędowy polskiej konstrukcji, drobne zmiany w konstrukcji gaźnika, skuteczniejszy hamulec postojowy oraz układ wydechowy charakteryzujący się cichszą pracą. Uchylne szybki w drzwiach przednich zastąpiono stałymi, usunięto rozkładany podłokietnik tylnej kanapy. W 1976 roku wyprodukowano 101 050 sztuk modelu, co łącznie dawało wynik około 568 000 wyprodukowanych PF 125p. W roku 1977 powstała niewielka seria egzemplarzy ze zmodyfikowaną ścianą przednią wyposażoną w prostokątne reflektory sprowadzane z NRD (oznaczenie LUX). Od roku 1977 rozpoczęło się stopniowe zubażanie samochodów opuszczających fabrykę i spadek ich jakości. Dla wersji kombi przygotowano wycieraczkę szyby tylnej wraz ze spryskiwaczem.
W roku 1978 wprowadzono do produkcji Poloneza, następcę modelu 125p. Początkowo planowano zakończenie produkcji przestarzałego już PF 125p maksymalnie do roku 1982, jednakże oba samochody produkowane były jednocześnie przez prawie 13 kolejnych lat (do 1991). Rozpoczął się proces ujednolicania konstrukcji obydwu samochodów. Do Polskiego Fiata 125p adaptowano nowocześniejsze elementy konstrukcyjne z Poloneza. W 1978 wprowadzono nowy system otwierania bagażnika – usunięto zamek z klapy na której pozostała wnęka, dźwignię umieszczono wewnątrz nadwozia, kierownicę wraz z osłoną zaadaptowano z nowego pojazdu. W 1980 chromowane ramki świateł pozycyjnych z przodu zastąpiono czarnymi plastikowymi (w wersjach eksportowych chromowane montowane do 1989), podobnie postąpiono z wywietrznikami na słupkach tylnych. Dostępne były wówczas trzy wersje modelu: popularna, standardowa oraz luksusowa. Wariant popularny został pozbawiony: obrotomierza, zapalniczki, kołpaków kół, listew bocznych na drzwiach, podłokietników, zagłówków, programatora pracy wycieraczek, listew ozdobnych na progach, same progi malowano na kolor czarny. Wersja luksusowa w stosunku do standardowej była bogatsza o: wzmocniony silnik 1.5, ogrzewaną tylną szybę, przednie lampy przeciwmgłowe halogenowe, bezwładnościowe pasy bezpieczeństwa z Poloneza, radioodbiornik Skald, sprzęgło z centralną sprężyną, przednie fotele z Poloneza, tylna kanapa z tekstylnym obiciem, opony D-124 oraz oznaczenie Lux. Od 1982 montowano tylną klapę bez wnęki na zamek. W zależności od rocznika i wersji nadwozia pojazd wyposażony mógł być w: wycieraczki reflektorów przednich, obręcze kół ze stopów lekkich, silnik wzmocniony do 82 KM (60,4 kW) lub przystosowany do benzyny LO 78, szyby przeciwsłoneczne, prostokątne reflektory przednie, światła przeciwmgłowe przednie, sygnalizator uszkodzenia układu hamulcowego, wyłącznik świateł awaryjnych oraz wycieraczkę tylnej szyby (kombi), oprócz tego wyróżniano odmianę dla strefy gorącej, zimnej oraz o zwiększonym zapyleniu powietrza.

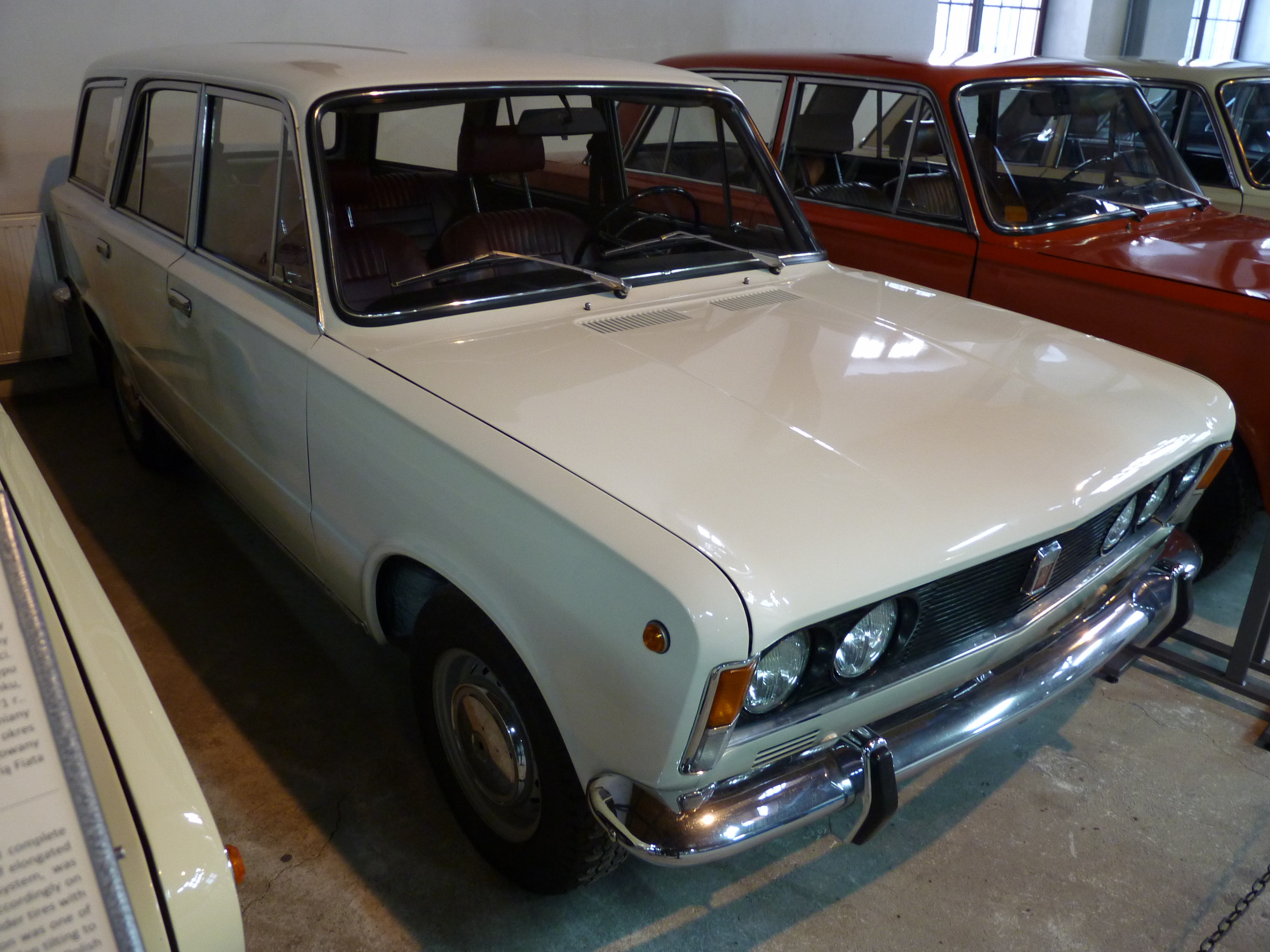
Polski Fiat 125p 1500 MR'73 Kombi
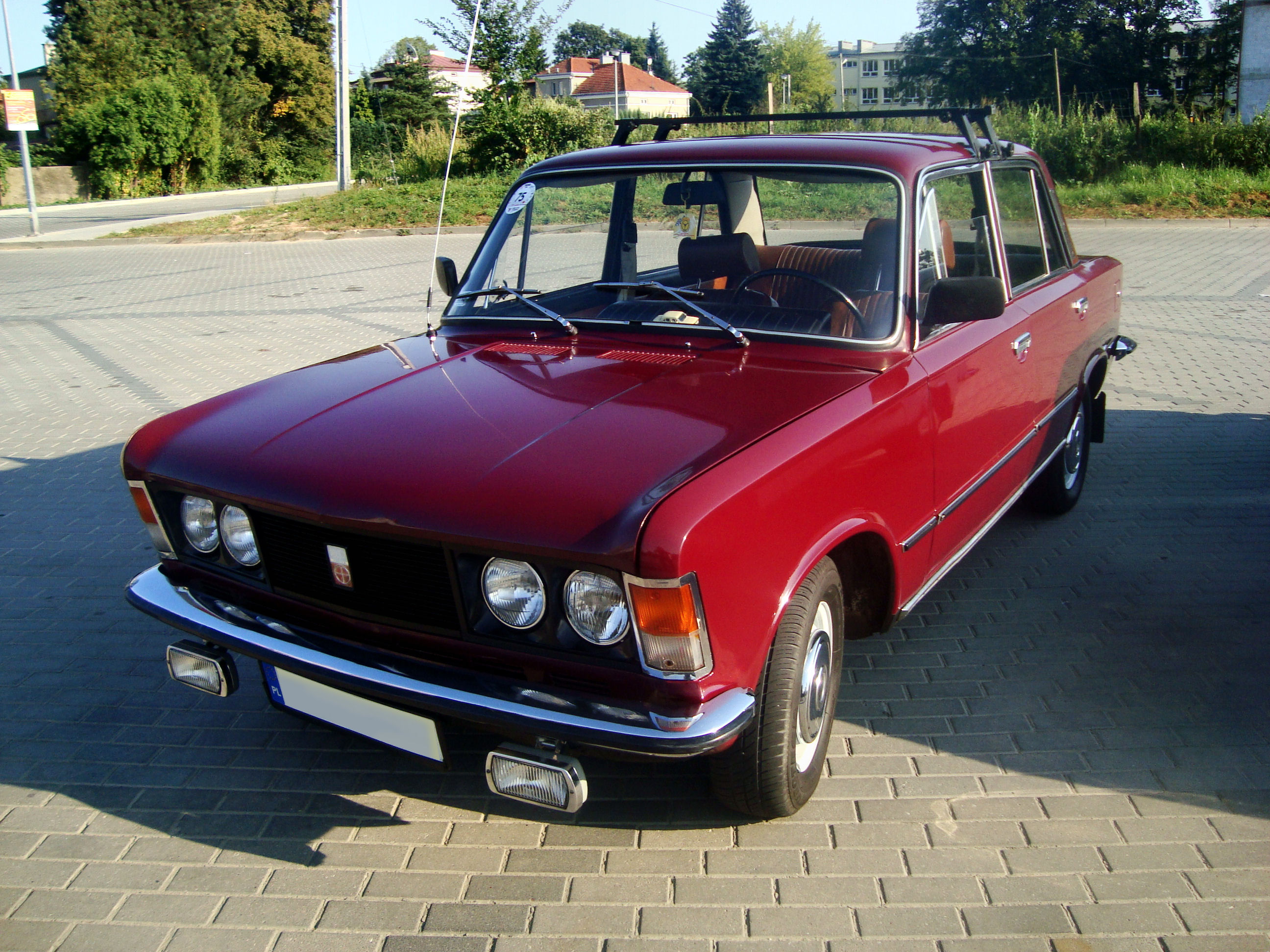
Polski Fiat 125p 1500 MR'75
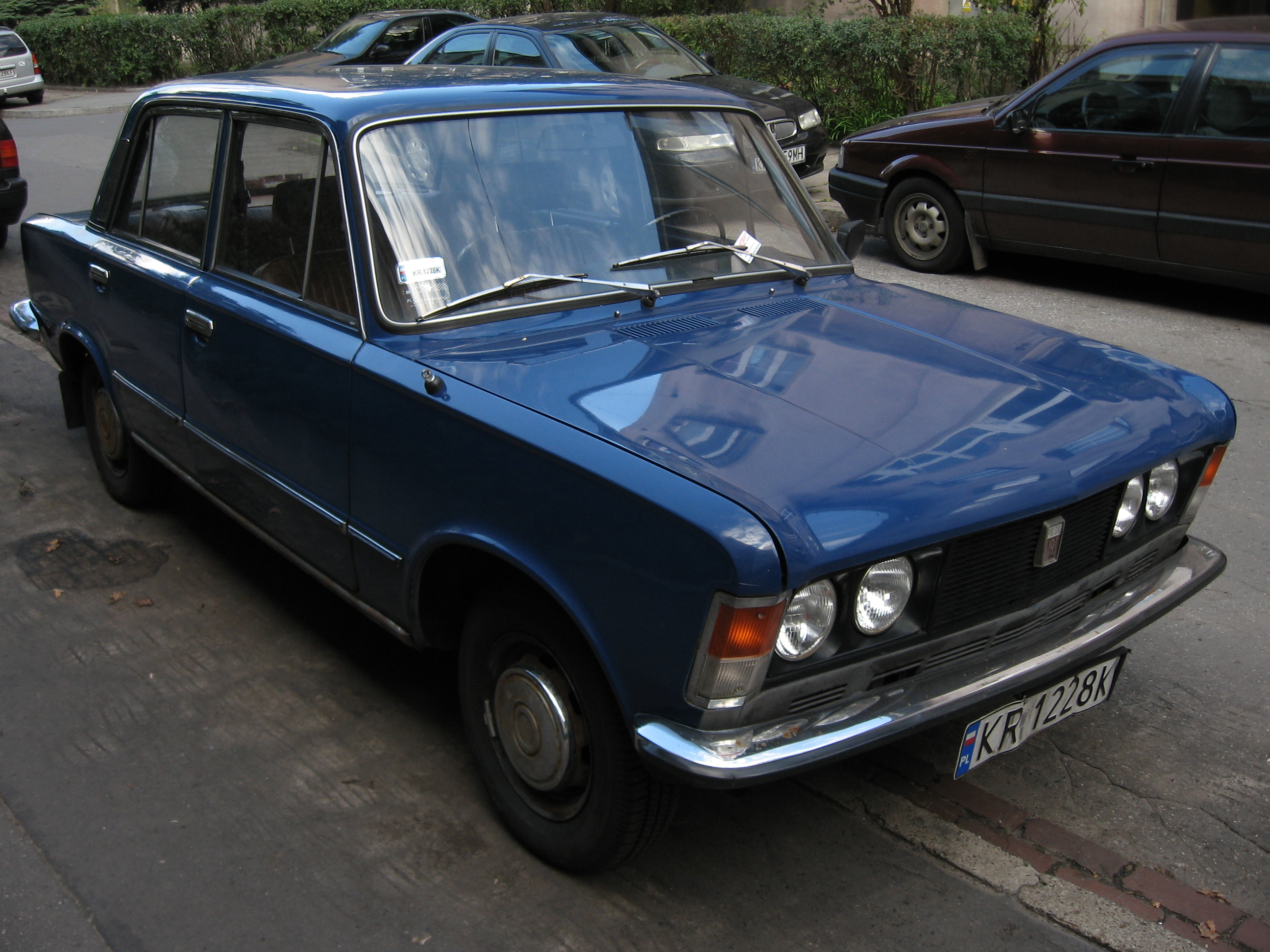
Polski Fiat 125p 1300 MR'76
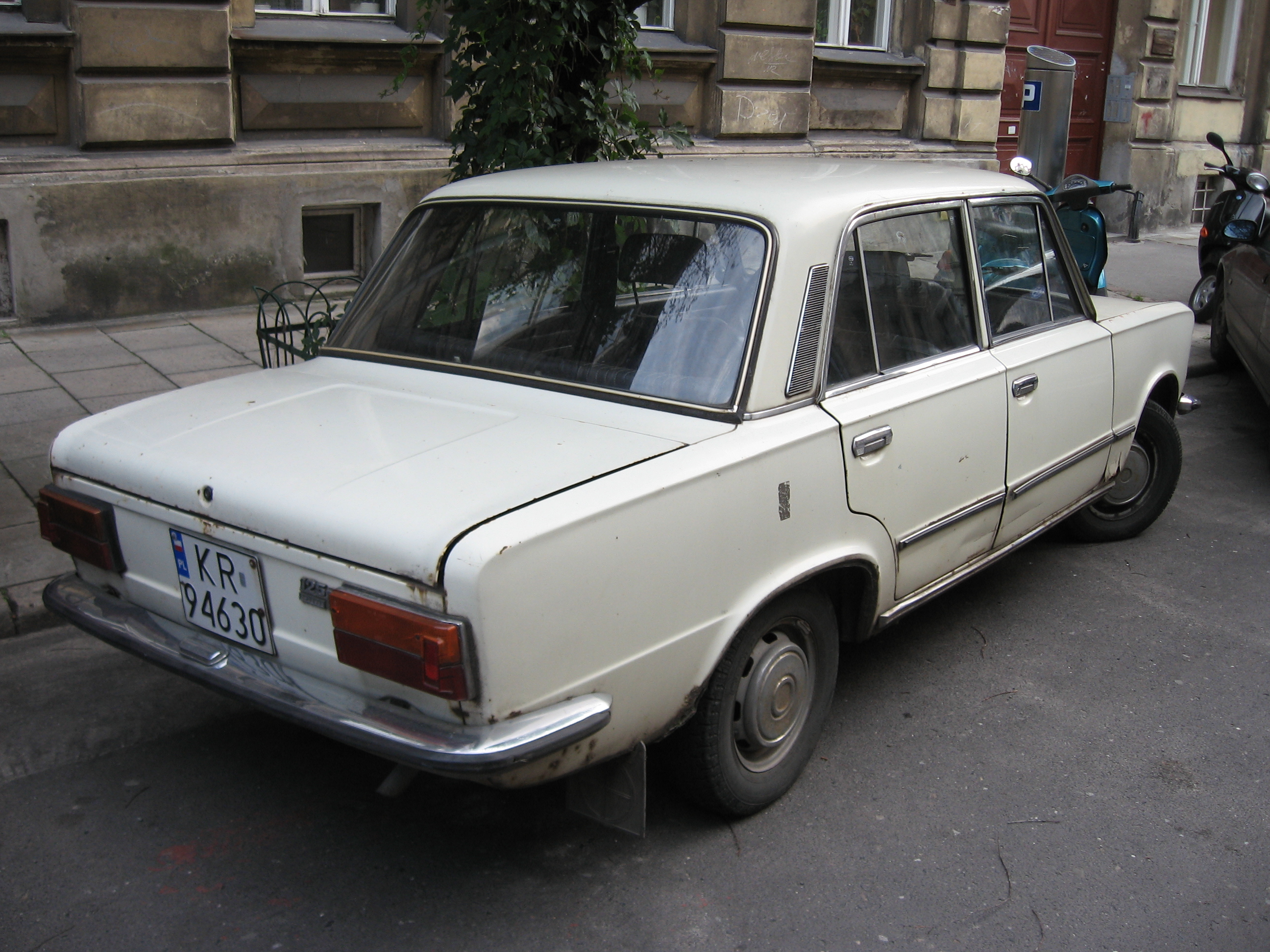
Polski Fiat 125p 1500 MR'77
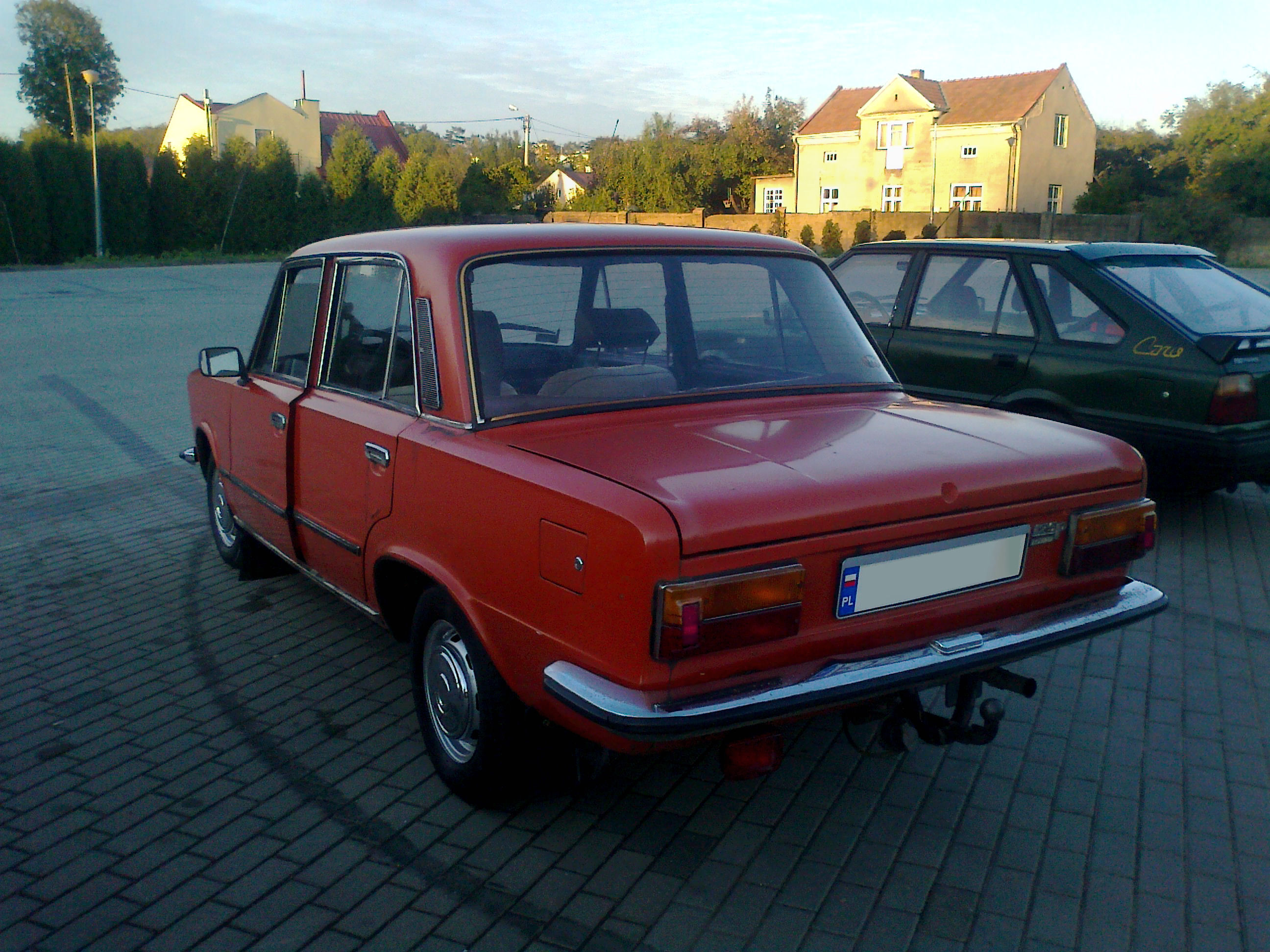
Polski Fiat 125p 1500 MR'78
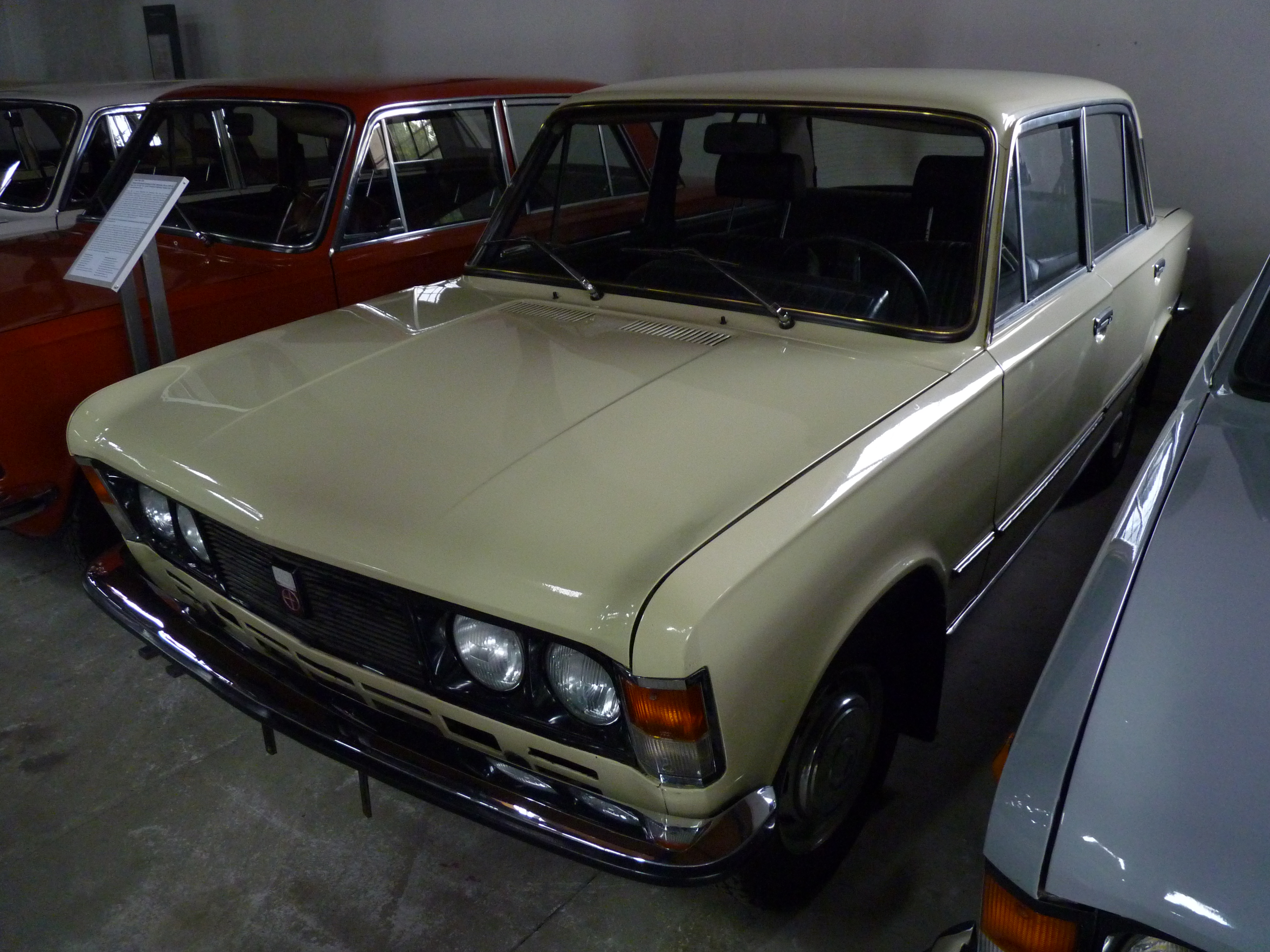
Polski Fiat 125p MR'80
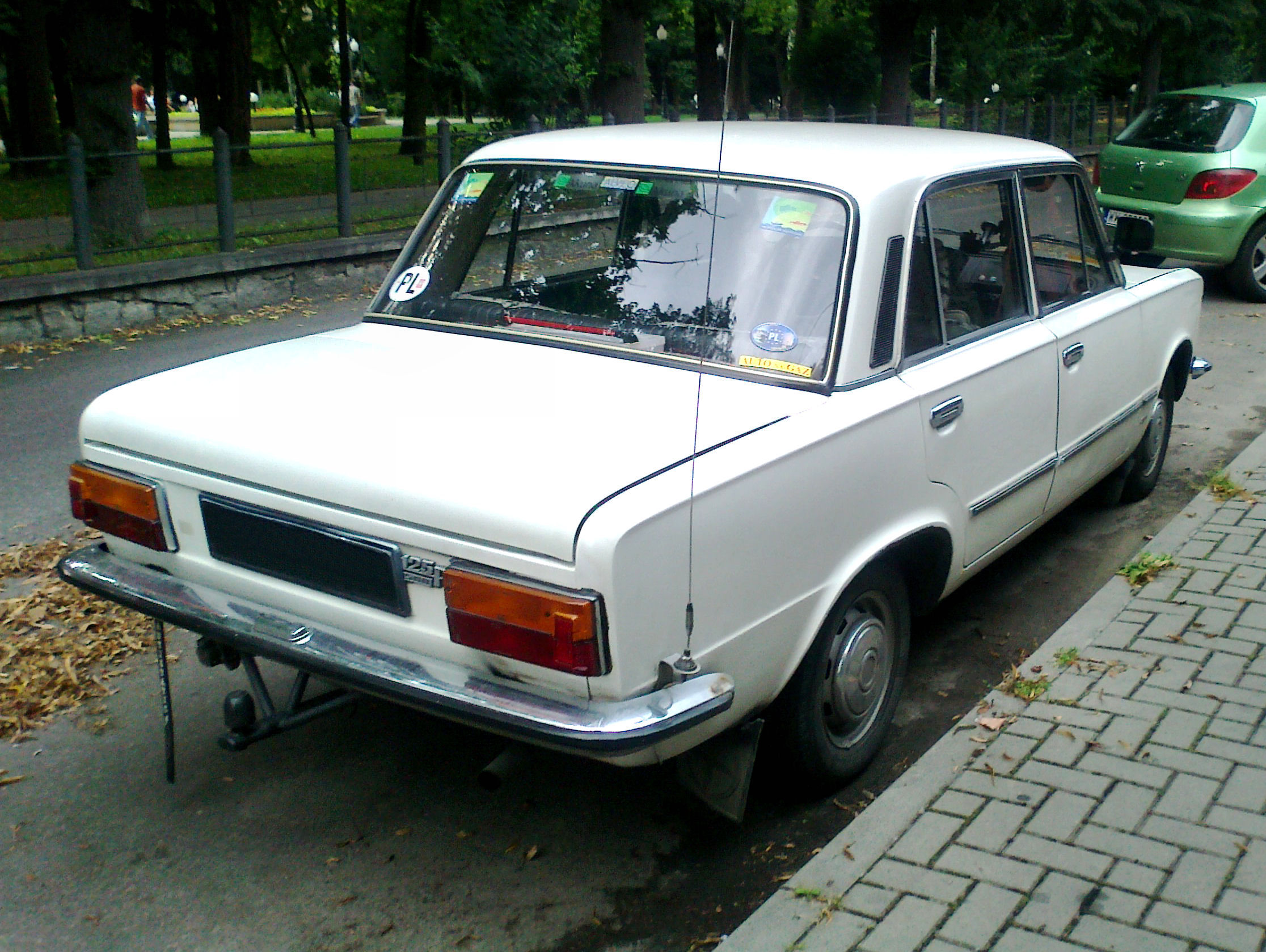
Polski Fiat 125p 1500 MR'82

### FSO 125p (1983-1991)
1 stycznia 1983 roku wygasła umowa licencyjna między Fiatem a FSO, w związku z tym musiano zmienić nazwę auta na FSO 125p. Wiązało się to z wprowadzeniem nowego znaczka na kracie wlotu powietrza oraz usunięciem tabliczki "Licencja Fiat" z prawego przedniego nadkola. Zmieniono także sposób oznaczania wersji, litery L, C, M, E i S oznaczały poziom wyposażenia samochodu. FSO 125p w odmianie C był pojazdem bazowym maksymalnie zubożonym, w przypadku wariantu L samochód wyposażony był między innymi w: ogrzewanie tylnej szyby, zapalniczkę, uchwyty dla pasażerów, boczne listwy, duże podłokietniki z przodu i obrotomierz, S stosowano dla silnika wzmocnionego, M dla pojazdów z jednostkami napędowymi z Poloneza, E zaś dla silników z zapłonem elektronicznym. W tym samym roku wprowadzono alternator oraz wskaźniki temperatury wody i poziomu paliwa z FSO Poloneza MR'83 oraz bezobsługowe sprzęgło sterowane mechanicznie. W kwietniu 1983 roku zubożono nadwozie. Wprowadzono lampy boczne kierunkowskazów i małe czarne kołpaki, usunięto lampki oświetlenia bagażnika, zapalniczki, oświetlenie schowka, usunięto programator wycieraczek, listwy zewnętrzne z drzwi, odblaski drzwiowe oraz wewnątrz małe podłokietniki. Od roku 1984 w 125p zaczęto montować silniki pochodzące z Poloneza, rok później wprowadzono skrzynie 5-biegowe, a od 1986 światło przeciwmgłowe tylne. W zależności od rocznika i wersji nadwozia pojazd wyposażony mógł być w: ogrzewaną tylną szybę, obrotomierz, wzmocniony silnik 1500, zapłon elektroniczny, prędkościomierz w milach, układ zubażający mieszankę paliwową, reflektory przeciwmgłowe przednie, reflektory z żółtym światłem, koła ze stopów lekkich, elektroniczny regulator pracy wycieraczek, zapalniczkę czy też osłony wnęk kół przednich.
W 1986 roku powstała krótka seria FSO 125p z silnikami wysokoprężnymi 1.6 konstrukcji Volkswagena. Była to niewysilona jednostka o mocy maksymalnej 54 KM co zapewniało gorsze niż w przypadku bazowych silników osiągi. FSO 125p 1.6 D był w stanie osiągnąć prędkość maksymalną rzędu 125 km/h przy średnim zużyciu paliwa 7,5 l na 100 km. Samochód dostępny był w eksporcie wewnętrznym w cenie 4500 dolarów, będąc najtańszym dostępnym w Polsce samochodem z silnikiem wysokoprężnym. Od 1987 roku pojazdy montowano bez srebrnych klinów szyb oraz listew drzwi ze stali nierdzewnej. Ostatnią modernizacją była zmiana prędkościomierza w czerwcu 1988 roku – zamiast charakterystycznego poziomego z ruchomym paskiem zastosowano okrągłe tarcze. W ostatnich latach stosowano również nowy (trzeci) typ tapicerki materiałowej zwanej "diagonalną". Obejmował on dwa wzory w odcieniu szaro-czarnym oraz brązowo-czarnym.
Rozpoczęta w 1989 roku transformacja ustrojowa przypieczętowała los przestarzałego już 125p. Ze względu na niski popyt (wynikający ze zbyt wysokiej ceny samochodu, a przede wszystkim z dostępności nowocześniejszych i lepiej wykonanych aut importowanych z Zachodu), na początku lutego 1991 roku produkcję 125p przerwano na dwa miesiące. Ostatni egzemplarz wyprodukowano 29 czerwca 1991 roku, było to kombi w kolorze wiśniowym (kod lakieru L46), o numerze nadwozia SUP115DF201067948. Ogółem w FSO na przestrzeni lat 1967-1991 powstało 1 445 699 egzemplarzy. Eksport i eksport wewnętrzny objęły 874 966 egzemplarzy, w tym eksport – 586 376 sztuk, wysyłanych do około 80 krajów.

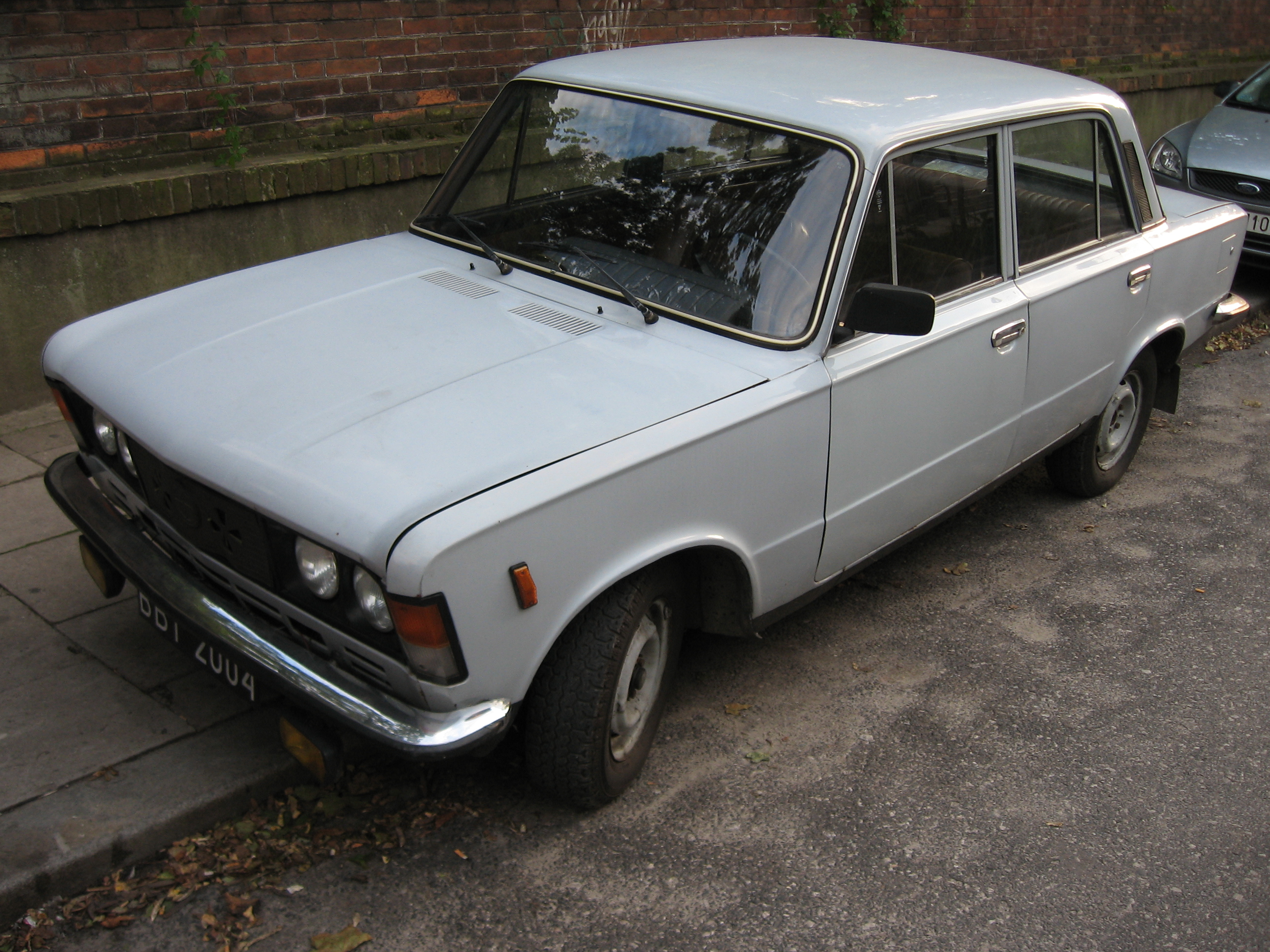
FSO 125p 1.5 C
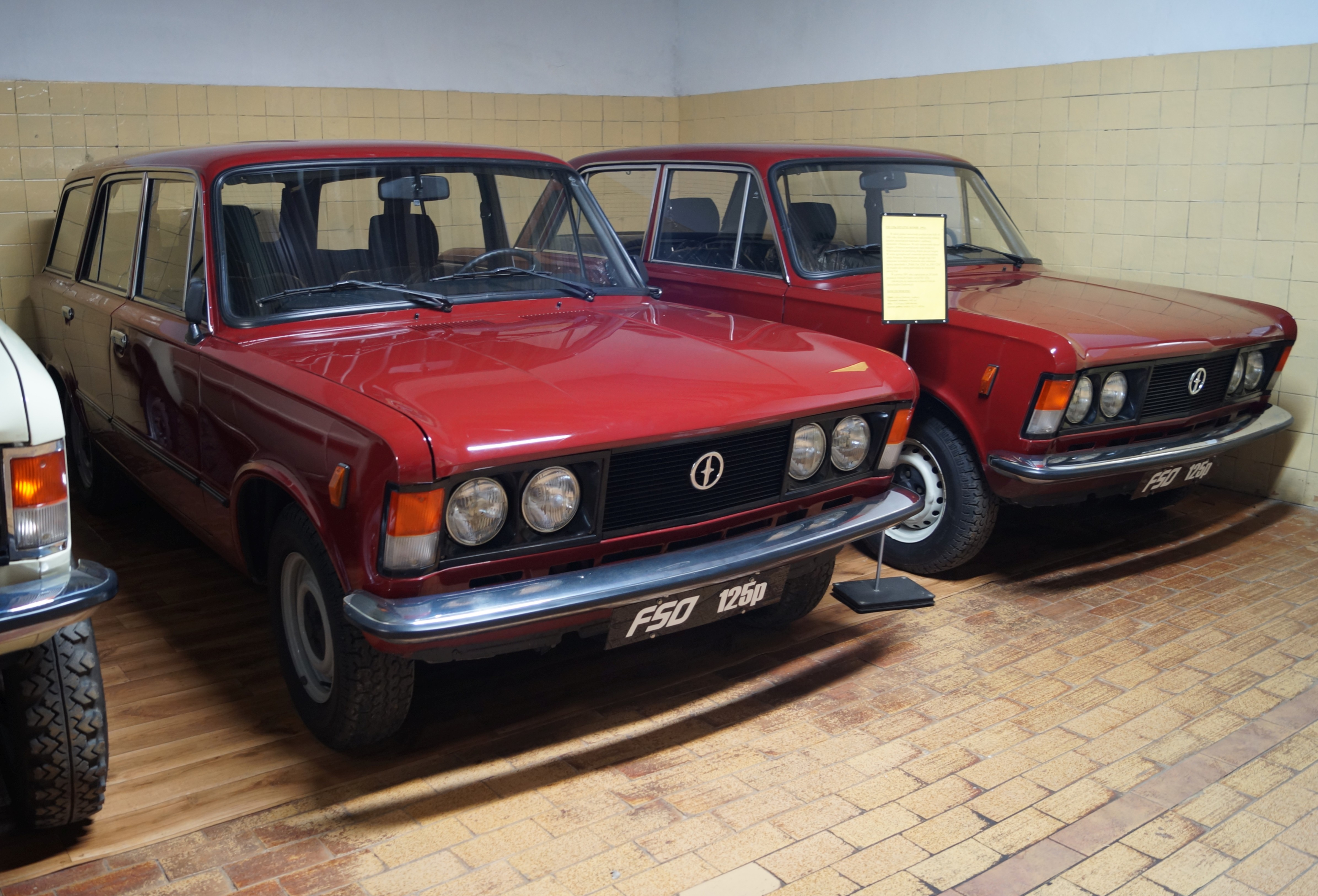
FSO 125p w wersji kombi i sedan
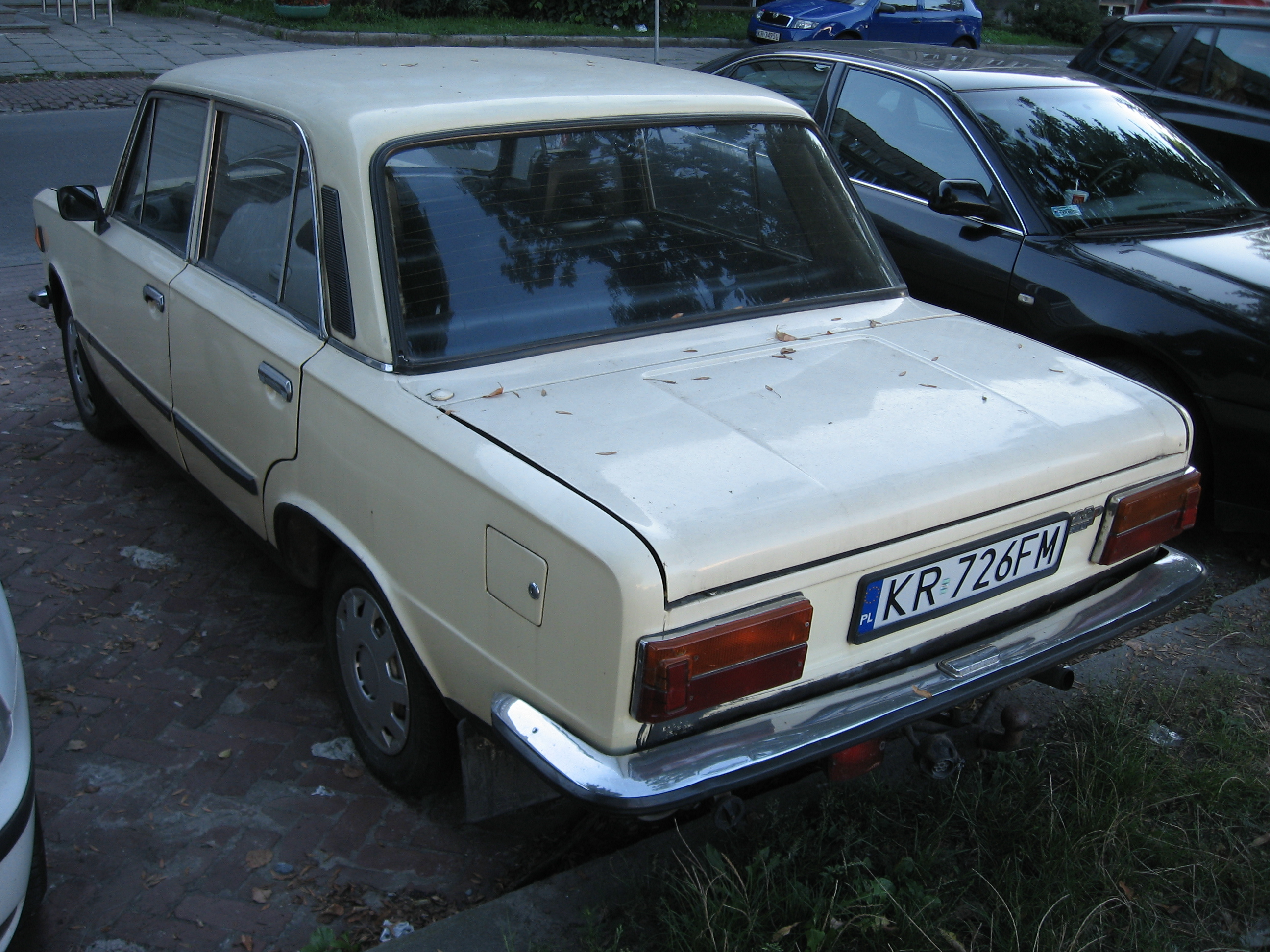
FSO 125p 1.5 L
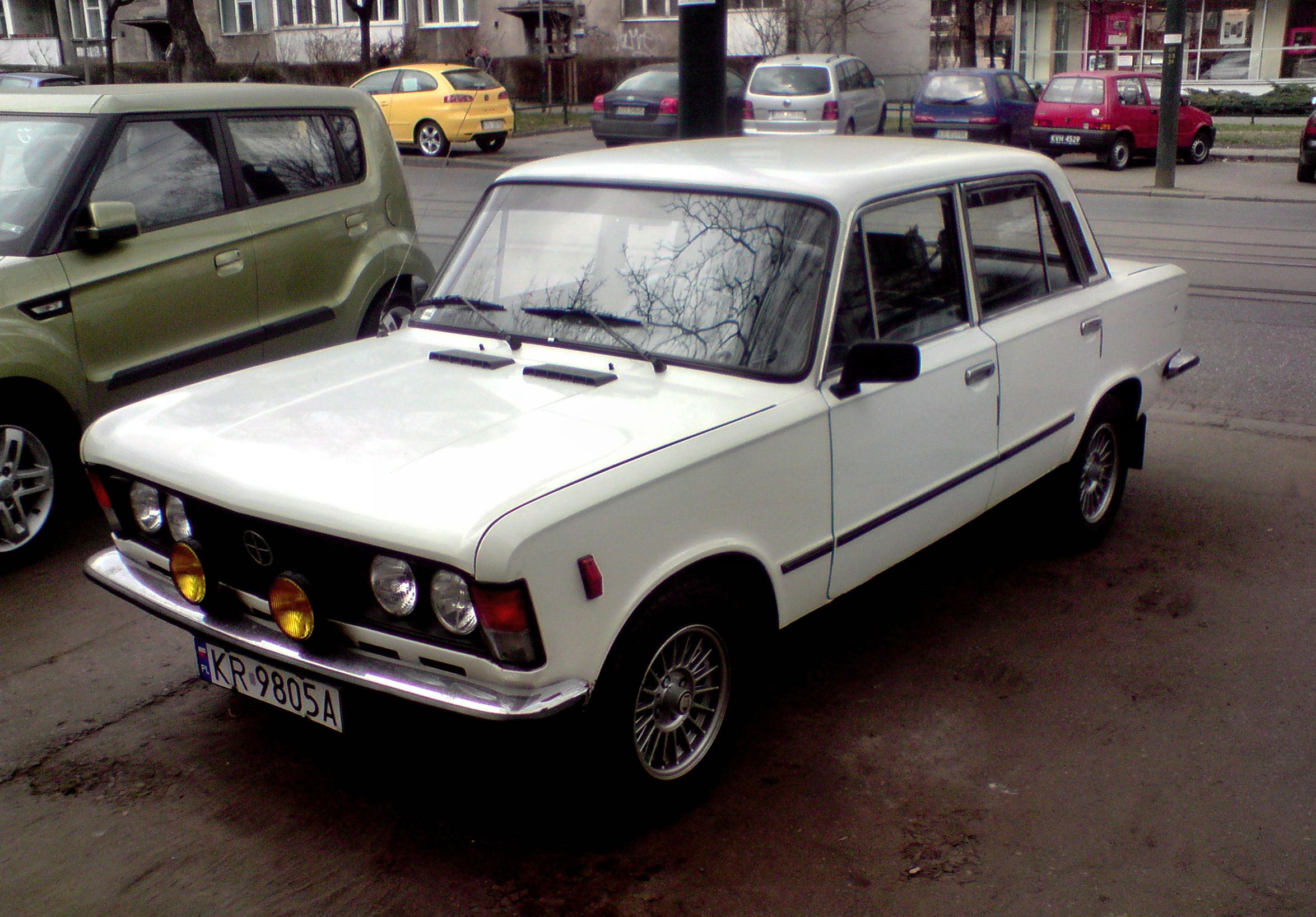
FSO 125p 1.5 ME
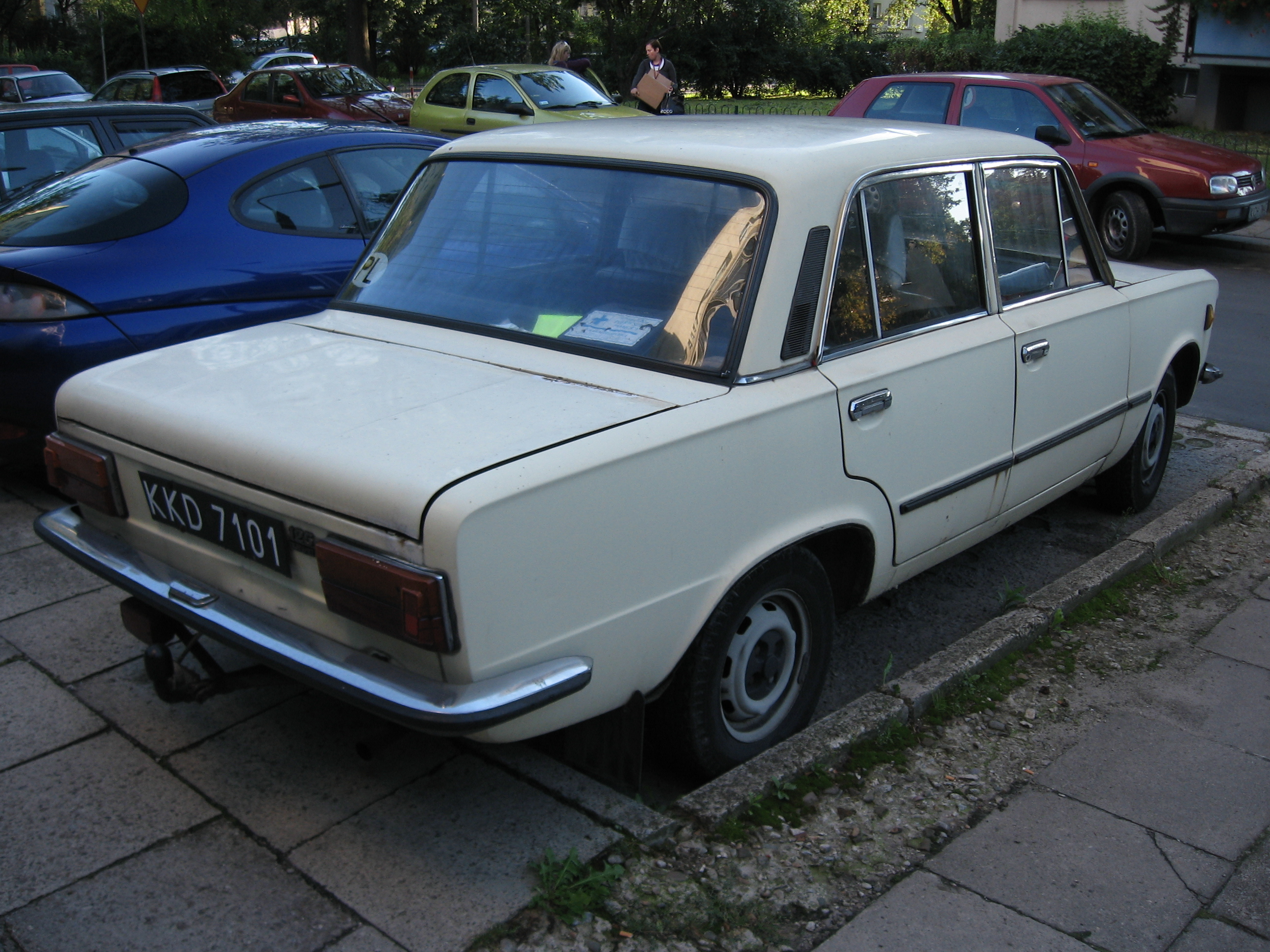
FSO 125p 1.5 ME

## Wersje użytkowe

### Polski Fiat 125p kombi i sanitarka
Wersja kombi wprowadzona została w roku 1972 jako następca FSO Warszawy 223 K/224 K. Główne różnice w porównaniu z wersją sedan zauważalne były w tylnej części nadwozia. W kombi zastosowano piąte drzwi otwierane do góry, samo nadwozie było o 80 mm dłuższe niż w standardowym 125p. Wewnątrz zastosowano składaną tylną kanapę bez podłokietnika, zwiększyło to wartość użytkową samochodu. Kombi przystosowane cechowało się ładownością 450 kg, z tego względu wzmocniona została konstrukcja tylnej osi. Samochód był cięższy od sedana o 65 kg, z tego powodu czas przyspieszenia 0-100 km/h był dłuższy o 2 s (22 s dla silnika 1500). W 1983 roku nazwa została zmieniona na FSO 125p Kombi i przechodziła te same modernizacje i zmiany co FSO 125p. Początkowo odmiana ta trafiała do oddziałów Milicji Obywatelskiej i pogotowia ratunkowego, w późniejszym czasie dostępna była także dla prywatnych odbiorców. Poziom produkcji kombi nie przekraczał 20% produkcji łącznej.
W oparciu o kombi stworzono sanitarkę przeznaczoną dla służby zdrowia. W pojeździe zamontowano wysuwane nosze, obok fotel dla lekarza, na dachu znalazł się dodatkowy wywietrznik oraz sygnalizator świetlny. Sanitarka wyróżniała się dodatkowo matowymi szybami tylnymi. W tylnej części zastosowano dodatkowe krzesło dla sanitariusza lub pielęgniarki, wnętrze pojazdu wykończone było błękitną tapicerką ze skaju.

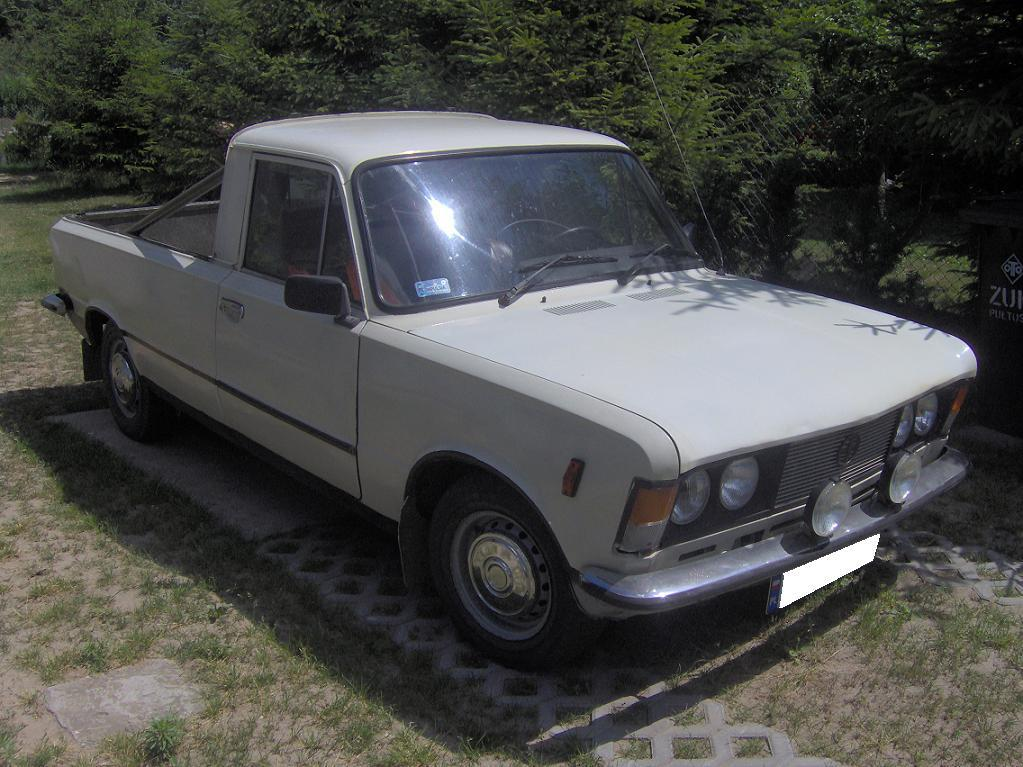
FSO 125p pick-up

### Polski Fiat 125p Pick-up
Wersja pickup będąca połączeniem części mechanicznej Polskiego Fiat 125p i nadwozia stworzonego przez FSO na podstawie nadwozia Polskiego Fiata 125p Kombi została po raz pierwszy zaprezentowana w roku 1972, trafiła zaś do produkcji trzy lata później. Poziom produkcji wersji pick-up stanowił niewielki procent ogółu. Przednia część pojazdu nie różniła się od wersji osobowej, zmiany widoczne były od środkowego słupka nadwozia, za przednimi fotelami znajduje się ściana odgradzająca część pasażerską od towarowej, zamontowano w niej okno osłonięte stalowymi prętami. Po prawej stronie skrzyni ładunkowej o powierzchni 2,5 m² ulokowano koło zapasowe. Podwozie pick-up charakteryzowało się wzmocnioną konstrukcją, wytrzymalsza była tylna oś z grubszymi piórami resorów, zastosowano inny typ tylnego mostu oraz ogumienia. Pick-up dostępny był zarówno z silnikiem 1300 jak i 1500. Produkowana od 1975 do zakończenia produkcji FSO 125p. Wersja ta przechodziła te same modernizacje i zmiany co wersja sedan. W 1983 roku nazwa została zmieniona na FSO 125p Pick-up i przechodziła te same modernizacje i zmiany co FSO 125p. Następcą tego samochodu został FSO Polonez Truck wprowadzony do produkcji w 1988 roku.
W połowie lat 70. rozważano wprowadzenie odmiany pick-up przygotowanej z myślą o rynku północnoamerykańskim. Nowy samochód miał być wyposażony w zderzaki podobne do tych z Volvo 164, silnik V4 i skrzynię biegów z Forda spełniający ostrzejsze normy spalin oraz inną konstrukcję układu zawieszenia. Powstał tylko jeden egzemplarz prototypu, testowano go na terenie Falenicy. W 1975 roku testowano w USA trzy pojazdy 125p, tylko pick-up po odpowiednich modernizacjach (m.in.: szyby klejone, układ recyrkulacji spalin, gaźnik, obrysowe kierunkowskazy boczne) spełnił wymogi DOT/EPA. Sprawa eksportu 125p na rynek północnoamerykański upadła ostatecznie w 1980 roku.

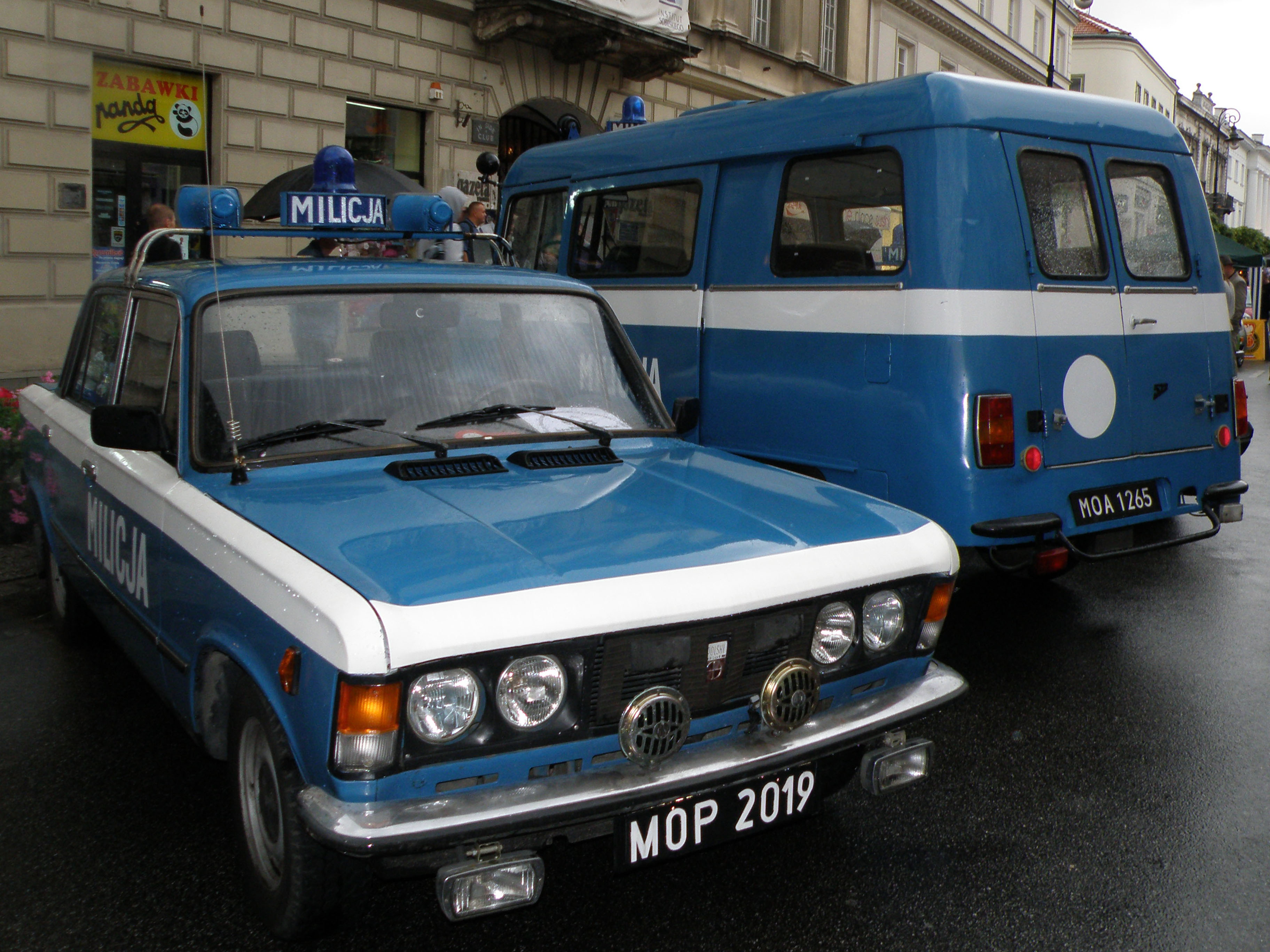
FSO 125p jako radiowóz MO (w tle Nysa 522)

### Radiowóz
Na bazie Polskiego Fiata 125p konstruowano radiowozy dla Milicji Obywatelskiej. Od wersji cywilnej pojazd różnił się: radiostacją i szybą odgradzającą przednie i tylne siedzenia wewnątrz, syreną alarmową i sygnałem świetlnym, specjalnym malowaniem oraz przednimi światłami przeciwmgielnymi w standardzie.

## Prototypy i wersje specjalne

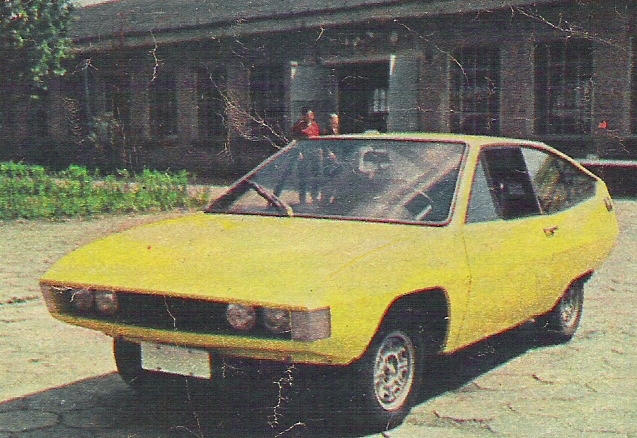
Polski Fiat 125p Coupé

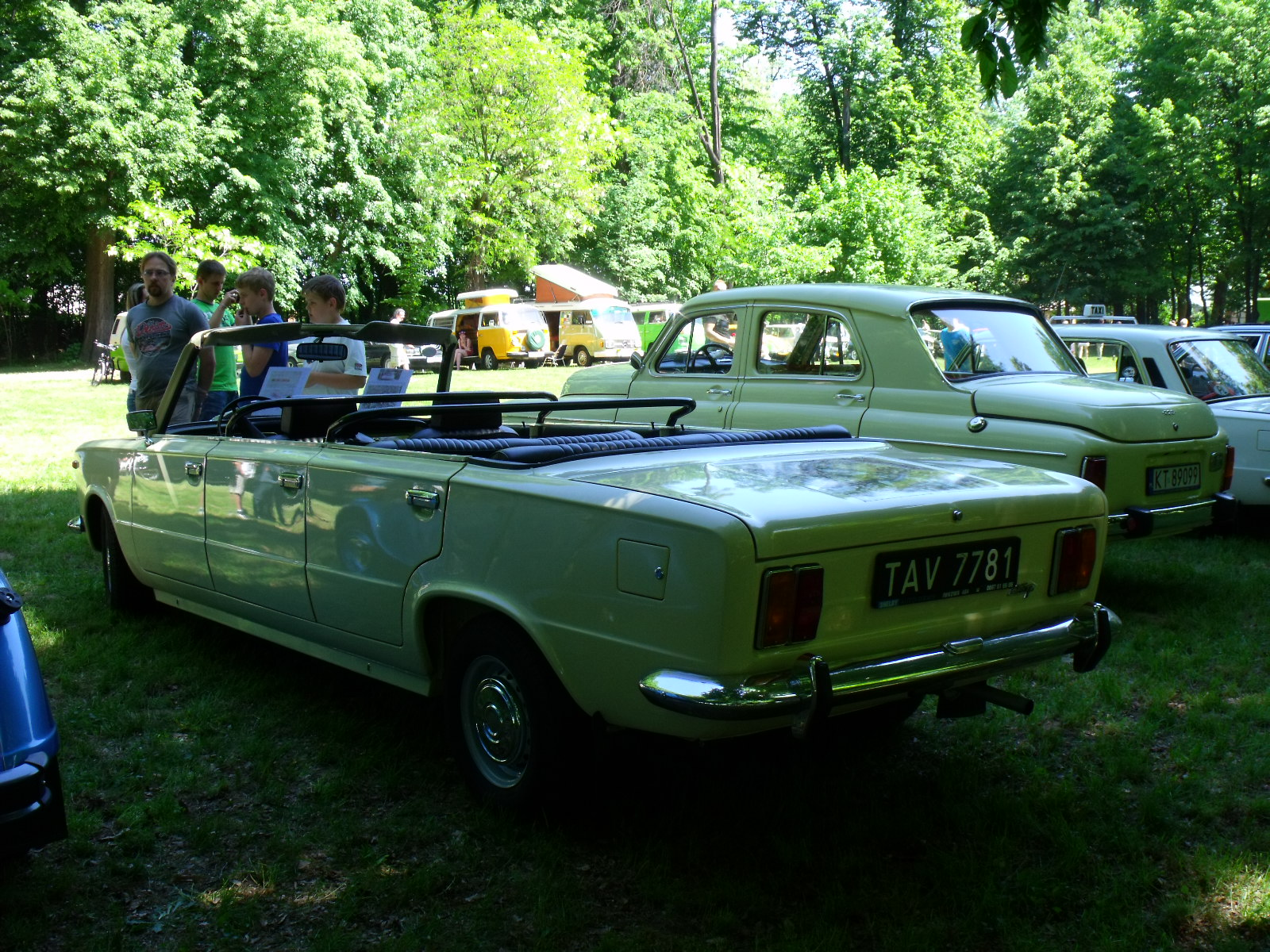
Polski Fiat 125p Jamnik cabrio

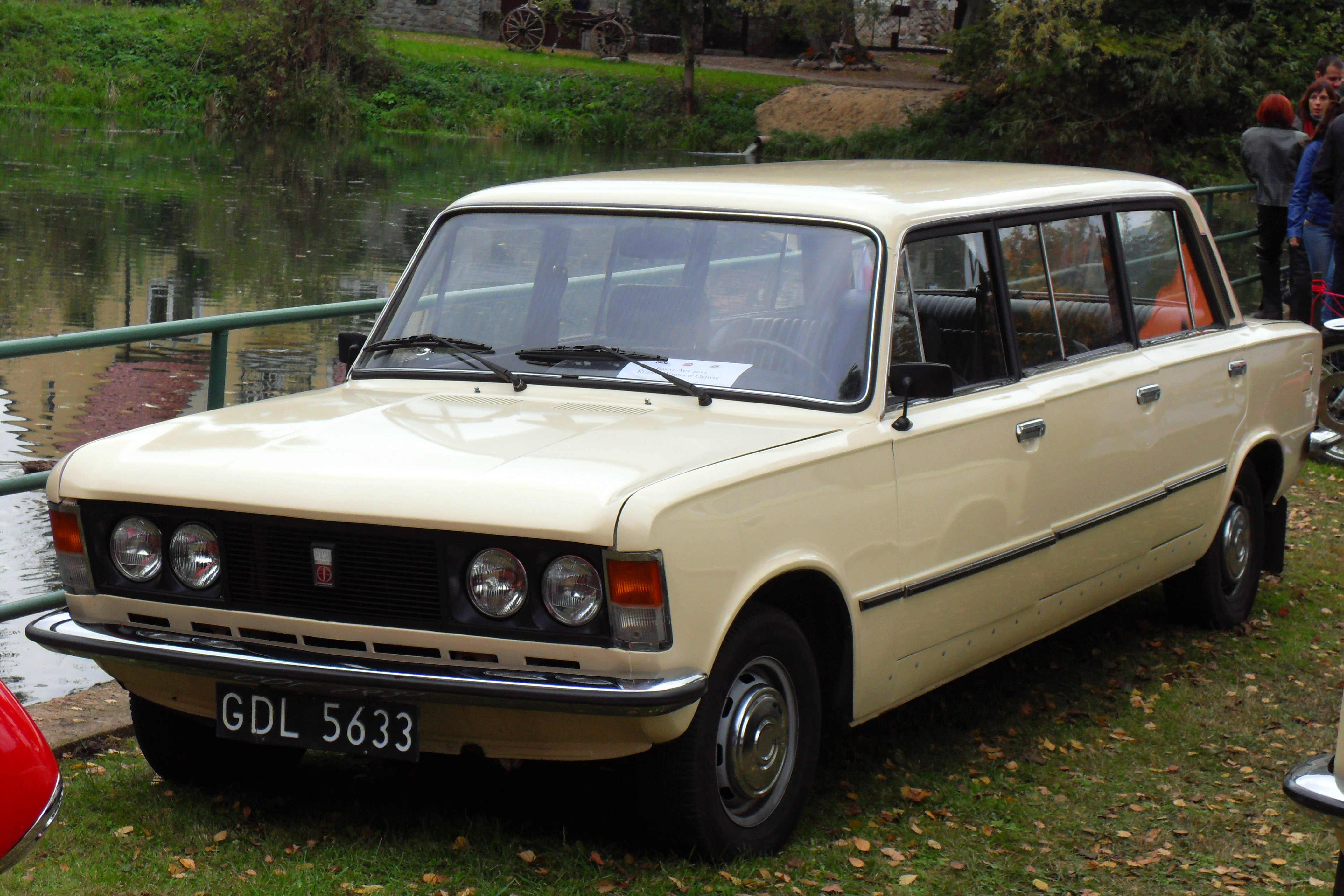
Polski Fiat 125p Jamnik

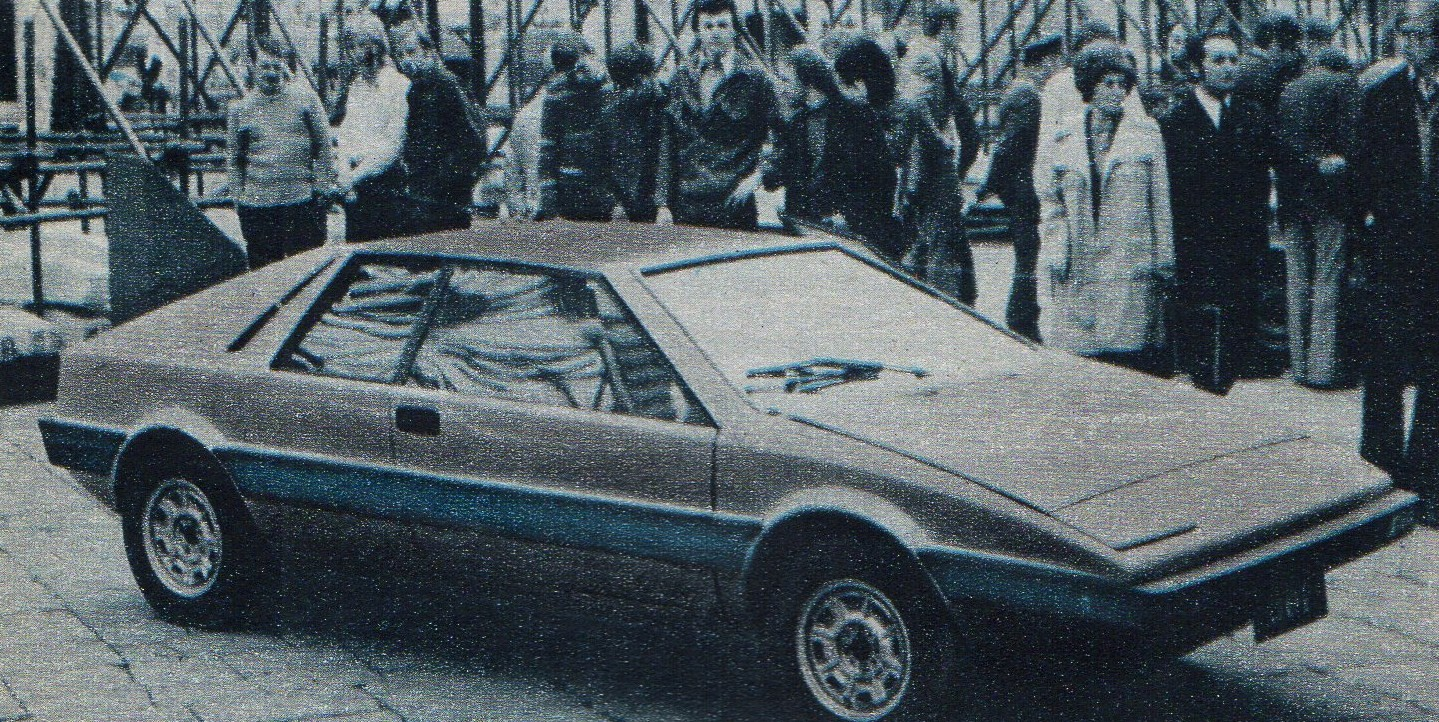
FSO 1300 Coupé

W roku 1971 opracowano prototyp wersji z nadwoziem typu coupé, które zaprojektował Zdzisław Wattson. Pojazdem miały podróżować cztery osoby na dwóch rzędach siedzeń. W porównaniu z wersją sedan, powiększono szerokość ogumienia oraz zastosowano wzmocniony silnik 1500 (90 KM) pozwalający na osiągnięcie prędkości maksymalnej w granicach 170 km/h. Projekt nie został wdrożony do produkcji.
Polski Fiat 125p Kombi z napędem na 4 koła
Był to samochód terenowy zbudowany w 1977 na podstawie Polskiego Fiata 125p Kombi. Wyposażony został w silnik 1500 o mocy 75 KM oraz układ przeniesienia napędu i przedni most z Łady Nivy, zastosowano także szersze przednie nadkola i terenowe opony. Powstało kilka prototypów, a do dziś zachował się przynajmniej jeden, eksponat Muzeum Motoryzacji w Warszawie. Fiat 4x4 zebrał bardzo pozytywne opinie, jednak projekt został zawieszony z powodu braku podzespołów (zakłady Łady nie były w stanie zrealizować polskich zamówień).
Polski Fiat 125p pickup (campingowy)
W roku 1973 stworzono turystyczną odmianę PF 125p. Opierała się ona na podwoziu wersji pick-up, miejsce paki ładunkowej zajęła kabina campingowa. Jako źródło napędu wybrano silnik 1500 o mocy 70 KM, połączony był on z 4-biegową skrzynią manualną. Prezentacja odbyła się w 1974 roku podczas wystawy Warszawa XXX. Sześć lat później przedstawiono wersję N249, wyposażona była ona w zdejmowane nadwozie mieszkaniowe.
Polski Fiat 125p cabrio
Na wystawie Warszawa XXX w 1974 roku zaprezentowano Polskiego Fiata 125p w wersji ze zdejmowanym brezentowym dachem. Wersja ta cechowała się dłuższymi drzwiami, wzmocnioną podłogą oraz nową deską rozdzielczą i pasem tylnym nadwozia (zaadaptowano do niego tylne lampy od Łady 2101).
Polski Fiat 125p Jamnik
W roku 1974 powstała krótka seria przedłużanych 125p. Cechowały się one rozstawem osi równym 340 cm, 6-drzwiowym nadwoziem i 7-osobowym wnętrzem. Powstawały one poprzez zespawanie dwóch karoserii, wzmocnienie podłogi i zaadaptowanie zawieszenia z wersji kombi. Samochód występował jako kabriolet, sedan i kombi, jednostkę 1500 przejęto bez większych zmian ze standardowej wersji. Powstało tylko kilkadziesiąt egzemplarzy. Przedłużane pojazdy trafiały głównie do biur turystycznych. Jako efekt uboczny rozcięcia dwóch pojazdów i pozbawienia ich podłogi powstał także skrócony wariant modelu (kaczorek), nie jest jednak pewne czy był on w stanie jeździć.
FSO 1300 Coupé
W latach 1973–1974 opracowano prototyp sportowego coupé wykorzystującego niektóre rozwiązania techniczne Polskiego Fiata 125p. Klinowate nadwozie zaprojektowane przez Zbigniewa Wattsona wyposażono w chowane przednie reflektory. Do napędu użyto silnika R4 1.3 o mocy 75 KM pochodzącego z Fiata 128 Rally. Pozwalał on na osiągnięcie prędkości 140 km/h. Samochód nie został wdrożony do produkcji seryjnej, a jedyny powstały prototyp zniszczono.
125p GTJ
W Ośrodku Sportu Samochodowego przy FSO planowano wprowadzenie kolejnej po Akropolis i Monte Carlo odmiany samochodu charakteryzującej się jeszcze lepszymi osiągami. Powstały dwa modele wyposażone w silnik 2000 DOHC z Fiata 132p o mocy 112 KM. Pozwalał on na osiągnięcie prędkości maksymalnej 185 km/h. Jeden z prototypów w późniejszym czasie wyposażono w silnik 1.8 o mocy 198 KM co sprawiało, że 125p mógł rozpędzić się w zależności od ustawień od 220 do 240 km/h.

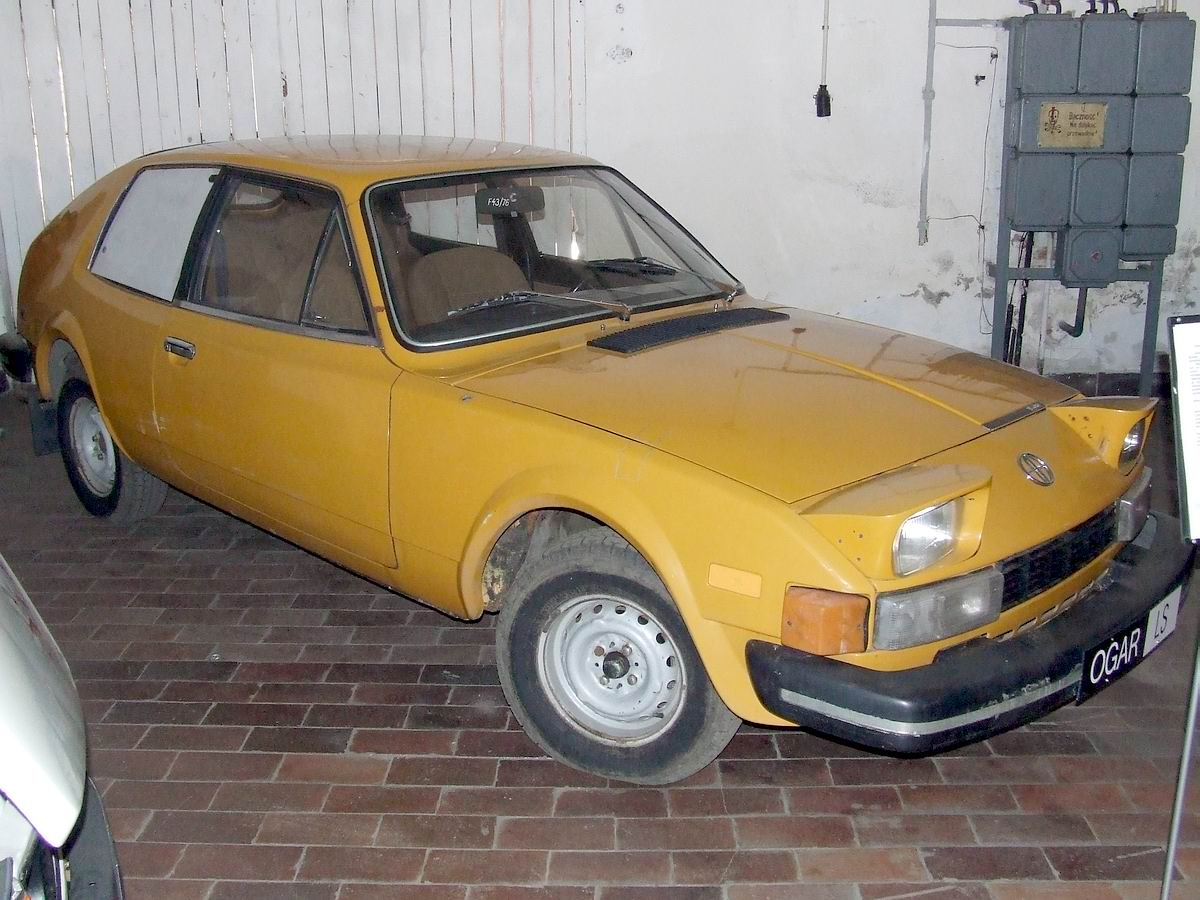
FSO Ogar
W roku 1977 zaprezentowano pojazd z nadwoziem stworzonym przez Cezarego Nawrota oparty na płycie podłogowej i podzespołach Polskiego Fiata 125p. Jako źródło napędu użyto silnika 1500 o mocy 82 KM, co pozwalało na rozpędzenie samochodu do około 155 km/h. Powstał tylko jeden egzemplarz prototypu, w ramach testów przejechał ponad 70 000 km. Samochód był bliski wprowadzenia do produkcji, planowano roczną produkcję na poziomie 10 000 egzemplarzy. Nie doszło to jednak do skutku, głównie ze względu na plany wprowadzenia na rynek Poloneza i brak zapotrzebowania w Polsce na samochód sportowy.
Zelektryfikowany Polski Fiat 125p
Elektryczny Polski Fiat 125p został zbudowany w 1977 roku w Instytucie Elektrotechniki w Warszawie. Zespołem kierował prof. dr hab. inż. Eugeniusz Popławski, a w jego skład wchodzili: technik-elektryk Tadeusz Wojtkowiak oraz mechanik Władysław Podgórski. Od 1991 roku dalsze prace rozwojowe nad samochodem były prowadzone w Politechnice Świętokrzyskiej w Kielcach. Samochód mógł rozwinąć prędkość 80 km/h. Auto posiadało baterię trakcyjną o napięciu znamionowym 96V, złożoną z 8 akumulatorów ołowiowo-kwasowych 12V i pojemności 120Ah.

## Poziom produkcji
Źródło:
Pierwsza seria 75 Polskich Fiatów 125p opuściła żerańską fabrykę w roku 1967. Poziom produkcji wzrastał z roku na rok, 50 000 egzemplarzy rocznie przekroczono w 1971 roku, 100 000 zaś w 1974. Szczytowy był rok 1976, kiedy powstało 116 940 sztuk modelu (spośród których 83 413 sztuk wyeksportowano). Od tego momentu poziom produkcji zaczął spadać, ponowny wzrost nastąpił w latach 1983-85. Ostatnie 4709 egzemplarzy powstało w 1991 roku.
| Rok  | Produkcja |  | Rok  | Produkcja |  | Rok  | Produkcja |  | Rok  | Produkcja |  | Rok  | Produkcja |
| ---- | --------- |  | ---- | --------- |  | ---- | --------- |  | ---- | --------- |  | ---- | --------- |
| 1967 | 75        |  | 1972 | 59 728    |  | 1977 | 104 432   |  | 1982 | 47 715    |  | 1987 | 57 624    |
| 1968 | 7101      |  | 1973 | 82 853    |  | 1978 | 98 075    |  | 1983 | 58 005    |  | 1988 | 44 842    |
| 1969 | 14 736    |  | 1974 | 104 381   |  | 1979 | 84 858    |  | 1984 | 61 029    |  | 1989 | 28 033    |
| 1970 | 31 986    |  | 1975 | 114 327   |  | 1980 | 69 649    |  | 1985 | 61 212    |  | 1990 | 28 077    |
| 1971 | 52 352    |  | 1976 | 116 940   |  | 1981 | 52 448    |  | 1986 | 60 588    |  | 1991 | 4709      |

## Eksport

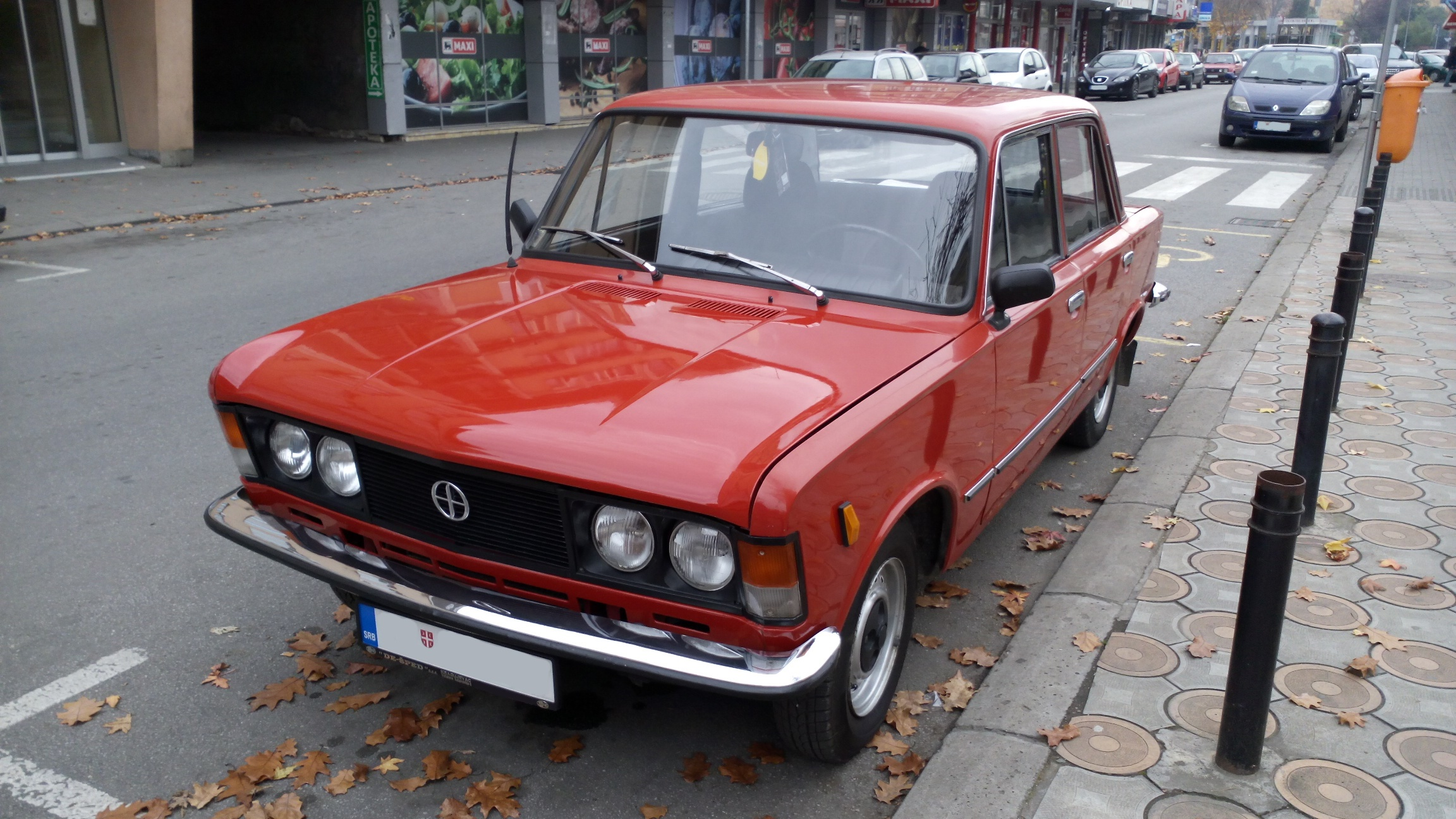
FSO 125p w Serbii

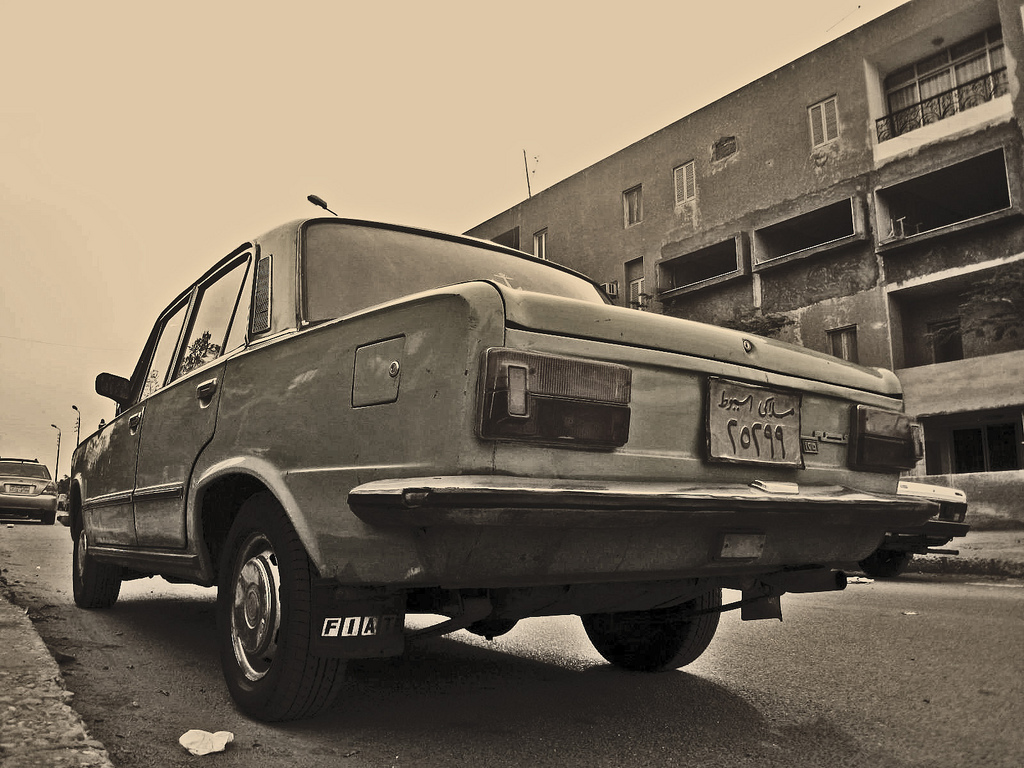
Nasr 125 z lat 1975-77

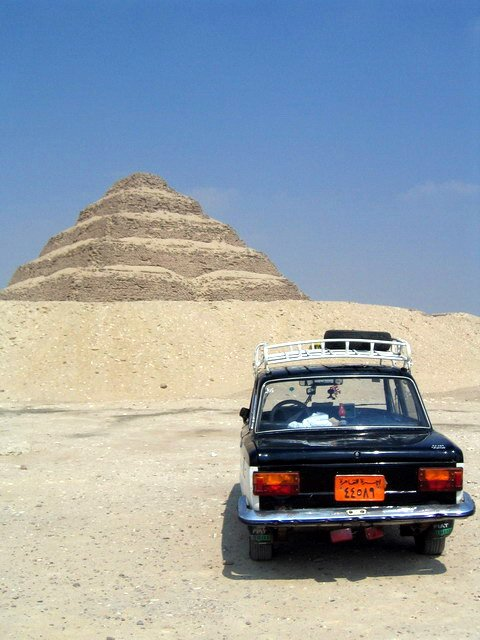
Nasr 125 jako kairska taksówka

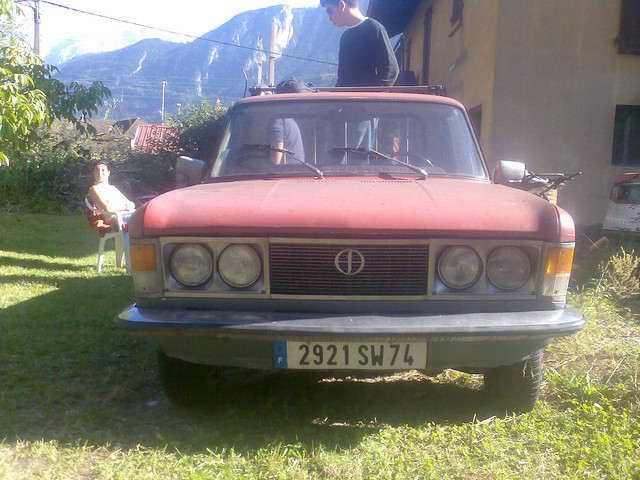
Model eksportowy FSO 125p Pick-up we Francji, wyprodukowany pomiędzy 1983 i 1988

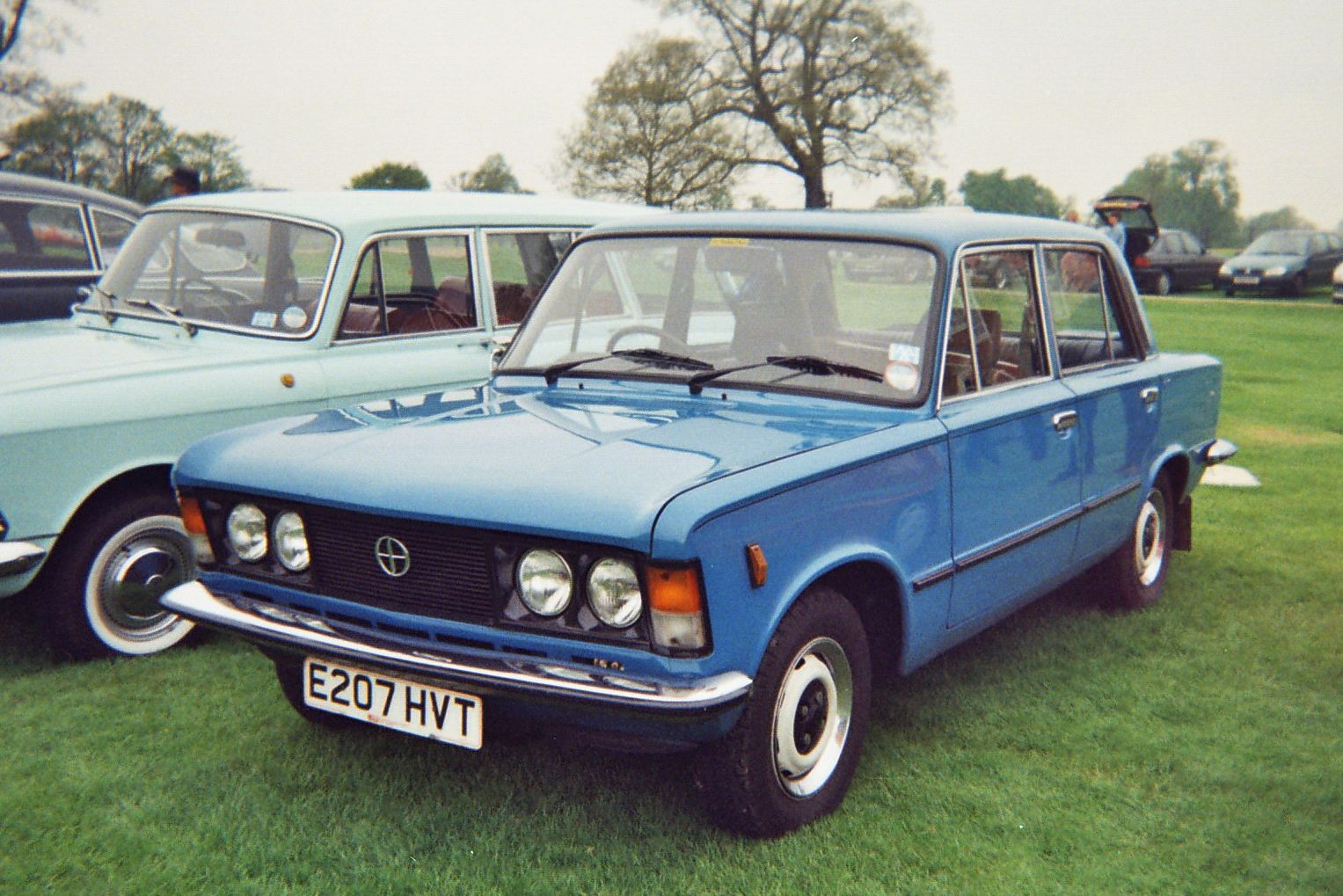
FSO 125p z kierownicą po prawej stronie w Wielkiej Brytanii

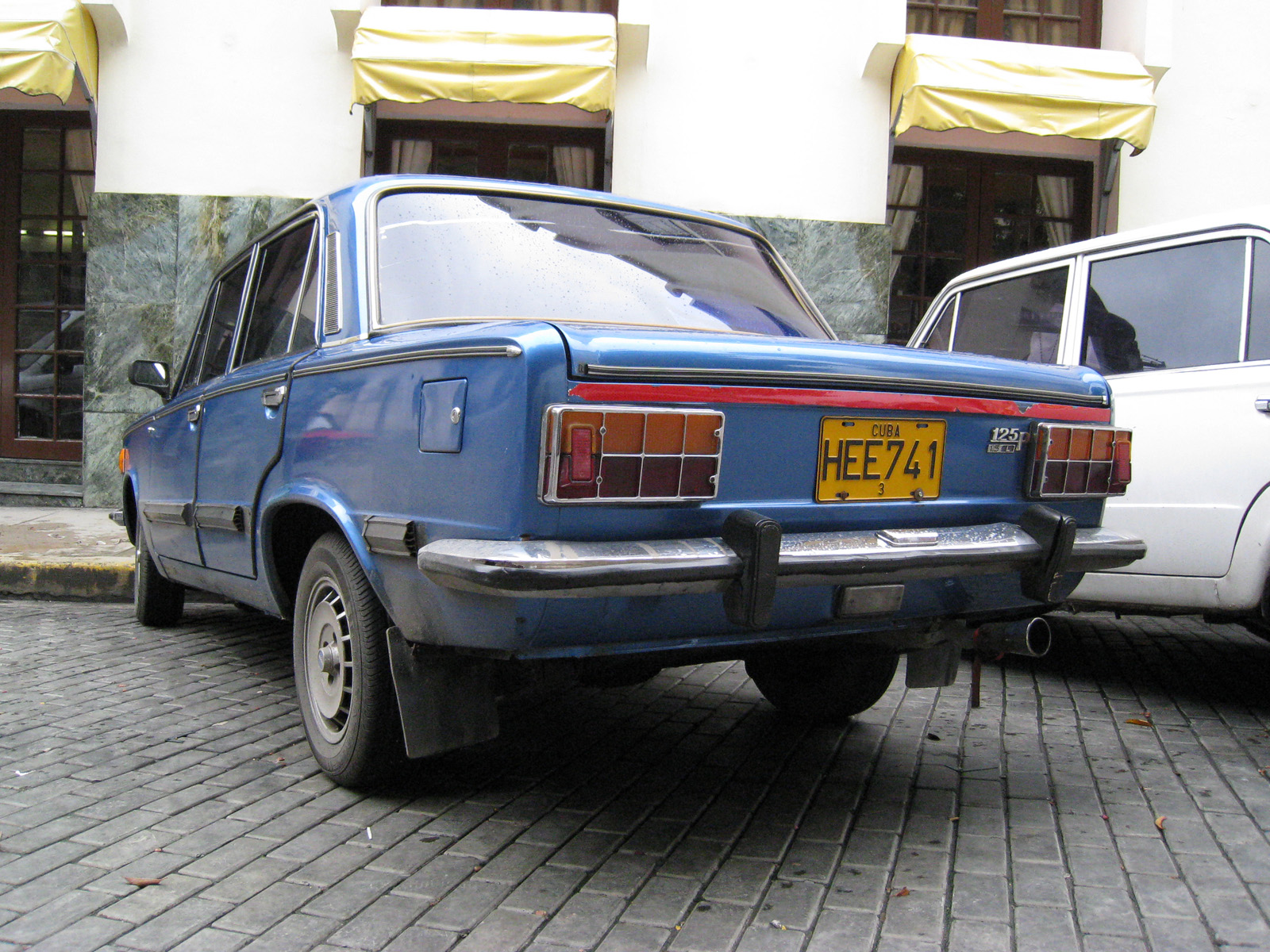
FSO 125p 1.5 L w Hawanie

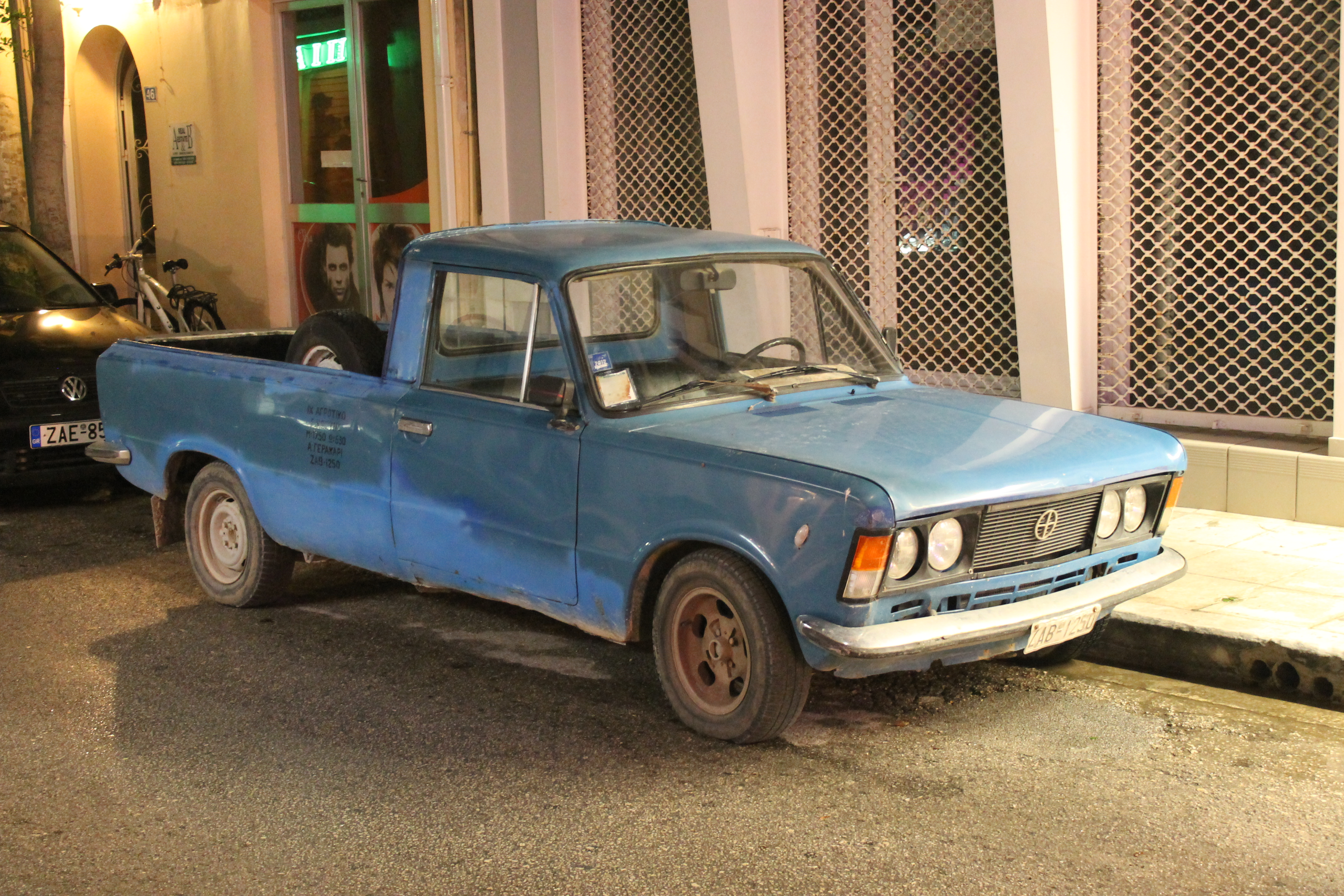
FSO 125p Pick-up w Grecji

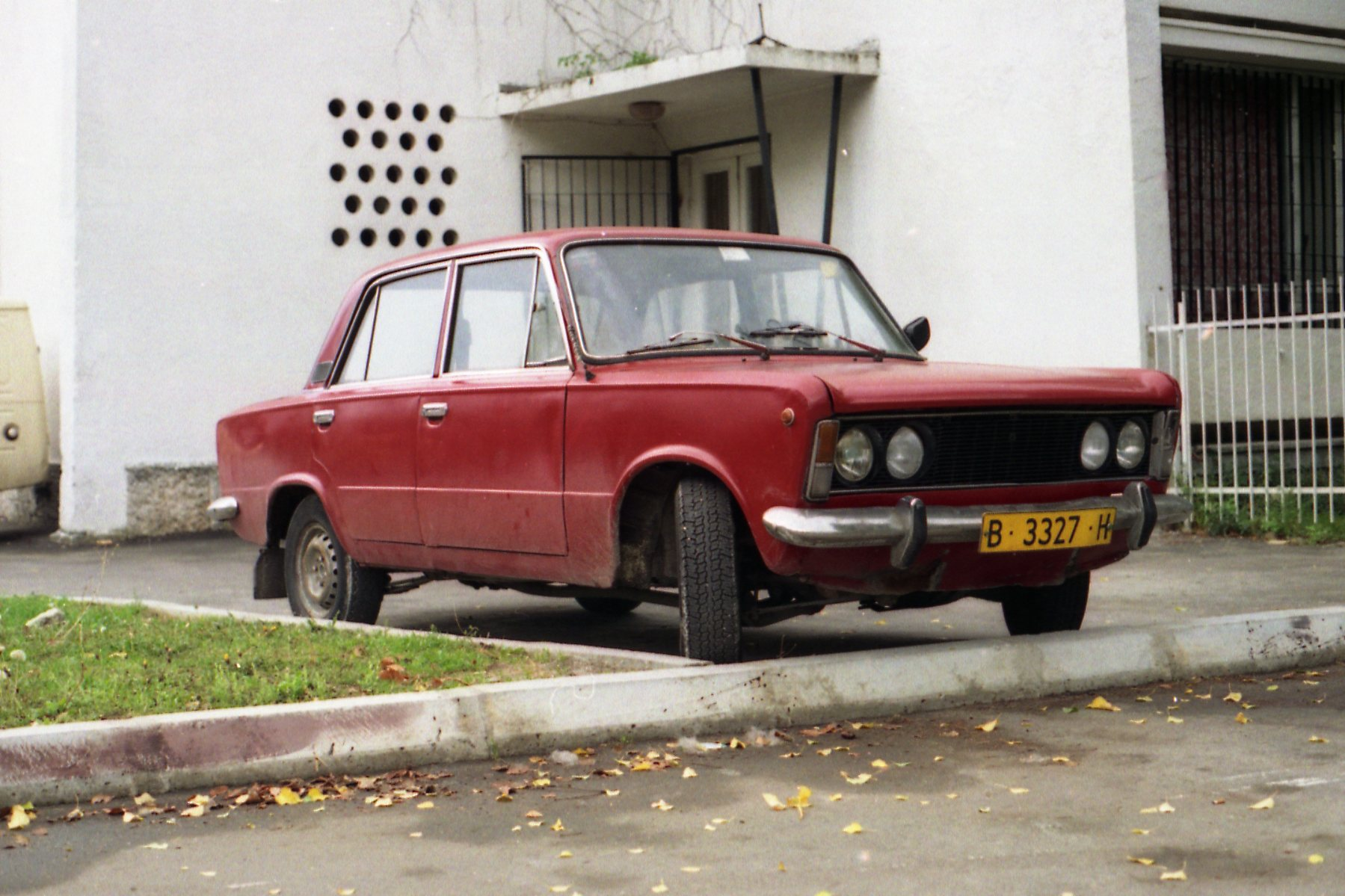
Polski Fiat 125p w Bułgarii

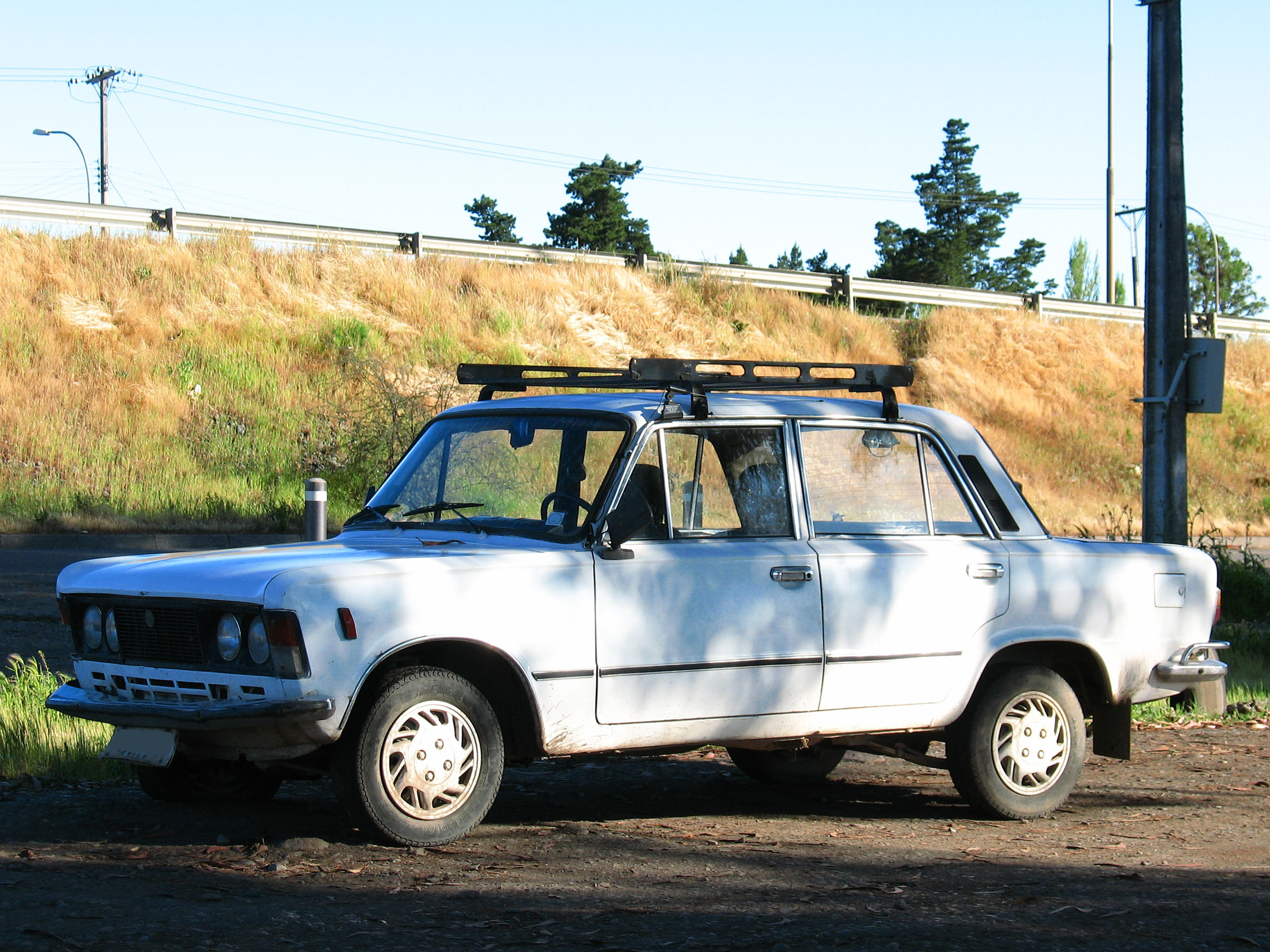
FSO 125p w Chile

Polski Fiat 125p/FSO 125p eksportowany był do 80 krajów na całym świecie. Początkowo model sprzedawano w Czechosłowacji, NRD i na Węgrzech. W późniejszym czasie do odbiorców dołączyły kraje takie jak: Australia, Holandia, Finlandia, Liban, Francja, Szwajcaria, RFN, Islandia, Irak, Kolumbia, Indonezja czy Wielka Brytania. Na eksport przeznaczono łącznie 586 376 egzemplarzy, dodatkowo 288 590 sztuk sprzedano w kraju w ramach eksportu wewnętrznego. Najwięcej samochodów trafiło do Jugosławii, Czechosłowacji i Węgier.
Wkrótce po uruchomieniu produkcji modelu w Polsce podjęto się utworzenia europejskiej sieci sprzedaży. Po podpisaniu pierwszego kontraktu (Finlandia) doszło do konfliktu z fińskim importerem Fiata, kontrakt licencyjny zezwalał jednak Polakom na eksport 125p na rynki zachodnie.

### Eksport w poszczególnych latach
Źródło:
Pierwsze samochody zaczęły trafiać za granicę w roku 1968. Poziom 50 000 egzemplarzy rocznie przekroczono w 1972 roku, szczytowe były lata 1974-78 (najlepszy rok 1976, 83 413 sztuk). W późniejszym czasie poziom stopniowo spadał, krótkie odbicie miało miejsce w latach 1985-87. Ostatnie 26 egzemplarzy wyeksportowano w 1991 roku.
| Rok  | Eksport |  | Rok  | Eksport |  | Rok  | Eksport |  | Rok  | Eksport |  | Rok  | Eksport |
| ---- | ------- |  | ---- | ------- |  | ---- | ------- |  | ---- | ------- |  | ---- | ------- |
| 1967 | -       |  | 1972 | 54 423  |  | 1977 | 78 997  |  | 1982 | 31 476  |  | 1987 | 20 989  |
| 1968 | 1876    |  | 1973 | 68 990  |  | 1978 | 76 251  |  | 1983 | 25 228  |  | 1988 | 14 818  |
| 1969 | 9593    |  | 1974 | 78 332  |  | 1979 | 54 768  |  | 1984 | 14 019  |  | 1989 | 10 251  |
| 1970 | 23 294  |  | 1975 | 82 909  |  | 1980 | 44 733  |  | 1985 | 16 834  |  | 1990 | 3097    |
| 1971 | 35 352  |  | 1976 | 83 413  |  | 1981 | 28 628  |  | 1986 | 16 669  |  | 1991 | 26      |

### Eksport według kraju
Źródło:
| Kraj              | Liczba egzemplarzy |  | Kraj                         | Liczba egzemplarzy |
| ----------------- | ------------------ |  | ---------------------------- | ------------------ |
| Jugosławia        | 114 526            |  | Indonezja                    | 386                |
| Czechosłowacja    | 82 662             |  | Liberia                      | 358                |
| Węgry             | 67 887             |  | Arabia Saudyjska             | 352                |
| Wielka Brytania   | 48 370             |  | Malta                        | 302                |
| Bułgaria          | 46 500             |  | Katar                        | 273                |
| NRD               | 43 340             |  | Haiti                        | 262                |
| Francja           | 27 663             |  | Nikaragua                    | 239                |
| Egipt             | 21 699             |  | Nigeria                      | 223                |
| Kolumbia          | 14 875             |  | Libia                        | 191                |
| Grecja            | 14 616             |  | Sierra Leone                 | 185                |
| Irak              | 13 092             |  | Dominikana                   | 180                |
| Chiny             | 11 849             |  | Syria                        | 170                |
| Finlandia         | 11 561             |  | Zair                         | 167                |
| Belgia            | 10 820             |  | Gwatemala                    | 165                |
| RFN               | 8864               |  | Tunezja                      | 154                |
| Holandia          | 5746               |  | Szwecja                      | 109                |
| Dania             | 5631               |  | Maroko                       | 100                |
| Iran              | 5334               |  | Singapur                     | 80                 |
| Ekwador           | 2504               |  | Senegal                      | 76                 |
| Norwegia          | 2377               |  | Zjednoczone Emiraty Arabskie | 69                 |
| Austria           | 2250               |  | Kamerun                      | 67                 |
| Tajlandia         | 1873               |  | Kongo                        | 51                 |
| Algieria          | 1575               |  | Korea Północna               | 41                 |
| Pakistan          | 1501               |  | Gibraltar                    | 40                 |
| Liban             | 1460               |  | Wietnam                      | 40                 |
| Chile             | 1290               |  | Abu Zabi                     | 30                 |
| Kuwejt            | 1238               |  | Wybrzeże Kości Słoniowej     | 27                 |
| Kuba              | 1229               |  | Nowa Zelandia                | 26                 |
| Wyspy Kanaryjskie | 1012               |  | ZSRR                         | 23                 |
| Szwajcaria        | 1005               |  | Turcja                       | 20                 |
| Albania           | 943                |  | Komory                       | 19                 |
| Islandia          | 926                |  | Stany Zjednoczone            | 12                 |
| Malezja           | 912                |  | Japonia                      | 8                  |
| Cypr              | 870                |  | Fidżi                        | 5                  |
| Irlandia          | 868                |  | Gwinea                       | 4                  |
| Kostaryka         | 824                |  | Mali                         | 4                  |
| Panama            | 653                |  | Hongkong                     | 3                  |
| Ghana             | 612                |  | pozostałe                    | 62                 |
| Jordania          | 476                |  | /                            | /                  |
| Peru              | 420                |  | /                            | /                  |

### Nazwy eksportowe
Źródło:
- Polski Fiat 125px (Francja)
- Polski Fiat Lapponia (Finlandia)
- FSO Polda (Dania)
- FSO Linda (Francja)
- FSO Montana Break (Francja)
- FSO Arizona Pickup (Francja)
- FSO Classic/Classic Estate (Holandia)
- FSO Polonez Sedan/Estate (Holandia)[49]
- FSO 1300/1500
- Zastava 125pz (Jugosławia)
- FSO Polonez 1300/1500 (Chile)

### Nasr
Polski Fiat 125p był w latach 70. montowany (system CKD) przez egipską firmę Nasr. W ten sposób do Egiptu trafiło niecałe 22 tysiące egzemplarzy pojazdu.

### Zastava 125pz

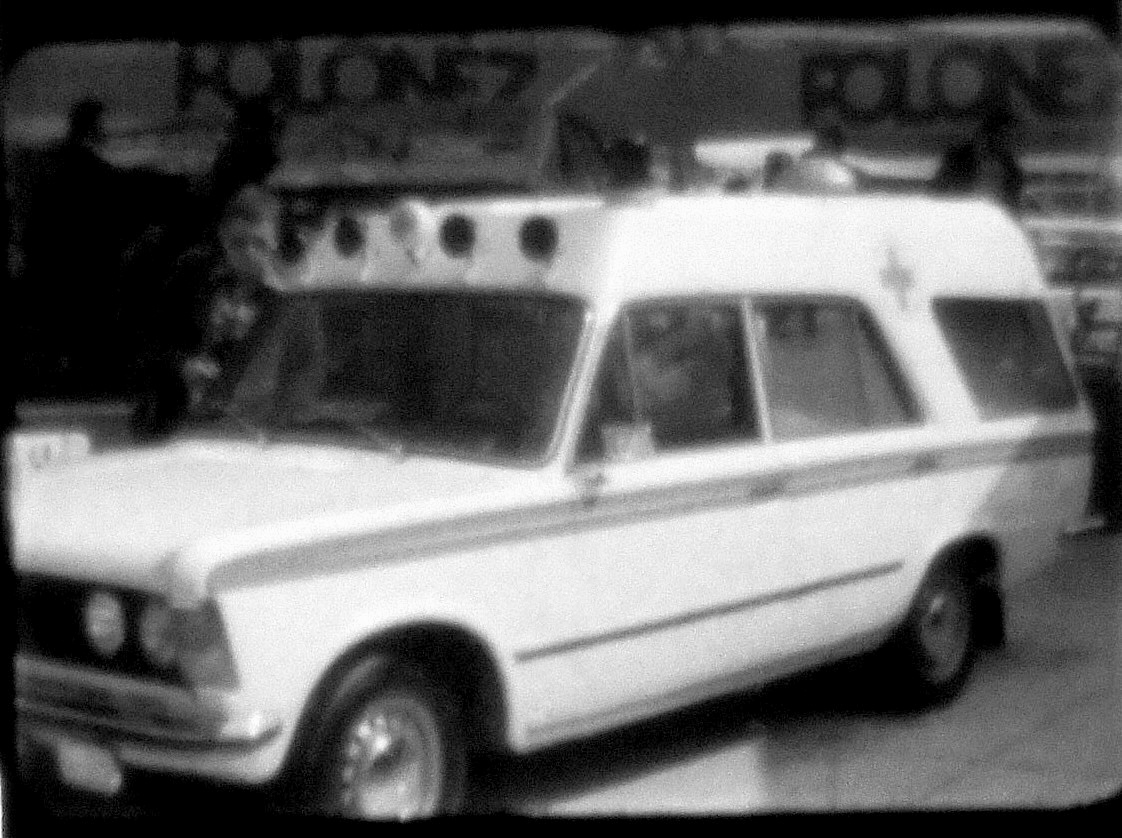
CIMOS Zastava 125pz - sanitarka (1980)

Polski Fiat 125p montowany był także w latach 1970–1983 w zakładach Zastava z dostarczanych z Polski standardów montażowych. Do napędu pojazdu zastosowano 4-cylindrowe silniki benzynowe o pojemności skokowej 1295 cm³ i mocy 60 KM lub 1481 cm³ i mocy 75 KM. Jednostki napędowe zblokowane były początkowo z 4-biegowymi manualnymi skrzyniami biegów, a w późniejszym okresie z przekładniami 5-biegowymi. W krajach byłej Jugosławii model ten zwany jest popularnie Pezejac.

## Dane techniczne

### Silniki
| Wersja           | Silnik:                   | Układ zasilania:  | Średnica × skok tłoka: | St. sprężania: | Moc maksymalna:                    | Maks. moment obrotowy        | 0-100 km/h: | V-max:     | Śr. zuż. paliwa / 100 km:             |
| 1968–1975:       | 1968–1975:                | 1968–1975:        | 1968–1975:             | 1968–1975:     | 1968–1975:                         | 1968–1975:                   | 1968–1975:  | 1968–1975: | 1968–1975:                            |
| ---------------- | ------------------------- | ----------------- | ---------------------- | -------------- | ---------------------------------- | ---------------------------- | ----------- | ---------- | ------------------------------------- |
| 1300             | R4 1,3 l (1295 cm³), OHV  | gaźnik            | 72,00 mm × 79,50 mm    | 9,0:1          | 60 KM (44 kW) przy 5400 obr./min   | 103 N•m przy 3200 obr./min   | 21,5 s      | 140 km/h   | 8,2 l                                 |
| 1500             | R4 1,5 l (1481 cm³), OHV  | gaźnik            | 77,00 mm × 79,50 mm    | 9,0:1          | 70 KM (51,5 kW) przy 5400 obr./min | 113 N•m przy 3200 obr./min   | b/d         | 150 km/h   | 8,5 l                                 |
| 1600 Monte Carlo | R4 1,6 l (1592 cm³), DOHC | gaźnik            | 80 mm × 79,20 mm       | 9,0:1          | 98 KM (72 kW) przy 6000 obr./min   | 132 N•m przy 4000 obr./min   | b/d         | 165 km/h   | ok. 12 l / 20 l przy jezdzie rajdowej |
| 1800 Akropolis   | R4 1,8 l (1756 cm³), DOHC | gaźnik            | 84,00 mm × 79,20 mm    | 9,0:1          | 105 KM (77 kW) przy 6000 obr./min  | 141 N•m przy 4000 obr./min   | b/d         | 170 km/h   | b/d                                   |
| 1975-1983:       |                           |                   |                        |                |                                    |                              |             |            |                                       |
| 1300             | R4 1,3 l (1295 cm³), OHV  | gaźnik            | 72,00 mm × 79,50 mm    | 9,0:1          | 65 KM (48 kW) przy 5200 obr./min   | 93,2 N•m przy 3200 obr./min  | 20,0 s      | 145 km/h   | 8,0 l                                 |
| 1500             | R4 1,5 l (1481 cm³), OHV  | gaźnik            | 77,00 mm × 79,50 mm    | 9,0:1          | 75 KM (55 kW) przy 5400 obr./min   | 112,8 N•m przy 3400 obr./min | 18,0 s      | 155 km/h   | 8,2 l                                 |
| 1983-1991:       |                           |                   |                        |                |                                    |                              |             |            |                                       |
| 1.3 116C.076/56  | R4 1,3 l (1295 cm³), OHV  | gaźnik 34 DCHD-17 | 72,00 mm × 79,50 mm    | 9,0:1          | 65 KM (48 kW) przy 5300 obr./min   | 93,2 N•m przy 3400 obr./min  | 20,0 s      | 145 km/h   | 8,0 l                                 |
| 1.3 116C.076/01  | R4 1,3 l (1295 cm³), OHV  | gaźnik 34 DCHD-31 | 72,00 mm × 79,50 mm    | 7,4:1          | 60 KM (44 kW) przy 5000 obr./min   | 93,2 N•m przy 3400 obr./min  | 20,0 s      | 145 km/h   | 8,0 l                                 |
| 1.5 115C.076/52  | R4 1,5 l (1481 cm³), OHV  | gaźnik 34 DCHD-16 | 77,00 mm × 79,50 mm    | 9,0:1          | 75 KM (55 kW) przy 5400 obr./min   | 114,7 N•m przy 3200 obr./min | 18,0 s      | 155 km/h   | 8,2 l                                 |
| 1.5 115C.076/53  | R4 1,5 l (1481 cm³), OHV  | gaźnik 34 DCHD-20 | 77,00 mm × 79,50 mm    | 7,2:1          | 70 KM (51,5 kW) przy 5200 obr./min | 106 N•m przy 3400 obr./min   | b/d         | b/d        | b/d                                   |
| 1.5 AB           | R4 1,5 l (1481 cm³), OHV  | gaźnik            | 77,00 mm × 79,50 mm    | 9,2:1          | 82 KM (64 kW) przy 5200 obr./min   | 114,5 N•m przy 3400 obr./min | b/d         | 155 km/h   | 7,8 l                                 |
| 1.6 D            | R4 1,6 l (1588 cm³), SOHC | wtrysk pośredni   | 79,50 mm × 80,00 mm    | 23,0:1         | 54 KM (40 kW) przy 4800 obr./min   | 100 N•m przy 2300 obr./min   | 25,2 s      | 125 km/h   | 7,4 l                                 |

Dane dla jednostek OHV:

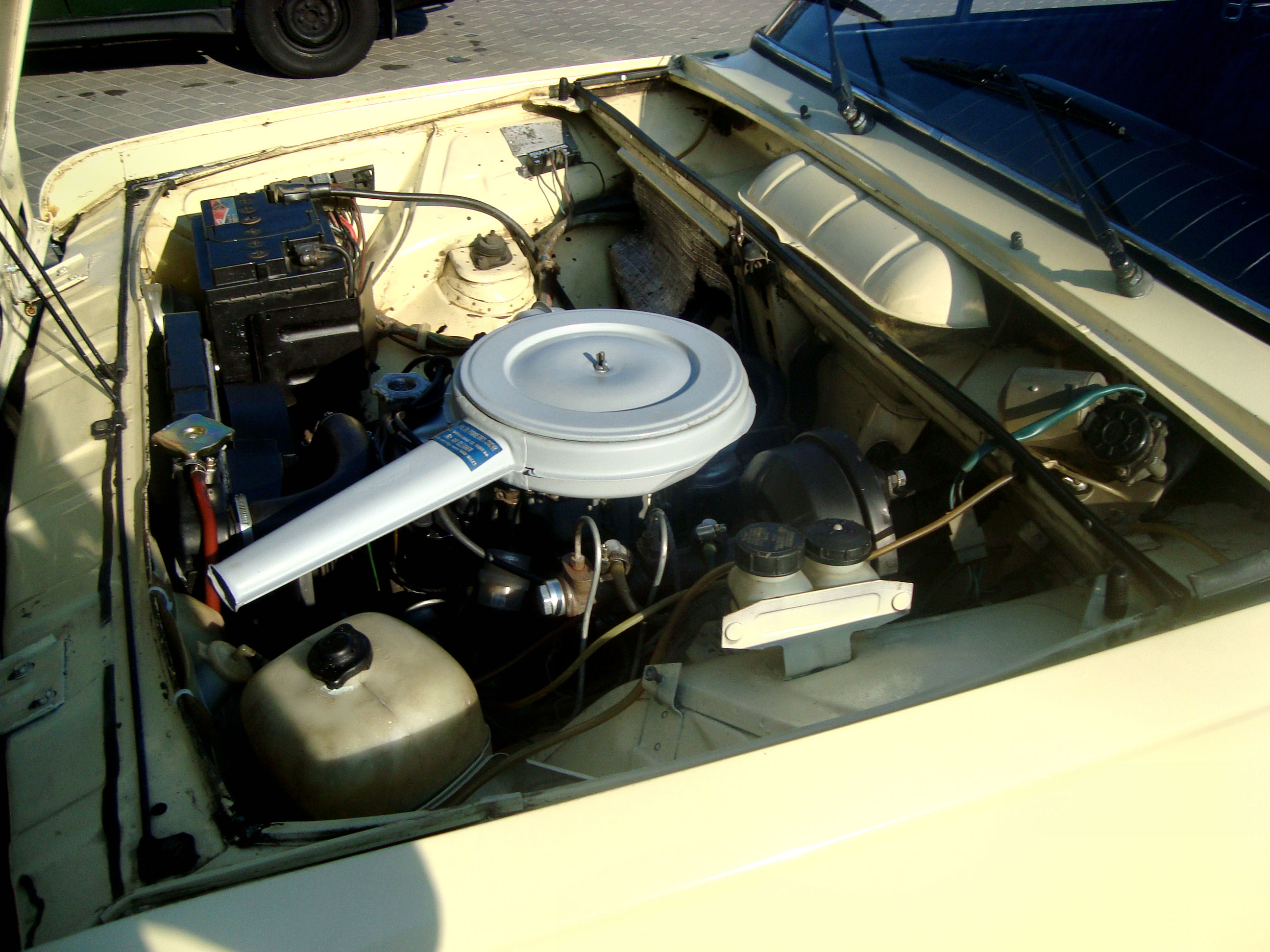
Komora silnikowa FSO 125p 1.5 C z 1985 roku

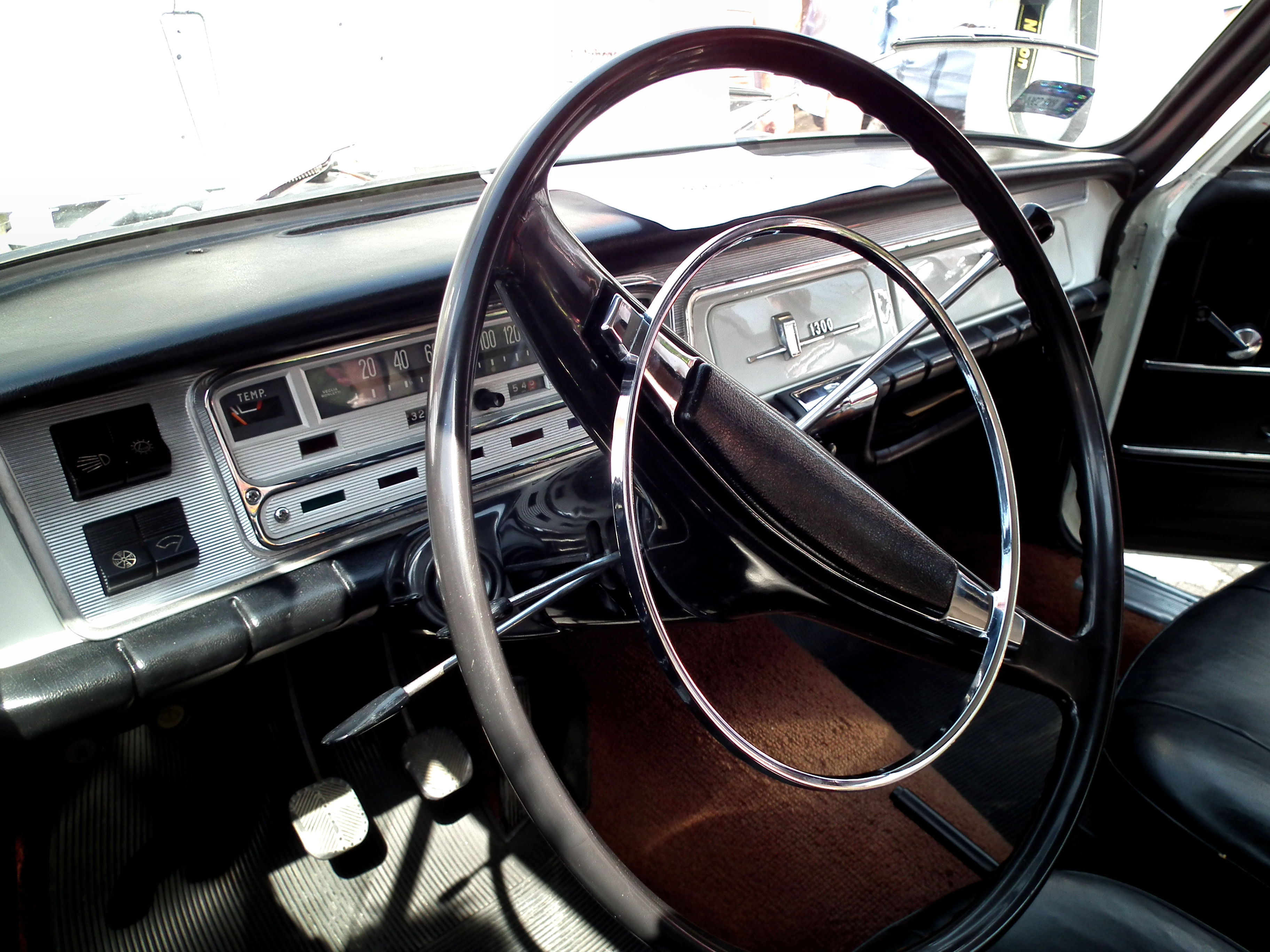
Deska rozdzielcza Polskiego Fiata 125p 1300 z 1969 roku – stacyjka po lewej stronie, dźwignia zmiany biegów w kolumnie kierownicy

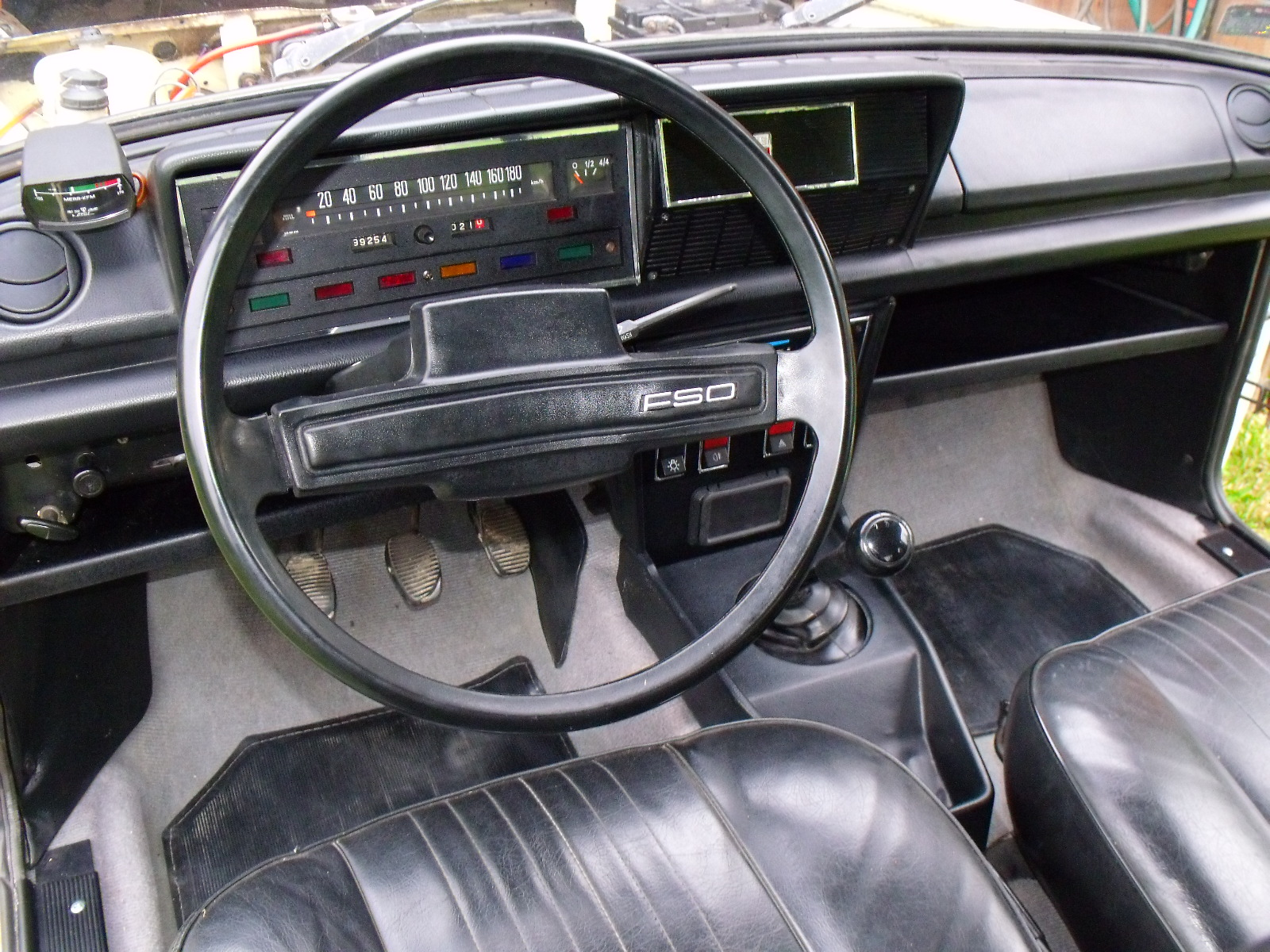
Deska rozdzielcza FSO 125p 1.5 C z 1985 roku

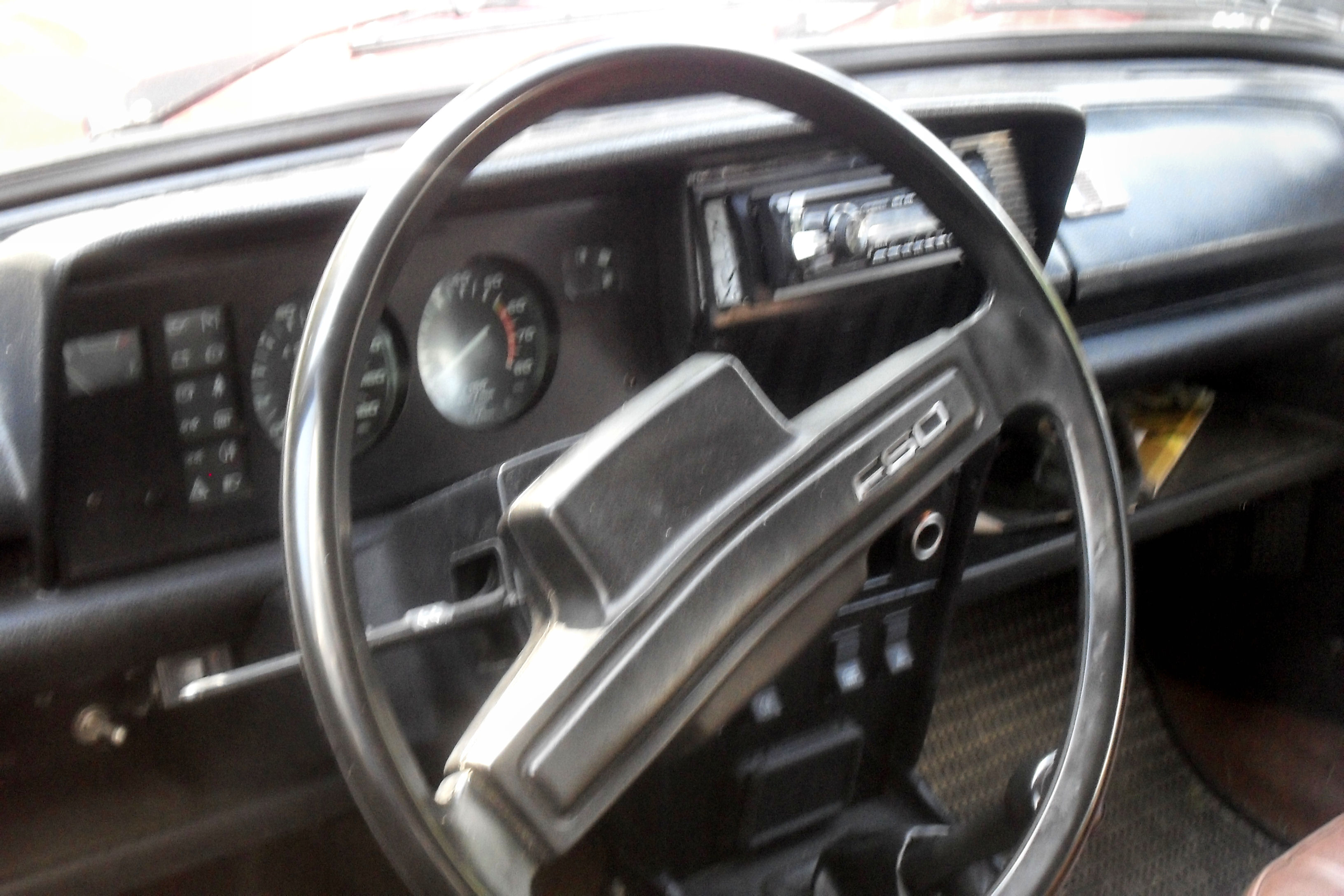
Deska rozdzielcza FSO 125p 1.5 ME z 1990 roku

- Rodzaj silnika: czterocylindrowy rzędowy, czterosuwowy, benzynowy, chłodzony cieczą
- Kuty wał korbowy podparty na trzech łożyskach
- Żeliwny blok silnika, odlewana głowica ze stopu aluminium
- Układ rozrządu napędzany łańcuszkiem zębatym, wałek rozrządu ułożyskowany w bloku silnika (dla wersji 1.3/1.5M rozrząd napędzany paskiem zębatym)
- Układ chłodzenia: chłodzenie cieczą, układ zamknięty, wentylator chłodnicy na stałe połączony z kołem pasowym pompy wody (1300), lub ze sprzęgłem sterowanym wyłącznikiem termicznym zlokalizowanym w chłodnicy (1500)
- Kolejność zapłonu: 1–3–4–2
- Filtr powietrza: z wkładem papierowym
- Układ zapłonowy: zapłon mechaniczny/tradycyjny (wersje 1.3/1.5M zapłon elektroniczny)
- Kąt wyprzedzenia zapłonu: 5 + 2°
- Układ zasilania: gaźnik Weber 34 DCHD-1 opadowy (dla wersji 1.3/1.5M Weber 34 SC2)
- Pojemność układu chłodzenia: 7,5 l
- Pojemność miski olejowej: 3,6 – 4,0 l (w zależności od silnika)

### Skrzynia biegów i przeniesienie napędu
Źródło:
- Skrzynia biegów: 4-biegowa, całkowicie synchronizowana, sterowana dźwignią umieszczoną w podłodze (do 1972 w kolumnie kierowniczej, od 1985 dostępna skrzynia 5-biegowa przejęta z Poloneza)
- Sprzęgło: jednotarczowe suche z sześcioma sprężynami sterowane hydraulicznie (od 1983 sterowane mechanicznie)
- Wał napędowy: rurowy dwuczęściowy z łożyskiem pośrednim i podporą elastyczną
- Most tylny: most z przekładnią główną hipoidalną
- Przełożenia biegów (skrzynia 4-biegowa): bieg I 3,75:1, II 2,3:1, III 1,49:1, IV 1:1, wsteczny 3,87:1
- Przełożenia biegów (skrzynia 5-biegowa): bieg I 3,75:1, II 2,3:1, III 1,49:1, IV 1:1, V 0,881:1, wsteczny 3,87:1[1]
- Przełożenie główne tylnego mostu: 10/41
- Prędkość maksymalna na poszczególnych biegach (samochód w pełni obciążony, dotarty silnik):
  - Silnik 1300: bieg I 40 km/h II 65 km/h III 100 km/h IV 145 km/h
  - Silnik 1500: bieg I 40 km/h II 65 km/h III 100 km/h IV 155 km/h
- Zdolność pokonywania wzniesień na poszczególnych biegach:
  - Silnik 1300: bieg I 35% II 20% III 13% IV 6% wsteczny 36%
  - Silnik 1500: bieg I 41% II 23% III 14% IV 8% wsteczny 42%
- Pojemność układu smarowania skrzyni biegów: 1,35 l
- Pojemność układu smarowania tylnego mostu: 1,2 – 2,0 l

### Układ kierowniczy i zawieszenie
Źródło:
- Przekładnia kierownicza: przekładnia ślimakowa z rolką o średnim przełożeniu 16,4:1
- Wał kierowniczy oparty na dwóch łożyskach wałeczkowych stożkowych
- Rozmiar opon: 165 SR13, obręcze 4,5Jx13
- Ciśnienie w oponach – przód 0,17 MPa, tył 0,19 MPa
- Rozstaw kół przód/tył: 1298/1275 mm
- Zawieszenie przednie: niezależne, górne i dolne trójkątne wahacze poprzeczne, sprężyny śrubowe, amortyzatory teleskopowe, stabilizator, drążki reakcyjne
- Zawieszenie tylne: sztywna oś tylna, dwa wzdłużne resory 2-piórowe (przed 1973 r. 4-piórowe), amortyzatory teleskopowe, drążki reakcyjne
- Prześwit poprzeczny: 130 mm (samochód obciążony)

### Pozostałe
Źródło:
- Hamulce: dwuobwodowe ze wspomaganiem, tarczowe na cztery koła, korektor siły hamowania przy osi tylnej, hamulec pomocniczy mechaniczny działający na koła tylne, średnica tarcz hamulcowych 227 mm
- Maksymalna masa holowanej przyczepy: 500 kg (1000 kg dla przyczepy wyposażonej w układ hamulcowy)
- Instalacja elektryczna o napięciu 12V
- Akumulator ołowiowo-kwasowy o pojemności 45 Ah
- Ładowanie poprzez alternator typu A 12 M-124/12/42
- Średnica zawracania: 10,8 m

## Polski Fiat 125p w sporcie

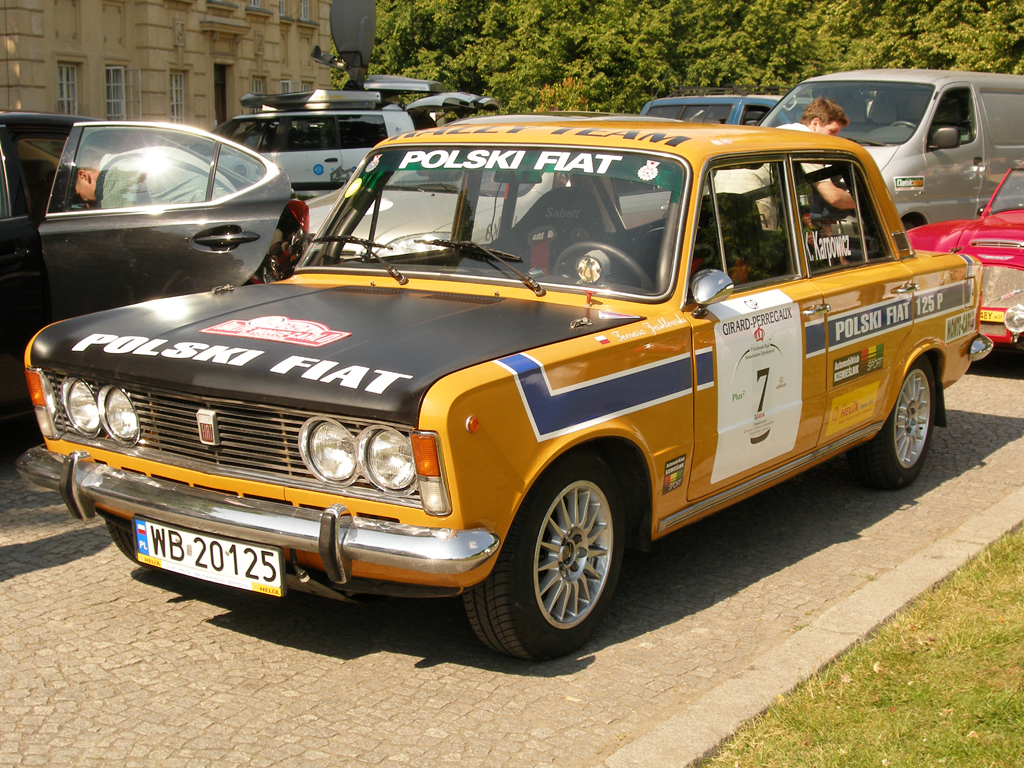
Polski Fiat 125p Monte Carlo

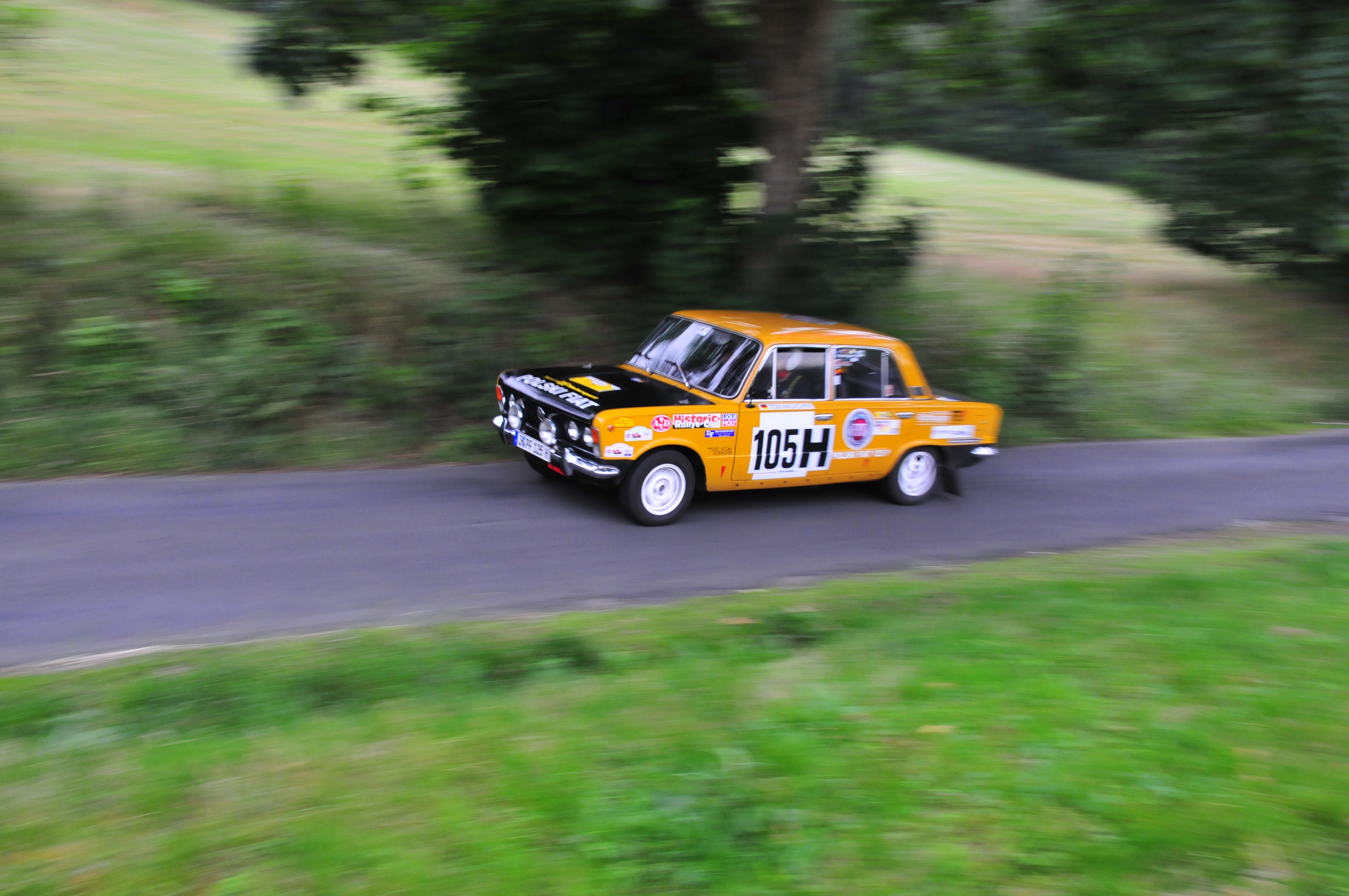
Polski Fiat 125p MR'73/74 podczas Vogtlandrallye 2008

W roku 1968 po raz pierwszy Polski Fiat 125p wystartował w Rajdzie Polski z załogą Robert Mucha i Zbigniew Dziadura. W 1969 ta sama załoga zajęła pierwsze miejsce w klasie IV i trzecie w klasyfikacji generalnej w Rajdzie Węgierskim.

### Rajd Monte Carlo
W celu wdrożenia nowego modelu do sportu samochodowego utworzono w roku 1971 przy FSO Ośrodek Sportu Samochodowego. Pierwszy start 125p w Rajdzie Monte Carlo miał miejsce w 1971 roku, z dwóch polskich załóg żadna nie ukończyła zmagań. Rok później zespół fabryczny wziął udział w Rajdzie Monte Carlo. Załoga złożona z Roberta Muchy i Lecha Jaworowicza zajęła w klasyfikacji generalnej 24. pozycję, Sobiesław i Ewa Zasada nie ukończyli rajdu z powodu awarii tylnej osi.
W Monte Carlo 1973 kierujący 125p Robert Mucha zajął 35. miejsce w klasyfikacji generalnej, oprócz niego startowały także załogi: Marian Bień i Janusz Wojtyna (41. w klasyfikacji generalnej), Andrzej Jaroszewicz i Andrzej Szulc oraz Maciej Stawowiak i Lech Jaworowicz (nie ukończyli rajdu – awaria silnika).
Na Rajd Monte Carlo 1975 przybyło sześć załóg kierujących Polskimi Fiatami 125p. Maciej Stawowiak z Janem Czyżykiem zajęli 12. pozycję w klasyfikacji generalnej, Marian Bień z Andrzejem Turczyńskim zaś 16. Pozostałe cztery załogi nie ukończyły rajdu. Dwa lata później udział w zawodach wzięły trzy polskie załogi, żadna z nich nie ukończyła rajdu.

### Rajd Akropolis
Polska załoga w składzie Andrzej Jaroszewicz i Andrzej Szulc wzięła udział w 20. Rajdzie Akropolis (1972). Samochodem Polski Fiat 125p z numerem startowym 25. ukończyli rywalizację na 11 miejscu.

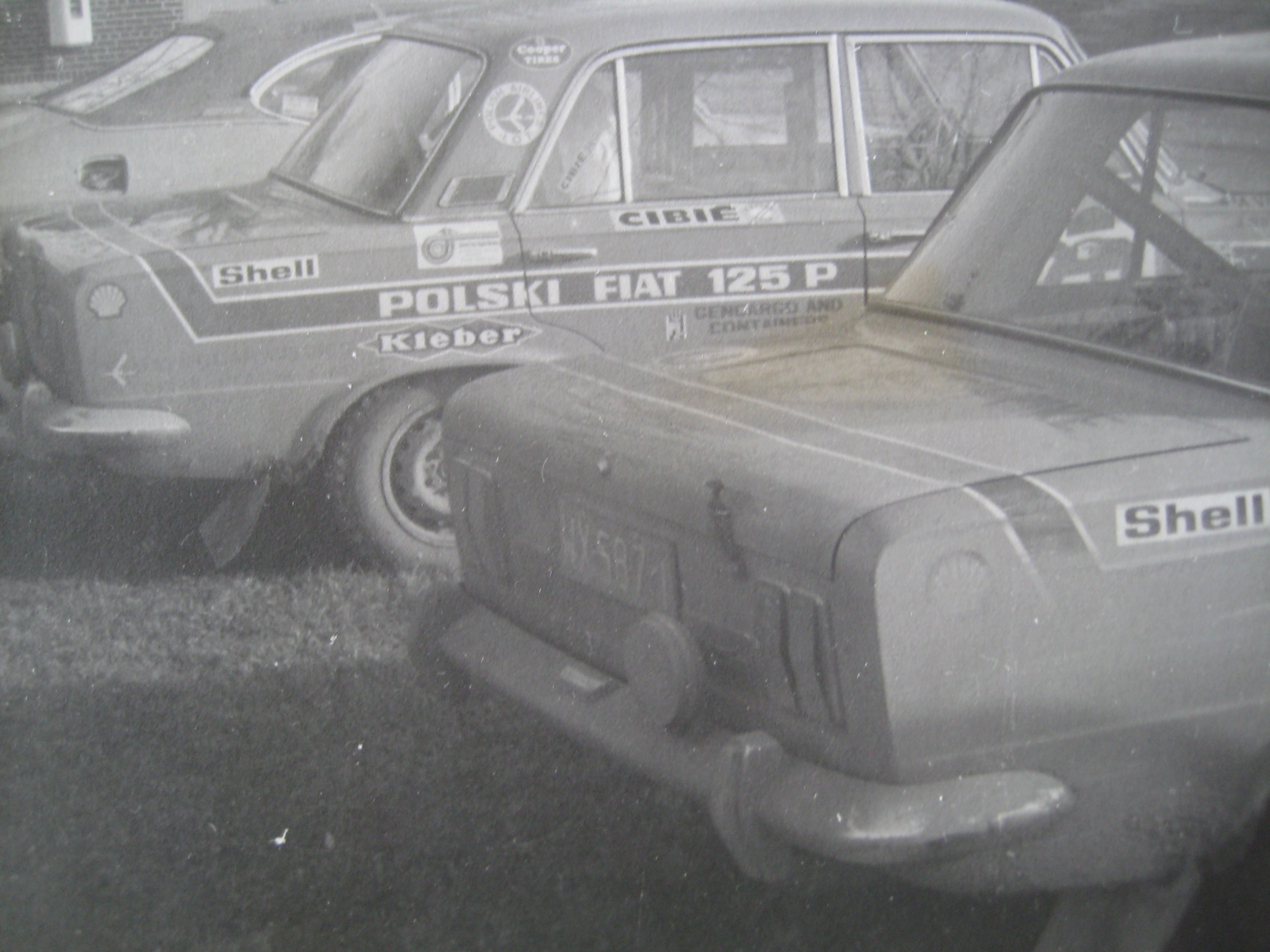
Dwa Polskie Fiaty 125p podczas Press on Regardless

### Press on Regardless
W roku 1973 zespół FSO wystartował w amerykańskim rajdzie Press on Regardless będącym jednocześnie eliminacją do mistrzostw świata. Wystartowały trzy załogi, najlepiej spisali się Robert Mucha i Ryszard Żyszkowski zajmując 1. pozycję w swojej klasie i 6. w klasyfikacji generalnej, Andrzej Jaroszewicz ze Zbigniewem Dziadurą uplasowali się na 12. pozycji, zaś Marek Varisella i Janina Jedynak na 15. W rankingu producentów Polski Fiat z 18 punktami zajął 11. pozycję.

### Rajd Polski
W roku 1973 Rajd Polski był 7. rundą Rajdowych Mistrzostw Świata. Zmagania ukończyły tylko 3 z 62 drużyn, Maciej Stawowiak i Jan Czyżyk zajęli Polskim Fiatem 125p trzecią pozycję. W Rajdzie Polski 1974 5. i 6. pozycja w klasyfikacji generalnej przypadła odpowiednio Krzysztofowi Komornickiemu i Jackowi Różańskiemu oraz Maciejowi Stawowiakowi i Janowi Czyżykowi, obie załogi prowadziły 125p 1600 Monte Carlo.
W 35. Rajdzie Polski 6. lokatę zdobyła drużyna Komornicki i Wojtyna (PF 125p 1600 Monte Carlo), 11. zaś Dobrzański i Ryniak (125p). Rok później Polskie Fiaty 125p 1600 MC zajęły w klasyfikacji generalnej miejsca: trzecie (Komornicki i Wojtyna), piąte (Ciecierzyński i Brzozowski) i siódme (Bień i Jedynak). Sezon 1977 to dla 125p 1600 MC pozycje 11. (Stawowiak i Lewandowski) i 12. (Ciecierzyński i Różański).

### Rekord średniej prędkości na długim dystansie
W roku 1973 ośmiu kierowców (Sobiesław Zasada, Marek Varisella, Andrzej Jaroszewicz, Robert Mucha, Andrzej Aromiński, Jerzy Dobrzański, Ryszard Nowicki i Franciszek Postawka) pobiło Polskim Fiatem 125p trzy rekordy długodystansowe samochodów turystycznych w klasie do 1500 cm³. Wydarzenie miało miejsce na jednym z odcinków podwrocławskiej autostrady (Legnica-Wrocław), rozpoczęto je 15 czerwca. Poprzedni rekord ustanowiony został w roku 1952 przez samochód Simca Aronde. Uzyskana średnia prędkość przejazdu równa 138 km/h pozwoliła na pobicie rekordu na dystansach: 25 000 (23 czerwca) i 50 000 km (30 czerwca) oraz 25 000 mil należący wcześniej do Forda Cortiny (27 czerwca). Przebieg zmagań był na bieżąco relacjonowany przez TVP i prasę.
Samochód przygotowany do bicia rekordu różnił się nieco od wersji fabrycznej. Była to najnowsza wówczas wersja 125p wyposażona w kasetowe klamki i 2-piórowe resory na tylnej osi. Zastosowano silnik 1500 o mocy 85 KM, osprzęt pochodził od zachodnich producentów. Pojemność zbiornika paliwa wynosiła 70 litrów, o 25 l więcej niż w wersji drogowej. Najpoważniejszą modyfikacją było zastosowanie 5-biegowej skrzyni biegów z nadbiegiem co pozwalało na podróż z wysoką prędkością przy dopuszczalnych obrotach silnika. Tak przygotowany samochód był w stanie rozpędzić się do około 175 km/h.

## Polski Fiat 125p w kulturze masowej

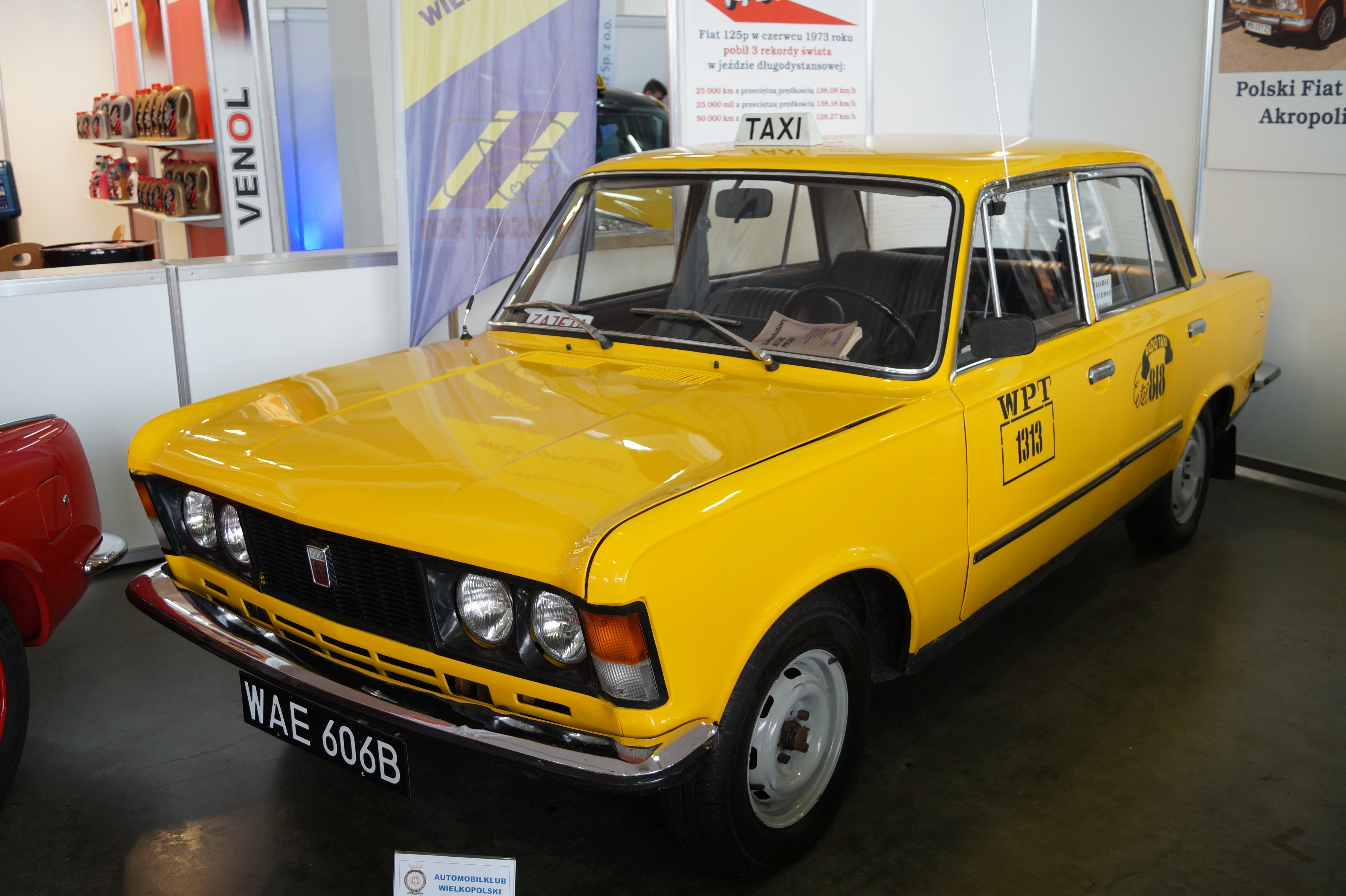
Polski Fiat 125p jako replika taksówki z serialu Zmiennicy

Polski Fiat 125p występował w większości polskich filmów i seriali z lat 1970-1990. Akcja polskiego serialu Zmiennicy Stanisława Barei z 1986 roku skupiona jest wokół żółtego Polskiego Fiata 125p z roku 1979/80 o numerach rejestracyjnych WAE 606B. Pojazd używany jest jako taksówka z numerem bocznym 1313. Prywatnym wozem redaktora Maja (Leszek Teleszyński) w serialu "Życie na gorąco" jest Polski Fiat 125p „Sport”.
Jednym z ostatnich filmów, w którym występował duży Fiat jako milicyjny radiowóz, była czarna komedia Macieja Cuske i Marcina Sautera „I co wy na to, Gałuszko?” (2001), a także w filmie "Dom zły" Smarzowskiego z 2009 roku. Fiat 125p występuje również w serialu animowanym "Bogdan Boner: Egzorcysta" reżyserowanym przez Bartosza Walaszka jako "Metalomobil" - samochód, którym przemieszczają się członkowie grupy muzycznej "Ajronwejder".
Mimo oficjalnej nazwy, 125p znany był potocznie jako "duży Fiat", w odróżnieniu od Polskiego Fiata 126p, znanego jako "mały Fiat" lub "maluch". Inne potoczne późniejsze określenia dla modelu 125p to: "kanciak", "kant" czy też "kredens".

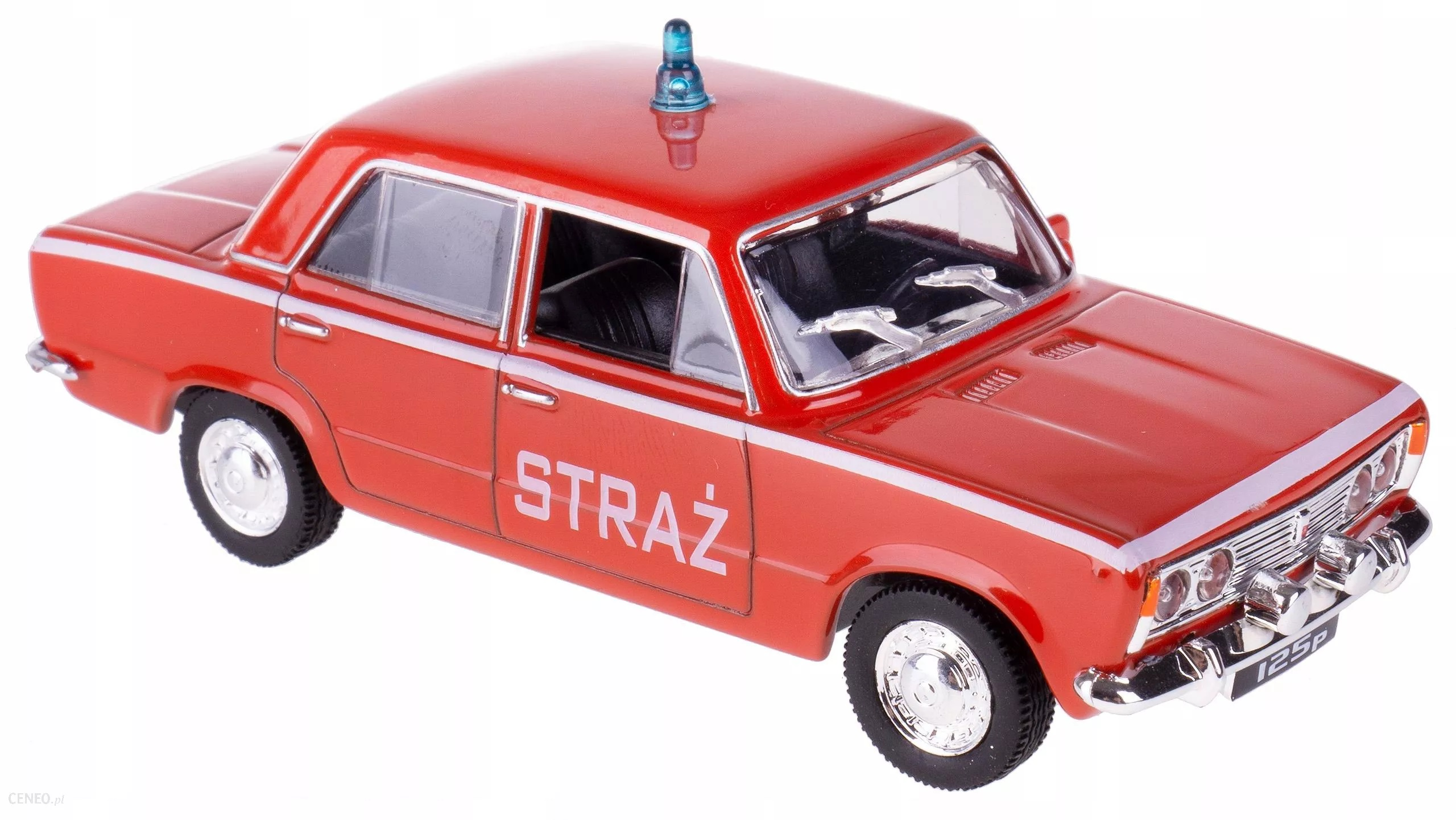
Współczesny model-zabawka Fiata 125p w wersji samochodu straży pożarnej

## Krytyka i odbiór
Najmniej awaryjną i najtrwalszą jednostką napędową montowaną w modelu był silnik 1300 o mocy 60 KM. Wraz z przebiegiem wzrastał poziom hałasu generowanego przez układ rozrządu, głośna stawała się także praca panewek wału korbowego, który podparty był tylko w trzech miejscach. Rozwiązanie to negatywnie wpływało na żywotność jednostki napędowej. Często zawodził hamulec postojowy.
W roku 1977 Polski Fiat 125p w wersji kombi zajął pierwsze miejsce w rankingu brytyjskiego magazynu motoryzacyjnego What Car? na najlepszy samochód kombi w cenie do 3000 funtów. Wybrany został spośród 24 pojazdów, wygrał przez najlepszy stosunek ceny do jakości, pokonując przy tym samochody takie jak Mazda 818, Datsun 120Y czy Toyota Corolla.
W roku 1987 przeprowadzono test drogowy eksportowej wersji FSO 125p kombi – FSO Montany. Skrytykowana została archaiczna konstrukcja pojazdu, zła jakość wykonania oraz nieergonomiczne rozmieszczenie włączników. Źle oceniono także przestarzały silnik zużywający za dużo paliwa i układ zawieszenia. Pozytywnie oceniono układ hamulcowy oraz łatwość załadunku i dobrą funkcjonalność nadwozia. Testowany egzemplarz wyposażony był w silnik 1500 o mocy 82 KM i 5-biegową skrzynię biegów. Sprawdzona prędkość maksymalna na 5-biegu wyniosła 144 km/h przy 4800 obr./min, czas przyspieszenia 0-100 km/h zaś 15,8 s. Zmierzono także średnie zużycie paliwa na trasie, przy prędkości 125 km/h wynosiło ono 12,7 l / 100 km, przy 75 km/h – 9,0 l / 100 km a w cyklu miejskim 12,6 l / 100 km.

## Koniec produkcji i współczesność
Produkcję FSO 125p zakończono 29 czerwca 1991 roku. Z racji długiego okresu produkcji część egzemplarzy rejestrowana jest jako pojazdy zabytkowe. Największą wartość kolekcjonerską mają egzemplarze wyprodukowane przed 1975 rokiem oraz te z ostatniego 1991 roku, mniejszą zaś z lat 1975-1983. Polskie Fiaty 125p używane są także jako eksponaty w niektórych muzeach oraz limuzyny wykorzystywane przy ceremoniach ślubnych.

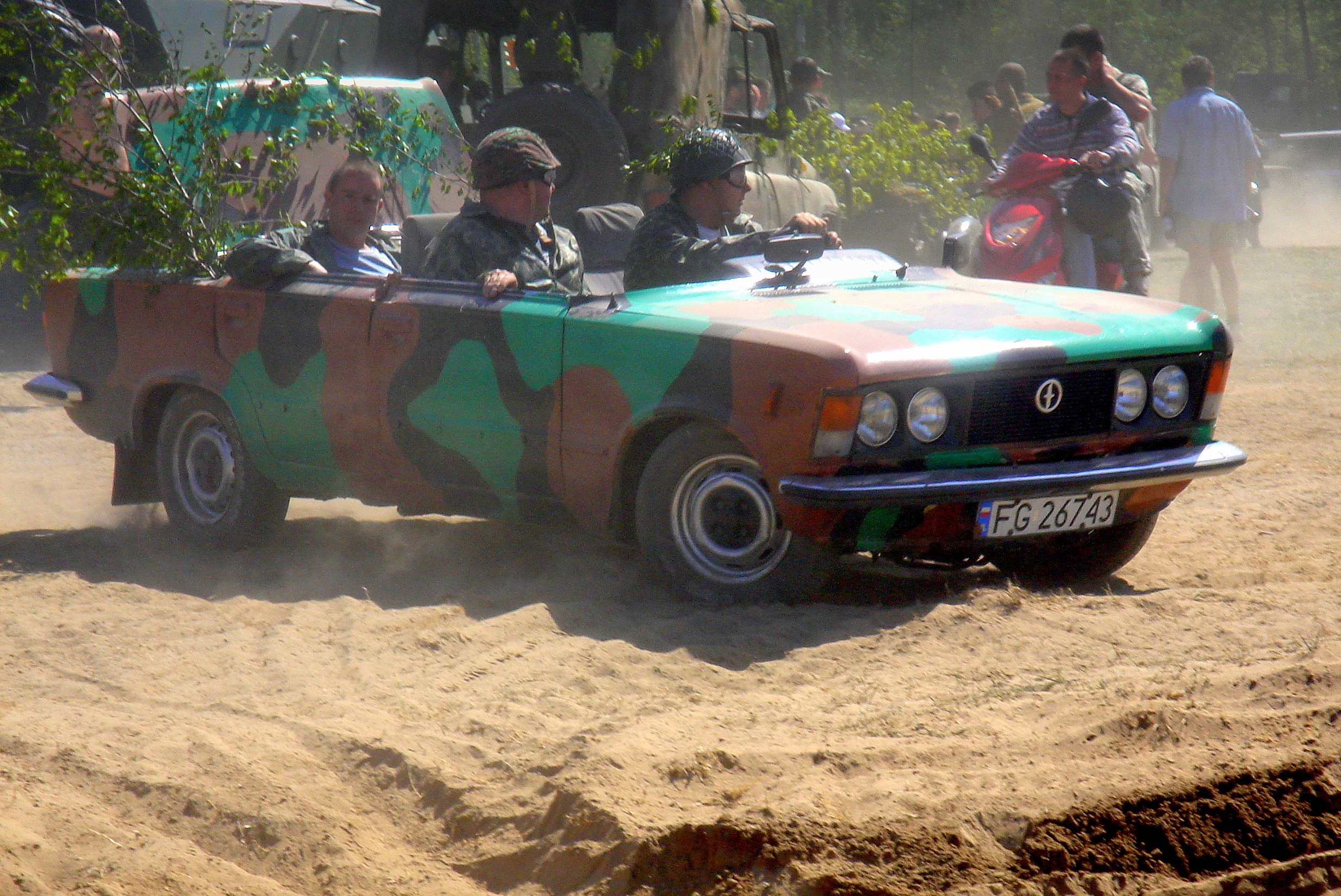
Żartobliwa modyfikacja FSO 125p na pojazd militarny
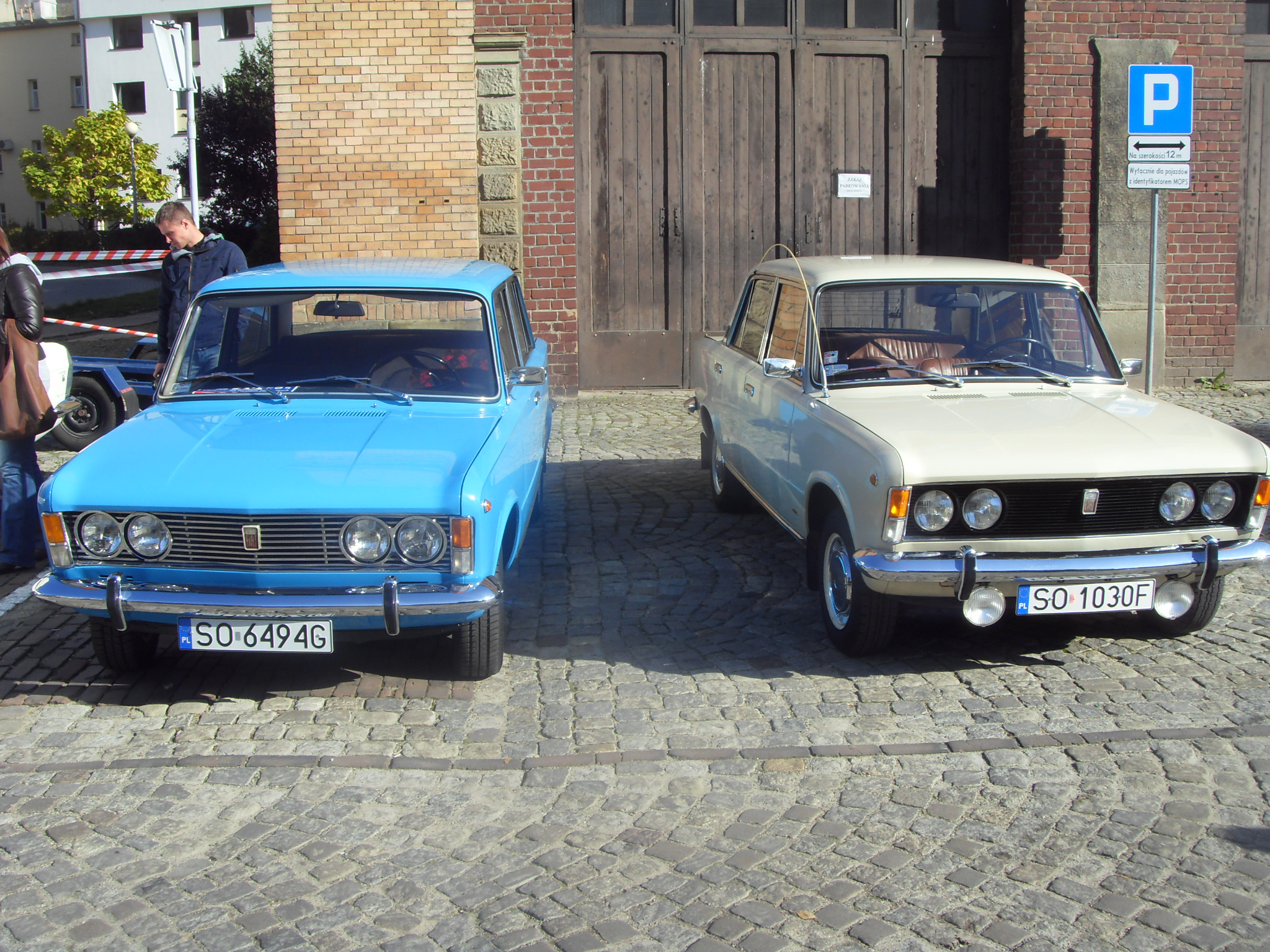
Dwa Polskie Fiaty 125p na II Beskidzkim Zlocie Pojazdów Zabytkowych
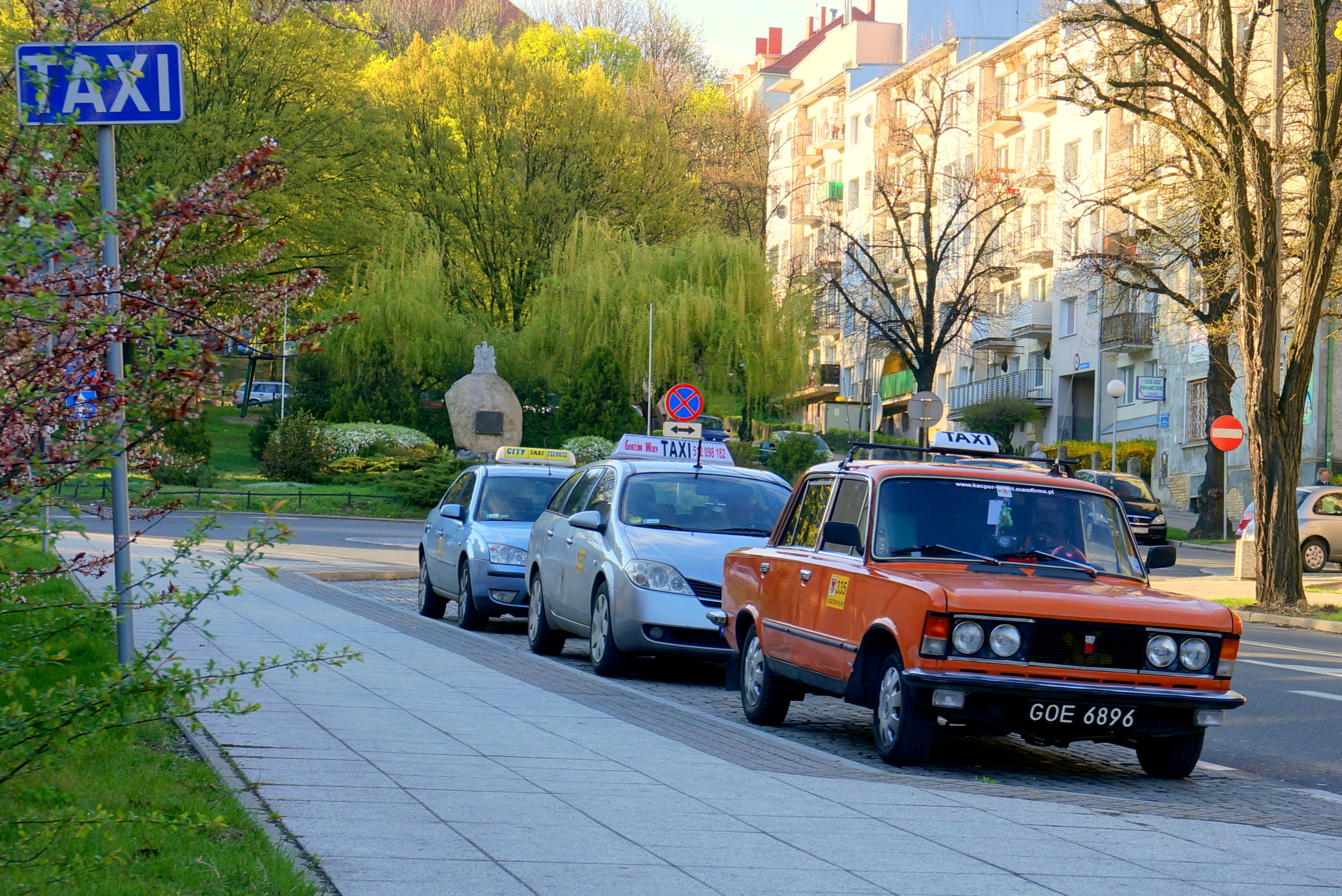
PF 125p eksploatowany jako taksówka (2014 r.)